# Castelo de Heidelberg
O Castelo de Heidelberg ou, nas suas formas aportuguesadas, Castelo de Heidelberga ou de Edelberga (em alemão: Heidelberger Schloss), é um palácio localizado em Heidelberg, no estado de Baden-Württemberg. É uma das mais famosas ruínas da Alemanha e símbolo da cidade.

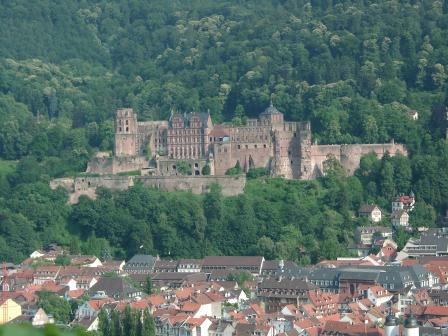
Vista geral do Castelo de Heidelberg, Alemanha

As ruínas do conjunto, um dos mais importantes edifícios renascentistas a norte dos Alpes, erguem-se 80 metros acima da base do vale, na colina norte da Königstuhl, dominando a imagem da antiga cidade.
Em posição dominante sobre o rio Necar, o primitivo castelo medieval adquiriu a forma actual a partir de 1544, e serviu como residência dos Príncipes Eleitores até à guerra de sucessão no Palatinado, quando foi destruído pelos soldados de Luís XIV de França, entre 1689 e 1693. Depois disso viria a ser restaurado apenas parcialmente.
Anton Praetorius escreveu neste castelo, no ano de 1595, a primeira descrição em latim do "1. Großen Fasses" (um de três enormes barris para 127 mil litros de vinho).

## História

### Até a destruição

#### Primeira menção

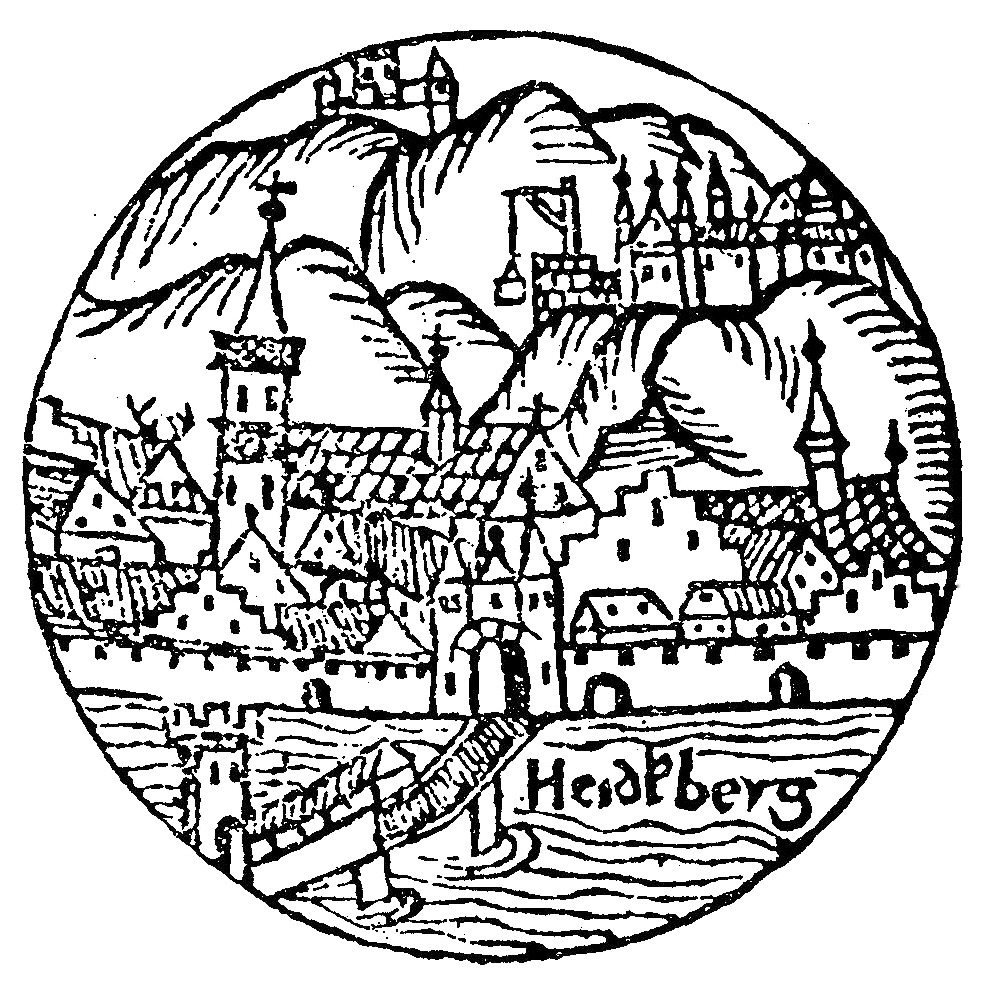
Primeira imagem do Castelo de Heidelberg, por Sebastian Münster

A cidade de Heidelberg foi mencionada pela primeira vez no ano de 1147, quando Conrado de Hohenstaufen é informado, juntamente com o seu meio-irmão Frederico I do Sacro Império Romano-Germânico, da herança do pai de ambos, o duque Frederico II da Suábia, na qual cabe ao primeiro a região do Reno francónio. Em 1155, Conrado de Hohenstaufen foi feito Conde Palatino pelo seu meio-irmão, tornando-se a região conhecida por Palatinado. A hipótese de Conrado ter instalado a sua sede na atual Schlossberg (colina do palácio), a chamada Jettenbühl, não pode ser provada.
O nome Jettenbühl, de acordo com a tradição de Hubertus Leodosius Thomas, um historiador e secretário de Frederico II, faz alusão a uma velha mulher chamada Jetta que ali terá vivido. Dois quilômetros acima de Schlierbach situa-se a Wolfsbrunnen (Nascente do Lobo) e do lado do Neckar, no Heiligenberg, localiza-se a Heidenloch (Cova do Gentio). A colina do palácio só recebeu o nome de Jettenbühl a partir do século XVI, sendo conhecida anteriormente por Colina dos Bovinos Jovens (Geltenpogel = Jungviehhügel).

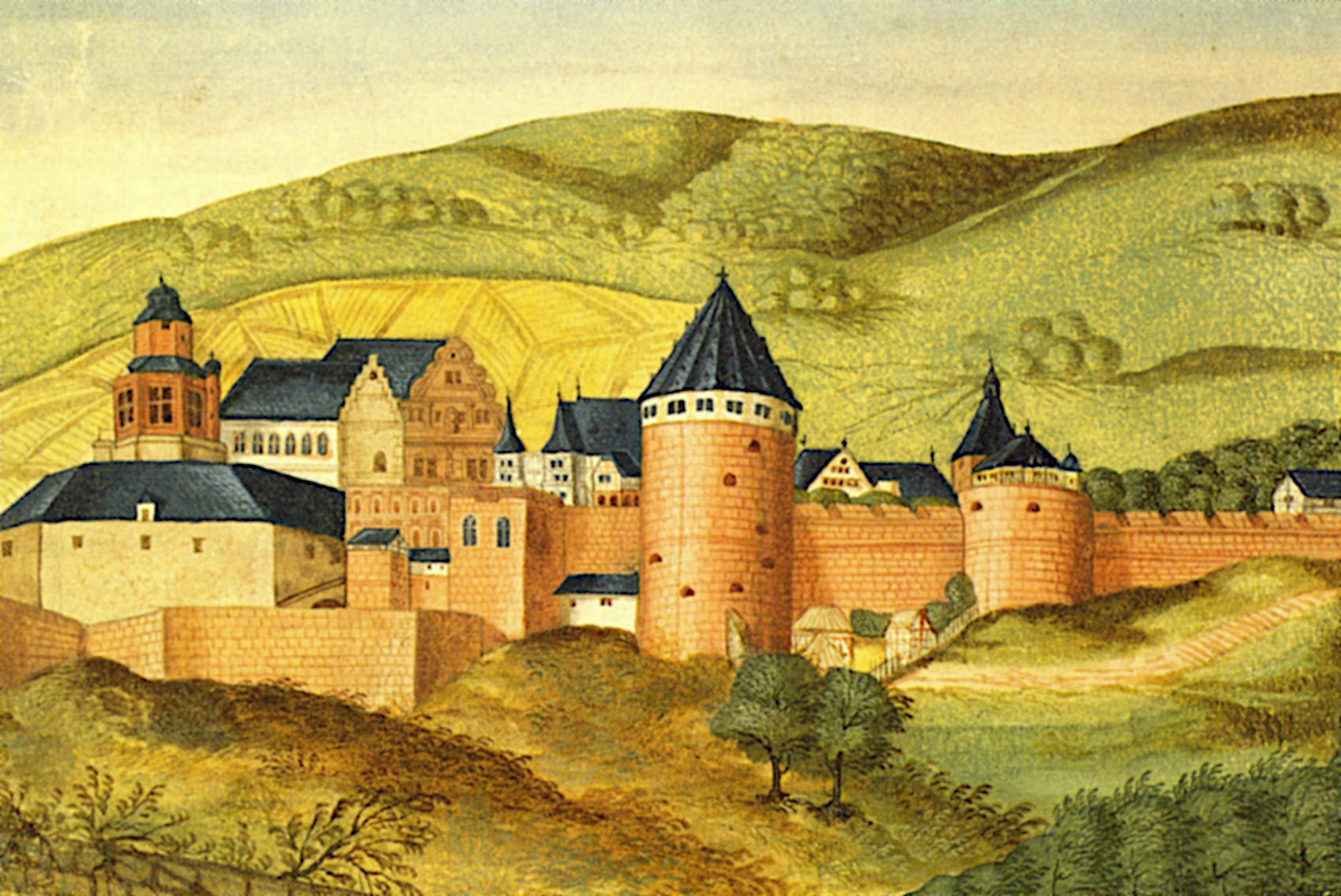
O Castelo de Heidelberg tal como aparece no Thesaurus Pictuarum (1559-1606)

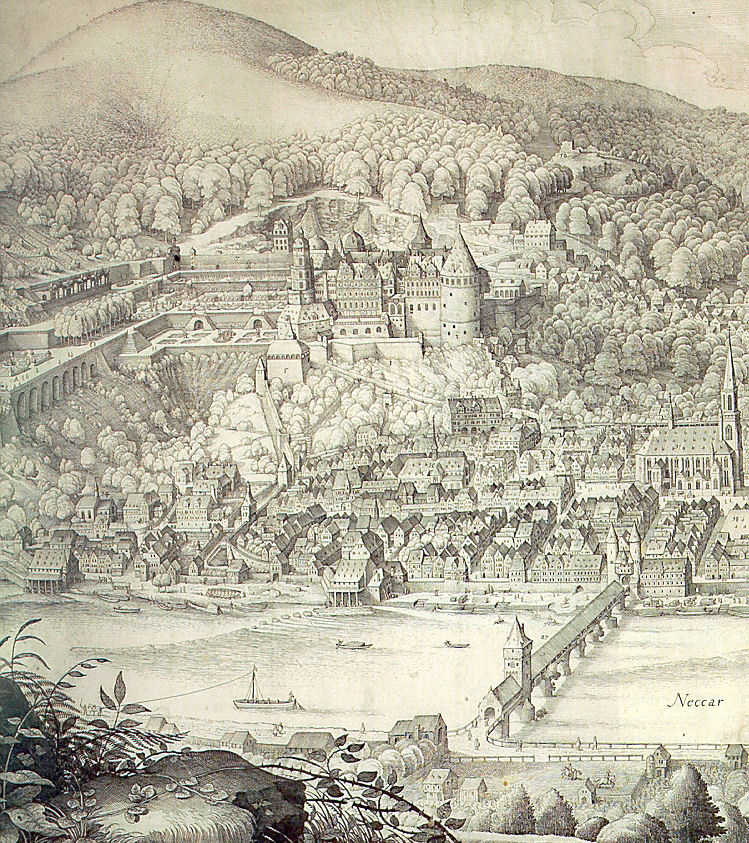
O Castelo de Heidelberg e a cidade, por Matthäus Merian

A primeira menção a um castelo em Heidelberg ("castrum in Heidelberg cum burgo ipsius castri") surge em 1225, quando Luís I o tomou ao Bispo Heinrich von Worms como um feudo. O paço do castelo, tal como o Palatinado, pertencia aos Duques da Baviera desde 1214. A última menção a um só castelo é feito em 1294. Num outro documento de 1303 são mencionados, pela primeira vez, dois castelos:
- O castelo alto, erguido na Kleinen Gaisberg, no actual Molkenkur (destruído em 1537);
- O castelo baixo, na Jettenbühl (a localização do palácio actual).[1]

Desta forma, os investigadores consideraram durante muito tempo que o castelo de baixo teria sido erguido entre 1294 e 1303, conclusão tirada, especialmente, pela meticulosa pesquisa efetuada, na segunda metade do século XIX, pelo gabinete de construção dos palácios (Schlossbaubüro), as quais não foram justificadas pelas ruínas de qualquer edifício datado antes do século XV. Por outro lado, graças aos recentes achados arquitetônicos e aos vestígios arqueológicos encontrados nas recentes investigações no Castelo de Heidelberg, foram descobertas sob o castelo estruturas datadas da primeira metade do século XIII. Em 1897 foi descoberta uma janela em estilo românico tardio na parede que separa o edifício do salão de vidro (Gläsernem Saalbau) do edifício de Frederico (Friedrichsbau). Em 1976, trabalhos promovidos sobre destroços de cerca de 1400 depositados no canto nordeste do edifício de Ruprecht, e a demolição da cobertura do fragmento duma janela em forma de folha de trevo, foram encontrada semelhanças com as arcadas das janelas do Burg Wildenberg. Em 1999, uma investigação arqueológica realizada em torno do edifício de Ludwig comprovou a existência duma zona de construção na área do palácio datada da primeira metade do século XIII.
Os mais antigos documentos que mencionam o Castelo de Heidelberg são:
- O Thesaurus Pictuarum (1559-1606), de Marcus zum Lamm, membro do Conselho da Igreja do Palatinado;
- Os "Annales Academici Heidelbergenses" (iniciados em 1587), por Pithopoeus, bibliotecário e professor de Heidelberg;
- Os "Originum Palatinarum Commentarius" (1599), por Marquard Freher;
- O "Teutsche Reyssebuch" (Estrasburgo, 1632 - reeditado em 1674 como Itinerarium Germaniae), por Martin Zeiller.

Todas estas obras são, em grande parte, superficiais, não contendo nada de importante. O caso é diferente no que diz respeito à Topographia Palatinatus Rheni, de Matthäus Merian (1615), obra que descreve o Príncipe-Eleitor Luís V como uma pessoa que "começou a construir um novo castelo há mais de cem anos". A maior parte das descrições do castelo até ao século XVIII são feitas com base na informação de Merian. Tentativas para fixar a fundação do castelo num periodo anterior, descobriram que, já na época de Ruperto I (1353–1356) , havia sido erguida a famosa capela da corte na Jettenbühl.

#### Palácio real e prisão de papas
Quando Ruperto III se tornou Rei da Germânia, em 1400, era de tal forma pequeno que quando o monarca regressou da sua coroação teve que acampar no mosteiro dos Agostinianos, no sítio da atual Praça da Universidade. O que ele desejava era mais espaço para os seus ambientes e corte de forma a impressionar os convidados, mas também defesas adicionais que tornassem o castelo numa fortaleza.
Depois da morte de Ruprecht, ocorrida em 1410, as suas terras foram divididas pelos seus quatro filhos. O Palatinado, coração seus territórios, foi dado ao seu filho mais velho, Luís III. Luís foi o representante do imperador e o juiz supremo, e foi nessa qualidade que em 1415, de acordo com o Concílio de Constança e a mando do Imperor Sigismundo, aprisionou o deposto Antipapa João XXIII antes deste ser levado para o Burgo Eichelsheim (atual Mannheim-Lindenhof).
Numa visita a Heidelberg, em 1838, o poeta francês Victor Hugo tirou um prazer especial ao passear entre as ruínas do palácio, tendo resumido a sua história na seguinte carta:
Mas deixem-me falar do seu castelo. (Isso é absolutamente essencial e eu devia ter começado por ele). Que tempos ele tem atravessado! Ao longo de quinhentos anos tem sido vítima de tudo o que tem abalado a Europa, e agora desmorona sob o seu peso. Isto porque este Castelo de Heidelberg, a residência dos Condes do Palatinado, os quais respondiam apenas a reis, imperadores e papas e tinham demasiada importância para curvar aos seus caprichos, mas não podiam erguer a cabeça sem entrar em conflito com eles, sendo por esse motivo que, na minha opinião, o Castelo de Heidelberg sempre tomou uma certa posição de oposição ao poder. Cerca de 1300, a época da sua fundação, começou com uma analogia a Tebas; no Conde Rudolfo e no Imperador Luís, esses irmãos degenerados, teve o seu Etéocles e o seu Polinice [filhos beligerantes de Édipo]. Então, o Príncipe-Eleitor começou a crescer em poder. Em 1400, o Palatino Ruprecht II, apoiado por três príncipes-eleitores renanos, depõe o Imperador Venceslau e usurpa a sua posição; 120 anos depois, em 1519, o Conde Palatino Frederico II formou o jovem Rei Carlos I de Espanha, futuro Imperador Carlos V.

#### Guerra Baden-Palatinado
Em 1462, no decorrer da guerra entre Baden e o Palatinado, o Eleitor Frederico I (o "Pfälzer Fritz") aprisionou no palácio Carlos I de Baden-Baden, o bispo Jorge de Metz e o conde Ulrico V de Württemberg. Frederico manteve os prisioneiros acorrentados e alimentados com alimentos rudes até que lhe fosse pago o resgate exigido.
O marquês Carlos I teve de pagar 25 mil florins de ouro pela libertação, tendo entregue Sponheim como penhor e declarado Pforzheim como um feudo do Palatinado. O bispo de Metz teve de pagar 45 mil florins de ouro. No entanto, o aspecto mais importante foi o fato de Frederico I do Palatinado ter garantido o seu crédito como príncipe-eleitor.
Diz a lenda que Frederico fez os seus hóspedes involuntários compreender a falta de pão às refeições mandando-os olhar, através da janela, para a paisagem devastada abaixo deles. Este episódio é contado num poema, de Gustav Schwab, intitulado Das Mahl zu Heidelberg ("A Ceia de Heidelberg").

#### Reforma e Guerra dos Trinta Anos

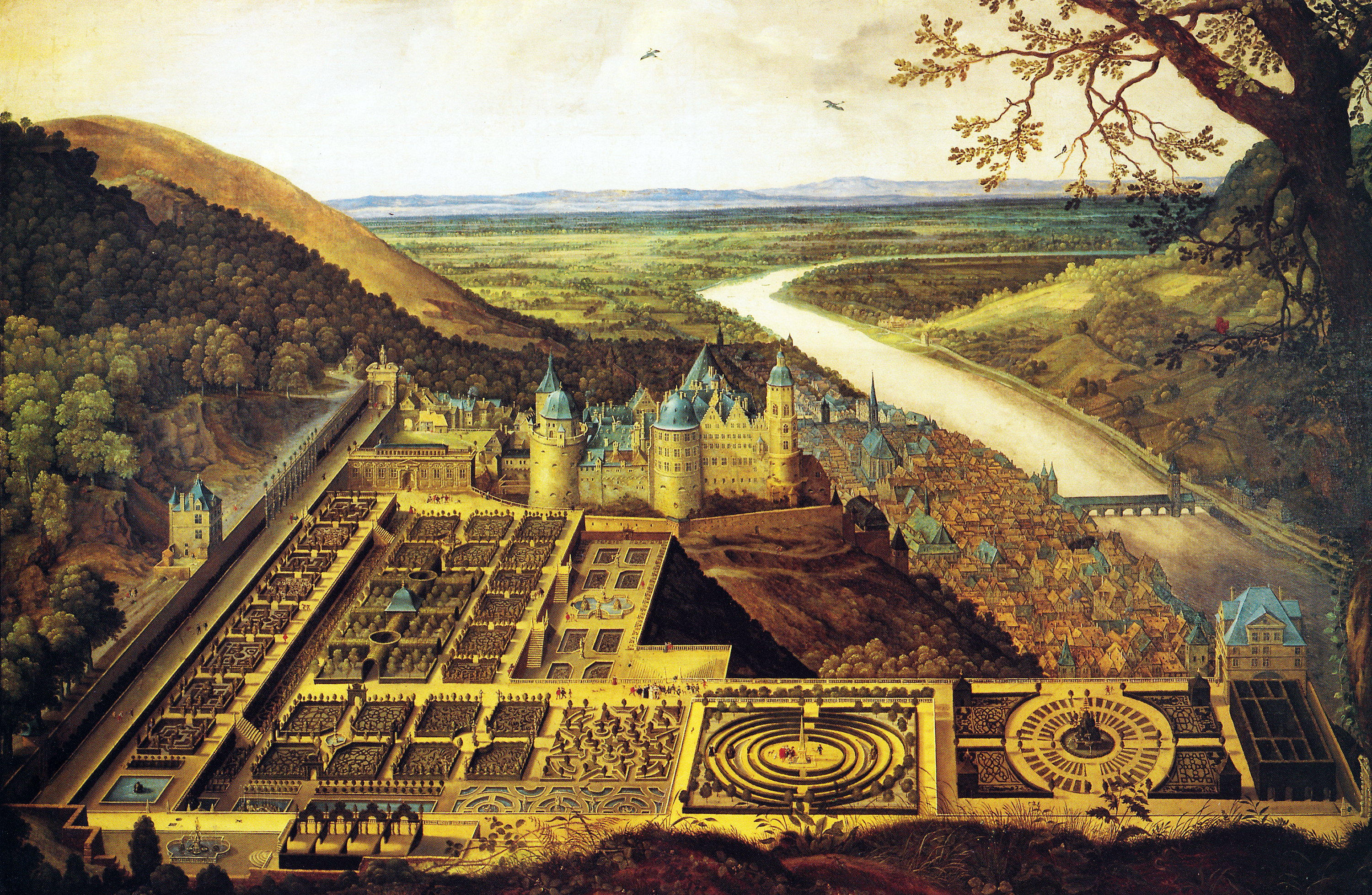
O Hortus Palatinus com o Castelo de Heidelberg em segundo plano, gravura de Jacques Fouquières, 1620

Foi durante o reinado do Conde Palatino Luís V (1508-1544) que Martinho Lutero se deslocou a Heidelberg para defender uma das suas teses (a Heidelberger Disputation), tendo prestado uma visita ao palácio, tendo sido apoiado pelo Conde do Palatinado Wolfgang, irmão de Luís V. Uma carta que envio ao seu amigo George Spalatin, datada de 18 de maio de 1518, louva a beleza do palácio e as suas defesas.
Durante a Guerra dos Trinta Anos foram lançados pela primeira vez projécteis contra o castelo, terminando aqui, de fato, a história das construções no edifício. Os séculos seguintes trouxeram, essencialmente, destruições e reconstruções.
Em 1619, rebeliões protestantes contra o Sacro Império Romano Germânico ofereceram a coroa da Boémia a Frederico V, Eleitor Palatino, o qual a aceitou apesar das desconfianças, desencadeando a Guerra dos Trinta Anos. Depois da sua derrota na Batalha da Montanha Branca, no dia 8 de novembro de 1620, Frederico V escapou como um foragido, tendo desmobilizado as suas tropas prematuramente, o que deixou o Palatinado indefeso contra o General Tilly, o comandante supremo da Liga Católica ao serviço do príncipe-eleitor da Baviera Maximiliano I. No dia 26 de agosto de 1622, Tilly iniciou o seu ataque a Heidelberg, tomando a cidade em 16 de setembro e o palácio poucos dias depois.

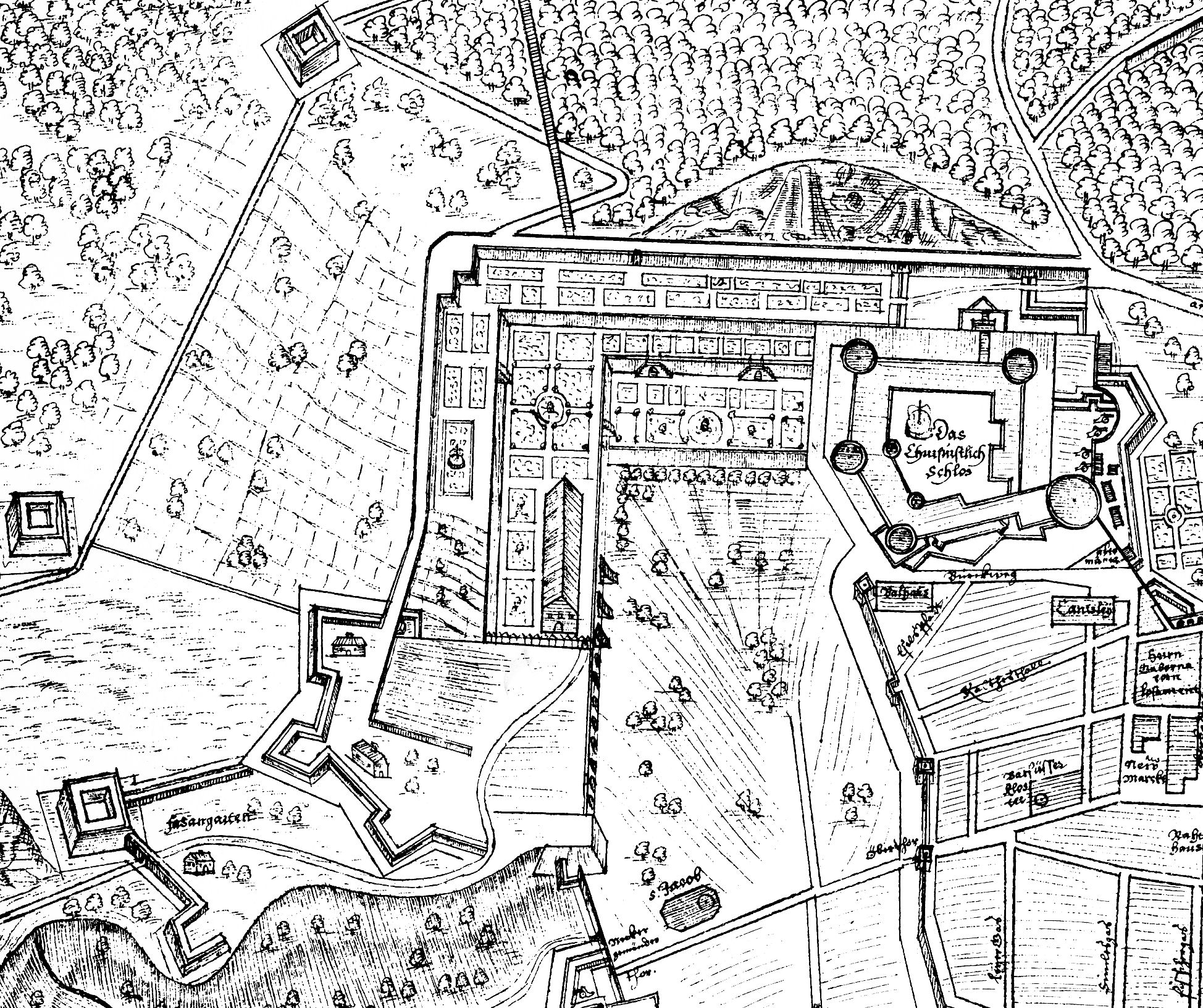
Planta de localização datada de 1622

Quando os suecos tomaram Heidelberg, no dia 5 de Maio de 1633, e abriram fogo sobre o palácio a partir da colina de Königstuhl situada por trás dele, Tilly entregou o edifício, no dia 26 do mesmo mês. No ano seguinte, as tropas do imperador tentaram recapturar o Castelo de Heidelberg, mas isso só viria a acontecer em Julho de 1635. O palácio manter-se-ia nas mãos imperiais até à assinatura da Paz de Vestfália, tratado que poria fim à Guerra dos Trinta Anos. O novo governante, Carlos I Luís, e a sua família só se mudariam para o palácio arruinado no dia 7 de outubro de 1649.
Victor Hugo resume estes acontecimentos e os eventos seguintes desta forma:
| “ | Em 1619, Frederico V, então um homem jovem, tomou a coroa dos Reis da Boémia, contra a vontade do imperador, e em 1687, Filipe Guilherme, Conde Palatino, então um homem idoso, assumiu o título de príncipe-eleitor, contra a vontade do Rei de França. Isto causou as batalhas de Heidelberg e tributações sem fim, a Guerra dos Trinta Anos, Gustav Adolfs Ruhmesblatt e finalmente a Guerra da Grande Aliança, a missão Turennes. Todos estes terríveis eventos degradaram o palácio. Três imperadores, Luís o Bávaro, Adolfo de Nassau e Leopoldo da Áustria, montaram-lhe cerco; Pio II condenou-o; Luís XIV devastou-o. | ” |

### Destruição e transferência da Corte para Mannheim

#### Guerra de Sucessão do Palatinado

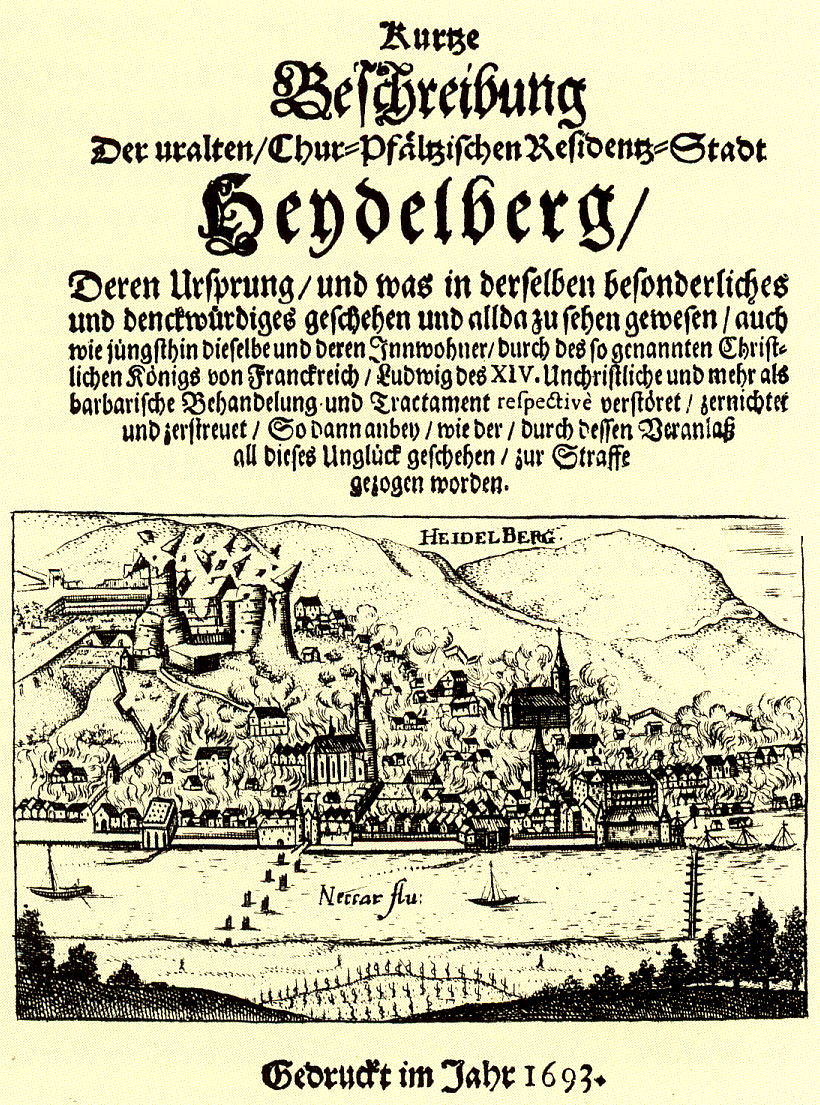
Panfleto sobre a destruição do Castelo de Heidelberg, 1693

Depois da morte de Carlos II, Eleitor Palatino, o último descendente da linhagem da Casa do Palatinado-Simmern, Luís XIV de França ordenou a rendição do título alodial a favor da Duquesa de Orleães, Isabel Carlota do Palatinado, a qual ele aclamou como herdeira legítima das terras dos Simmern. Dá-se, então, início à Guerra dos Nove Anos. No dia 29 de setembro de 1688, as tropas francesas marcharam sobre o Palatinado e, no dia 24 de outubro, mudaram-se para Heidelberg, cidade que havia sido abandonada por Filipe Guilherme, o novo Eleitor Palatino da linhagem do Palatinado-Neuburg.
Na guerra contra os poderes aliados europeus, o Conselho de Guerra da França decidiu-se pela destruição de todas as fortificações e pela devastação do Palatinado (Brûlez le Palatinat! - "Queimem o Palatinado!"), como forma de prevenir o ataque dos inimigos a partir dessa área. Quando os franceses se retiraram do castelo, no dia 2 de março de 1689, incendiaram-no e destruíram a fachada da grande torre. Também foram incendiadas partes da cidade, mas a misericórdia dum general francês, René de Froulay de Tessé, que disse aos habitantes para acender pequenos fogos nas suas casas de forma a criar a ilusão de estarem a arder, preveniu maiores destruições.
Imediatamente depois da sua ascensão, em 1690, João Guilherme II mandou reconstruir as paredes e as torres. Quando os franceses alcançaram, uma vez mais, os portões de Heidelberg, em 1691 e 1692, as defesas da cidade estavam em tão bom estado que estes não conseguiram entrar. No dia 18 de maio de 1693, os franceses investiram novamente sobre os portões da cidade, tendo-a tomado no dia 22 do mesmo mês. No entanto, não conseguiram controlar o castelo, pelo que destruíram a cidade numa tentativa de de enfraquecer a sua principal base de apoio. Os ocupantes do castelo capitularam no dia seguinte. Os franceses aproveitaram, então, a oportunidade para concluir o trabalho iniciado em 1689 depois da sua saída precipitada da cidade. As torres e paredes que sobreviveram à última onda de destruição foram explodidas com minas.

#### Transferência da Corte para Mannheim

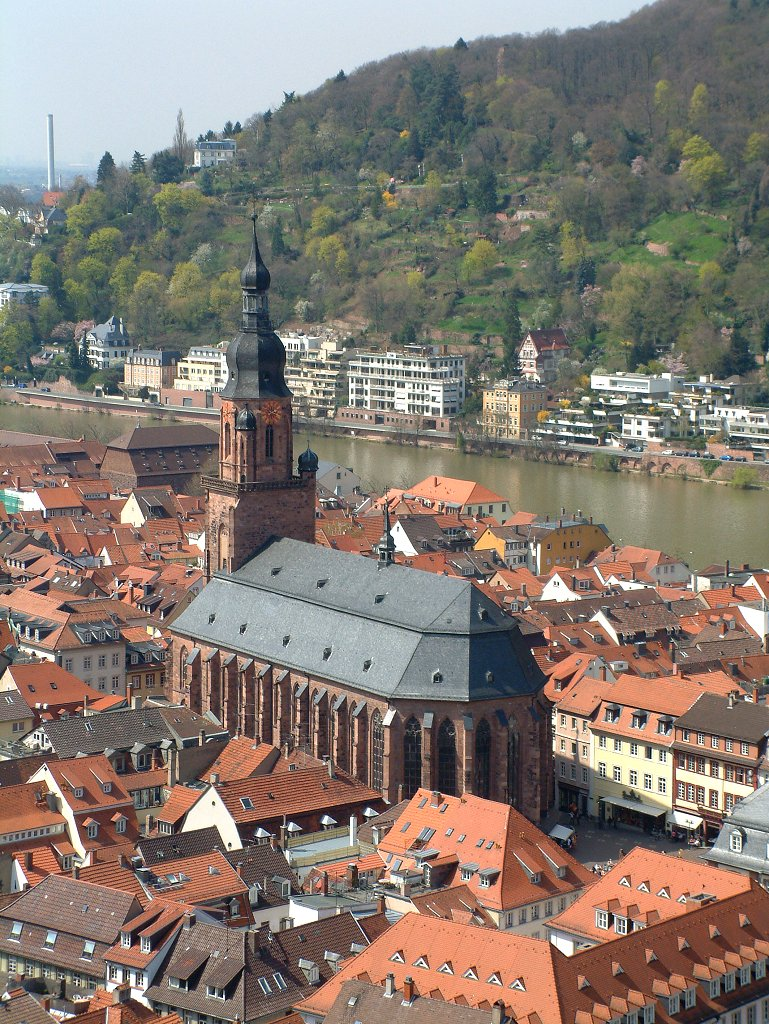
Igreja do Espírito Santo: em tempos serviu duas congregações (Protestante e Católica) e foi o motivo da mudança da Corte para Mannheim

Em 1697 foi assinado o Tratado de Ryswick, marcando o final da Guerra da Grande Aliança e trazendo, finalmente, paz à cidade. Foram feitos planos para demolir o castelo e reutilizar partes dele para um novo palácio a construir no vale. Quando as dificuldades com este plano se tornaram evidentes, o antigo castelo foi reformado. Ao mesmo tempo, Carlos III Filipe jogou com a ideia de redesenhar completamente o castelo, mas acabou por arquivar o projecto por falta de fundos. Em 1720 o mesmo Príncipe-eleitor entrou em conflito com os protestantes da cidade ao exigir a entrega total da Igreja do Espírito Santo aos Católicos (esta havia sido previamente dividida por uma partição e usada por ambas as congregações), mudando, então, a sua corte para Mannheim e perdendo todo o interesse no castelo. Quando, no dia 12 de abril de 1720, anunciou a remoção da corte e de todos os corpos administrativos para Mannheim, expressou um desejo, dizendo "que cresça erva nas suas ruas".
O conflito religioso foi, provavelmente, apenas uma das razões da mudança para Mannheim. Adicionalmente, converter o ultrapassado castelo no topo da colina num palácio barroco teria sido difícil e dispendioso. Ao mudar-se para a planície, o príncipe-eleitor tornou possível a construção dum palácio que reunisse todos os seus desejos, o Schloss Mannheim.
O sucessor de Carlos Filipe, Carlos Teodoro, planeou mudar a sua Corte de volta para o Castelo de Heidelberg. No entanto, no dia 24 de junho de 1764, um raio atingiu duas vezes o Saalbau (edifício da Corte), incendiando o castelo uma vez mais, o que ele interpretou como um sinal dos céus, tendo mudado os seus planos.
Victor Hugo, que se apaixonara pelas ruínas do castelo, também viu isso como um sinal divino:
Poder-se-ia até dizer que os próprios céus teriam intervindo. No dia 23 de junho de 1764, o dia anterior àquele em que Carlos Teodoro estava para se mudar para o castelo e fazer dele a sua sede (o que, pela despedida, teria sido um grande desastre, porque se Carlos Teodoro tivesse passado os seus trinta anos ali, estas austeras ruínas que hoje tanto admiramos certamente teriam sido decoradas no estilo pompadour); Nesse dia, então, com os mobiliários do príncipe ainda a chegar e a esperar na Igreja do Espírito Santo, fogo do céu atingiu a torre octogonal, incendiando o telhado, e destruiu este castelo com quinhentos anos em pouquíssimas horas,
Nas décadas seguintes foram feitas reparações básicas, mas o castelo permaneceu, essencialmente, como uma ruína.

### Depois da destruição

#### Lenta decadência e entusiasmo romântico

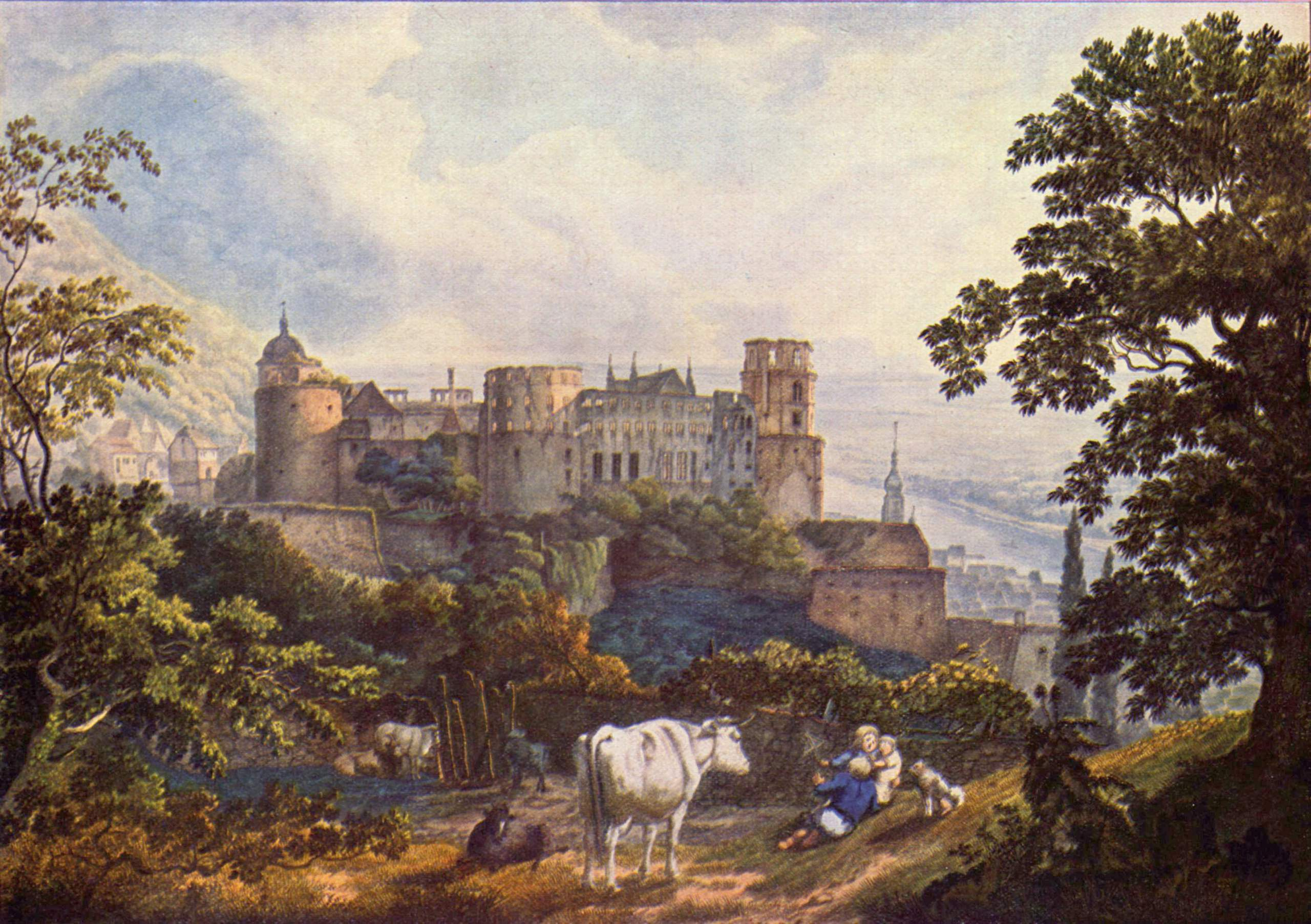
O Castelo de Heidelberg numa gravura de Carl Philipp Fohr, 1815

Em 1777, Carlos Teodoro tornou-se governante da Baviera, além de manter igual função no Palatinado, mudando a sua corte de Mannheim para Munique. O castelo apagou-se ainda mais dos seus pensamentos e as salas que ainda tinham telhados foram ocupadas por artesãos. Já em 1767, a parede sul foi despojada de pedras destinadas à construção do Schloss Schwetzingen, uma residência estival do Eleitor e da sua corte. Em 1784, as abóbadas do Ottheinrichsbaus (Edifício de Ottheinrich) foram preenchidas e o castelo usado como fonte de materiais de construção.
Como resultado da Mediatização Germânica de 1803, Heidelberg e Mannheim tornaram-se parte de Baden. Carlos Frederico, Grão-Duque de Baden, congratulou-se com o aumento do seu território, apesar de ver o castelo como uma adição indesejável. A estrutura estava decadente e os populares haviam-se servido da pedra, madeira e ferro do castelo para construir as suas próprias casas. A estatuária e ornamentos também foram presas fáceis. August von Kotzebue expressou a sua indignação, em 1803, contra a intenção do governo de Baden de demolir as ruínas. No início do século XIX, o arruinado castelo tornou-se num símbolo para o movimento patriótico contra Napoleão Bonaparte.

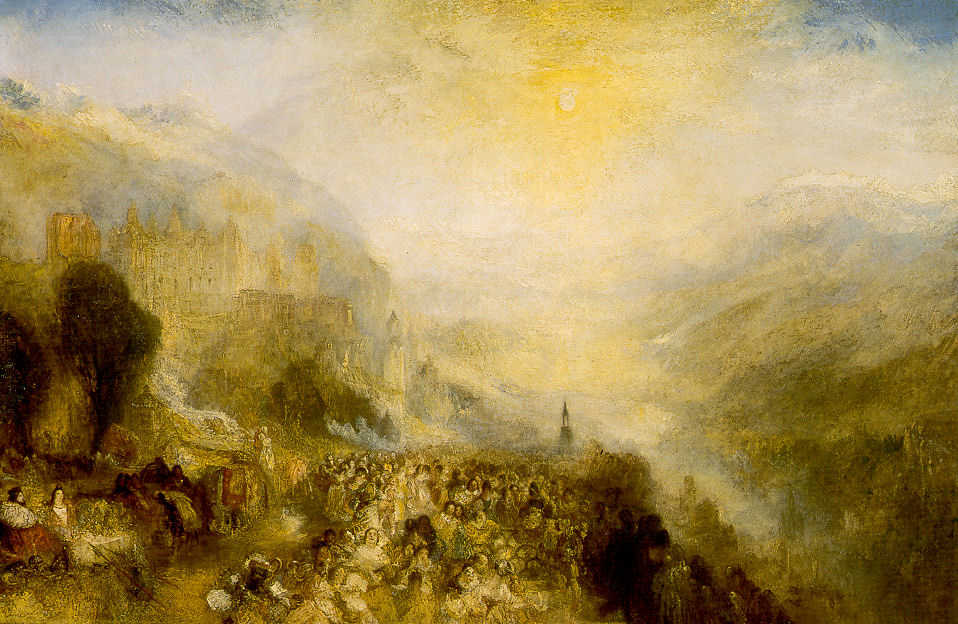
Gravura romântica do Castelo de Heidelberg (1844-1845), por William Turner

Mesmo antes de 1800, haviam chegado artistas para ver o rio, as colinas e as ruínas do castelo como um conjunto ideal. As melhores representações são as do inglês William Turner, o qual esteve em Heidelberg várias vezes entre 1817 e 1844, tendo pintado Heidelberg e o castelo muitas vezes. Ele e outros pintores do romantismo, seus contemporâneos, não estavam interessados em retratos fiéis do edifício, pelo que deram rédea solta à liberdade artística. Por exemplo, as pinturas que Turner fez do castelo mostram-no empoleirado muito mais acima na colina do que na realidade está.
O salvador do conjunto foi Charles de Graimberg. Este conde francês enfrentou o governo de Baden, o qual via o castelo como uma "velha ruína com uma multiplicidade de insípidos ornamentos a desfazerem-se", pela preservação do edifício. Até 1822, serviu como um guarda voluntário do castelo, tendo vivido durante algum tempo no Gläserner Saalbau (Edifício do Salão de Vidro), de onde podia manter um olho sobre o pátio. Muito antes das origens da preservação histórica na Alemanha, ele foi a primeira pessoa a mostrar interesse na documentação e conservação do castelo, o que nunca acontecera com nenhum dos românticos. Graimberg pediu a Thomas A. Leger que preparasse o primeiro guia do edifício. Com as suas pinturas do castelo, das quais foram reproduzidas muitas cópias, Graimberg promoveu as ruínas do castelo e trouxe muitos turistas à cidade.

#### Planeamento e restauro

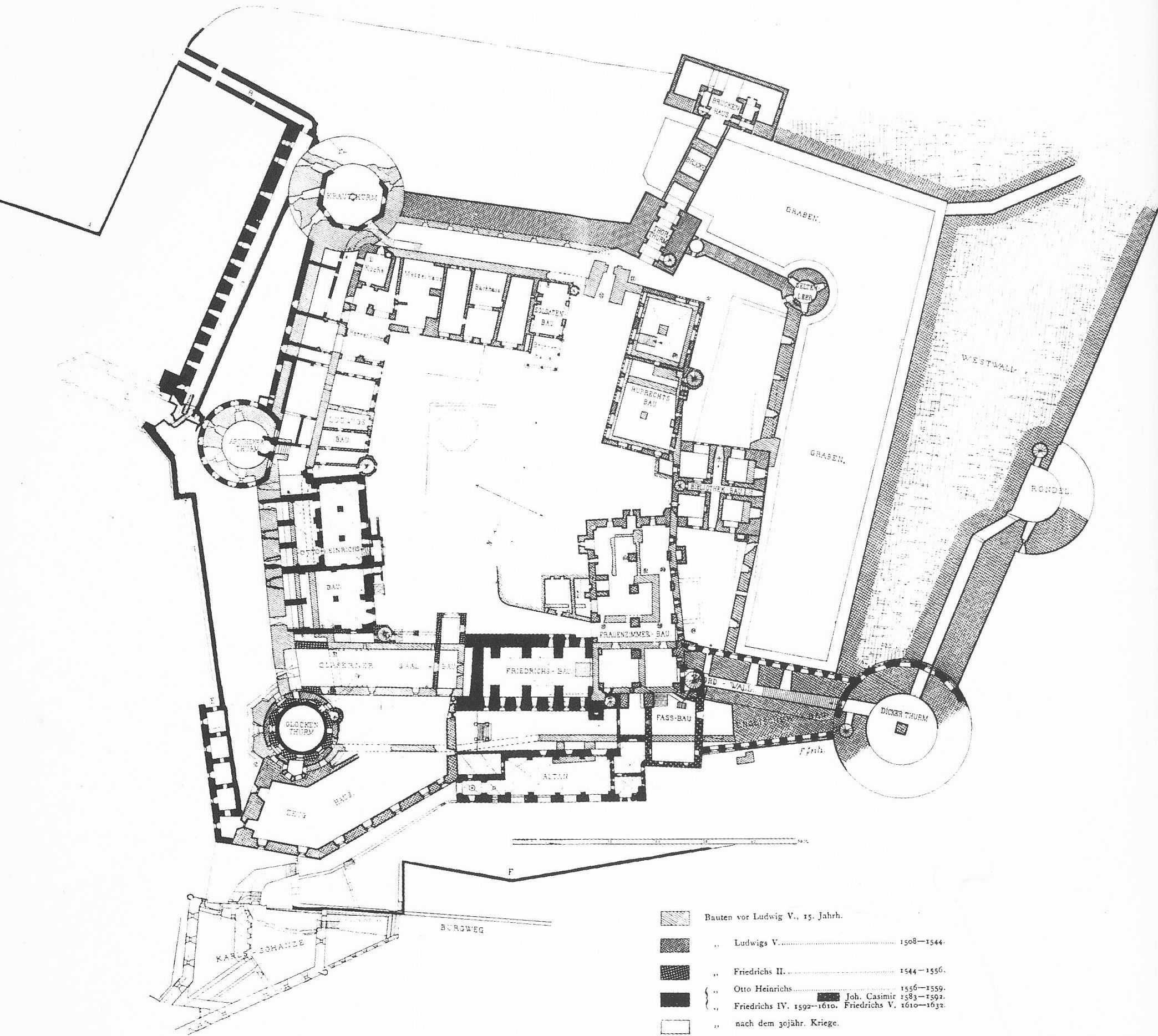
Plano de Julius Koch e Fritz Seitz, 1891

A questão sobre se o castelo deveria ou não ser completamente restaurado foi discutida durante muito tempo. Em 1868 o poeta Wolfgang Müller von Königswinter defendeu uma completa reconstrução, o que provocou fortes reacções em encontros públicos e na imprensa.
Em 1883 o Grão-ducado de Baden estabeleceu um Schloßbaubüro ("gabinete de construção do castelo"), supervisionado pelo diretor de construção Josef Durm, em Karlsruhe, tendo Julius Koch como supervisor de construção distrital e Fritz Seitz como arquiteto. O gabinete fez um plano detalhado para preservar o principal. Esta equipa terminou o seu trabalho em 1890. O plano foi avaliado por uma comissão de especialistas de toda a Alemanha, a qual chegou à conclusão que, embora a reconstrução total ou parcial do edifício não fosse possível, era possível preservá-lo na sua condição corrente. Apenas o Friedrichsbau (Edifício de Frederico), cujos interiores foram danificados pelo fogo mas não arruinado, viria a ser restaurado. Esta reconstrução foi efetuada entre 1897 e 1900 por Carl Schäfer, com um enorme custo de 520 mil marcos.

#### As ruínas do castelo e o turismo
A mais antiga descrição de Heidelberg, datada de 1465, menciona que a cidade é "frequentada por estrangeiros", mas esta não se tornaria, realmente, numa atração turística antes do início do do século XIX. O Conde Graimberg fez do castelo um objeto permanente de gravuras, as quais se tornaram em precursoras dos cartões postais. Ao mesmo tempo, também passou a ser encontrado em copas de recordação. O turismo recebeu um grande impulso quando Heidelberg foi ligada à rede de caminho de ferro, em 1840.

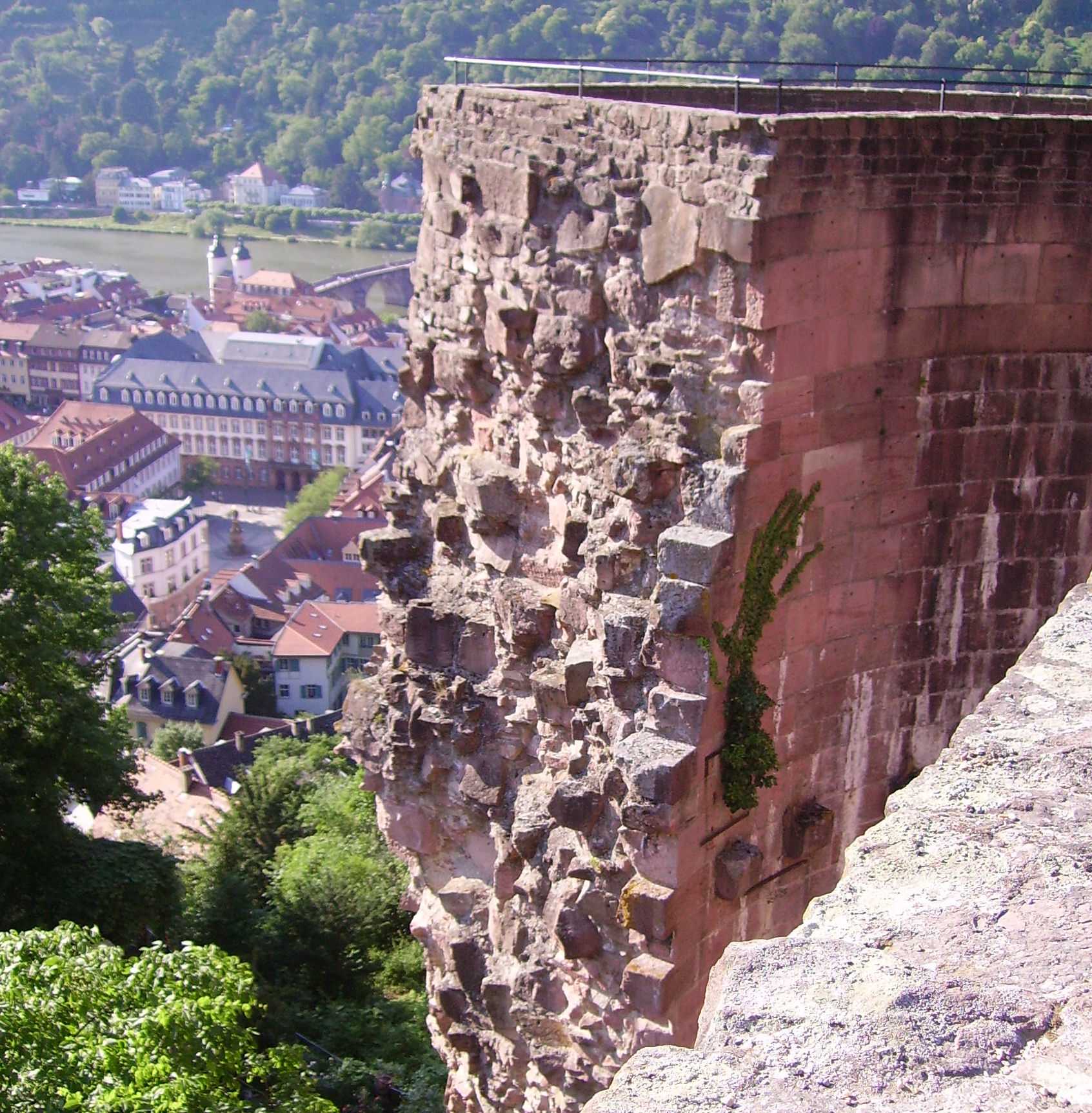
Vista parcial das ruínas, da parte antiga de Heidelberg e da ponte antiga

Mark Twain, autor norte-americano, descreveu o Castelo de Heidelberg em 1880, no seu livro de viagens A Tramp Abroad:
Uma ruína deve estar correctamente situada para ser efetiva. Esta não poderia ter sido melhor colocada. Ergue-se numa elevação de comando, está encerrada em bosques verdes, não há qualquer terreno plano em volta, mas, pelo contrário, existem terraços arborizados sobre terraços, e olha-se para baixo através de folhagens brilhantes para precipícios profundos e abismos onde o crepúsculo reina e a luz do sol não pode penetrar. A natureza sabe como adornar uma ruina para conseguir o melhor efeito. Uma dessas velhas torres está partida ao meio, e uma das metades tombou para o lado. A sua inclinação encontra-se de forma a estabelecer uma atitude pitoresca. Tudo o que faltava era uma draparia adequada, e a natureza tem-na mobildado; ela tem vestido a acidentada massa de flores e verdura, e fez dela um encanto para os olhos. A metade que se mantém erguida expõe as suas arnosas salas para si, como bocas aberta sem dentes; Ali, também as trepadeiras e as flores têm feito o seu trabalho de graça. A parte traseira da torre não tem sido negligenciada, mas está vestida com uma peça de hera polida agarrada, a qual esconde as feridas e manchas do tempo. Mesmo o topo não foi deixado nu, mas é coroado com um florescente grupo de árvores e arbustosA infelicidade tem feito com esta velha torre o que por vezes faz com o carácter humano - melhorá-lo.  Mark Twain
No século XX, os americanos espalharam a fama de Heidelberg para fora da Europa. Desta fora, os japoneses também visitam frequentemente o castelo durante as suas viagens pelo Velho Continente. Heidelberg recebe, no início do século XXI, mais de três milhões de visitantes por ano, com cerca de 1.000.000 de pernoitas. A maior parte dos visitantes estrangeiros vêm dos EUA e do Japão. A mais importante atracção, de acordo com o Instituto Geográfico da Universidade de Heidelberg, é o castelo com os seus terraços de observação.
Alguns dos visitantes apaixonam-se pela cidade, pelo que muitos deles decidem casar no castelo. Celebram-se cerca de 100 casamentos por ano na capela do palácio.

#### Reflexos do "Mito de Heidelberg"
O professor de Heidelberg Ludwig Giesz escreveu, no seu ensaio de 1960 intitulado "Fenomenologia dos Kitsches", sobre o significado das ruínas para o turismo:
Ruínas são o pináculo do que temos chamado de exotismo "histórico". Como um ponto de salto, pode servir de história a partir da experiência: em 1945, pouco depois da rendição da Alemanha, quando um soldado americano que tirava fotografia avidamente ao Castelo de Heidelberg me perguntou como este lugar de peregrinação para todos os românticos chegara à ruina, respondi maquiavelicamente, "foi destruido por bombas americanas". A reacção dos soldados foi muito instrutiva. Vou especular sucintamente: o choque para as suas consciências — decorrente duma estética e não dum problema ético — foi extraordinário: a "ruina" deixou de parecer bela para eles; pelo contrário, lamentaram (assim: com consciência realista presente) a recente destruição dum grande edifício.

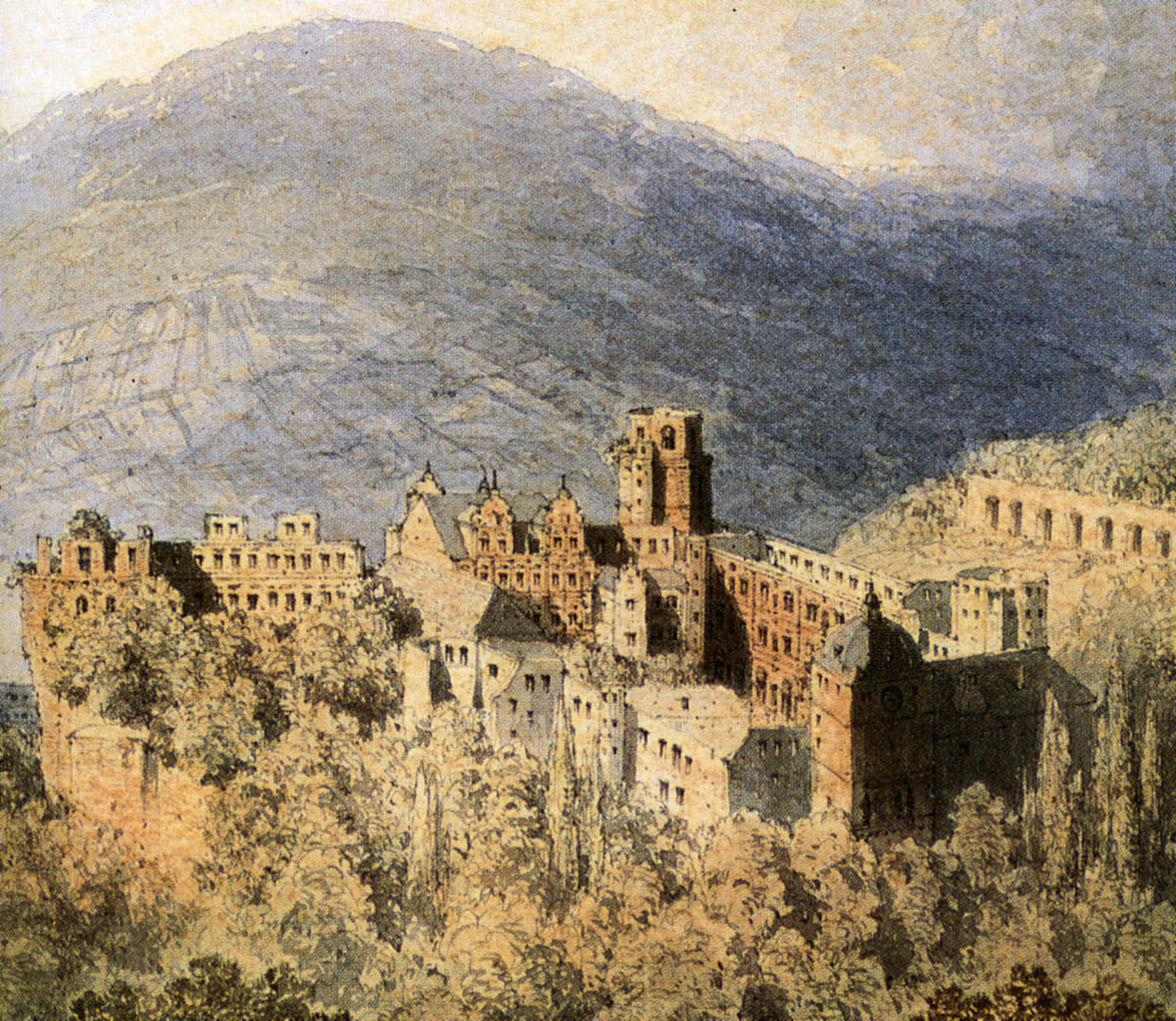
Parte duma gravura de Theodor Verhas, 1856

O Professor Ludwig Giesz vai mais longe nas suas observações sobre as ruínas:
O importante crítico da cultura da era Günther Anders recordou que -  ao contrário da opinião generalizada - a Era Romântica não admirou, em primeiro lugar, a vista pela beleza da ruina". Pelo contrário, teve lugar a seguinte inversão: o Renascimento (como a primeira geração) admirou o antigo Torso, "não por, mas apesar de ser um Torso". Encontraram-lhe beleza, mas "infelizmente" (!) apenas como ruina. A segunda geração inverteu a "ruina do belo" pela "beleza da ruina". E por aqui, foi clara a via para a "produção de ruinas" industrial: como gnomos de jardim agora instalados na paisagem em ordem a que esta se torne bela.
Também Günter Heinemann levanta a questão sobre a forma como se poderia restaurar o conjunto incompletamente. Próximo da visão do jardim-Stück sobre o fosso dos veados (Hirschgraben) do interior das bem conservadas ruinas do castelo, perguntava-se a si próprio como era possivel que não se recuperasse toda a área novamente.
Pensa-se automaticamente que se poderia dedicar ao cuidado devotado destas enormes paredes, no caso de virem a ser construidas novamente. Quanto a despesas isso não faz muita diferença, mas como isso seria organizado! Isso iria requerer sementes das suas imaginações históricas, na medida em que as existentes imagens sonoras que têm sido transmitidas permitem isso. Mas traria o único fenómeno para Heidelberg o fato do castelo nas suas ruinosas condições ter de registar o proveito considerável em valores estéticos. Um castelo reconstruido seria equivalente a um desencanto, seria a certificação dum inadequado processo de deslocamento de história oposta, e deixaria de conceder espaço à participação da natureza. O entendimento da realização ganho em claridade, seria perdido para a mente em profundidade
.

### Cronologia

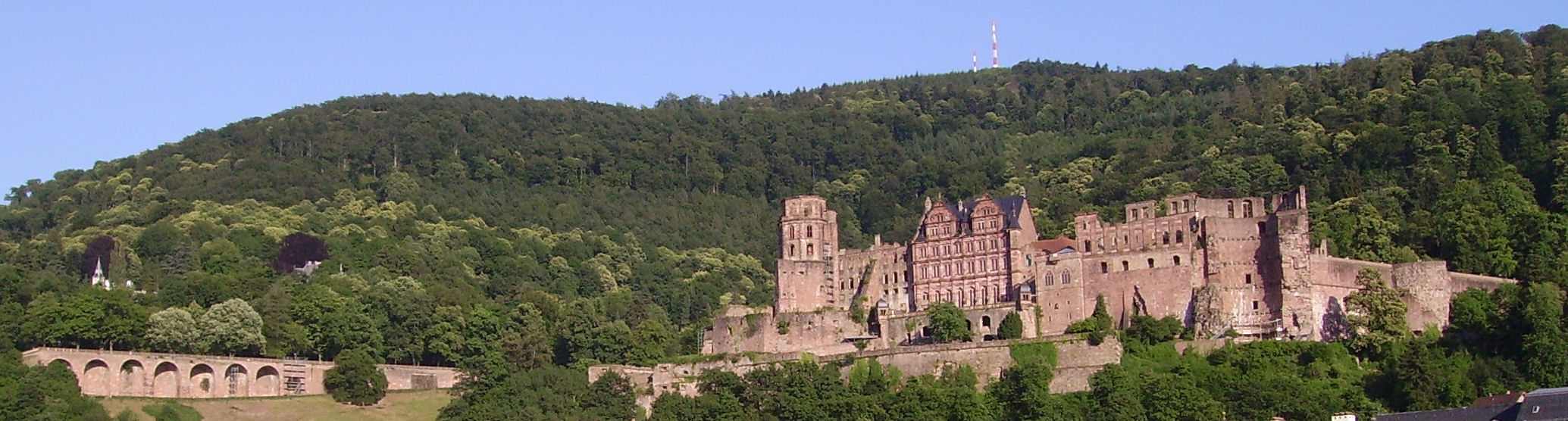
Vista panorâmica do Castelo de Heidelberg

Vista panorâmica do Castelo de Heidelberg a partir da cidade

Linha cronológica dos principais eventos no castelo:
- 1225: primeiro documento em que aparece menção a um "Castrum" em Heidelberg;
- 1303: menção a dois castelos;
- 1537: destruição do castelo de cima por um raio;
- 1610: criação do jardim do palácio (Hortus Palatinus);
- 1622: Tilly conquista a cidade e o castelo durante a Guerra dos Trinta Anos;
- 1649: renovação da planta do castelo;
- 1688/1689: destruição por tropas francesas;
- 1693: novas destruições durante a Guerra de Sucessão do Palatinado;
- 1697: início da reconstrução;
- 1720: transferência da residência para Mannheim;
- 1742: início da reconstrução;
- 1764: destruição por um raio;
- 1803: o castelo e a cidade passam a fazer parte do estado de Baden;
- 1810: Charles de Graimberg dedica-se à preservação das ruínas do castelo;
- 1860: primeira iluminação do castelo;
- 1883: estabelecimento do "gabinete de construção de castelos de Baden";
- 1890: balanço por Julius Koch e Fritz Seitz;
- 1900 (cerca): restauros e desenvolvimento histórico.

## Edifícios do castelo

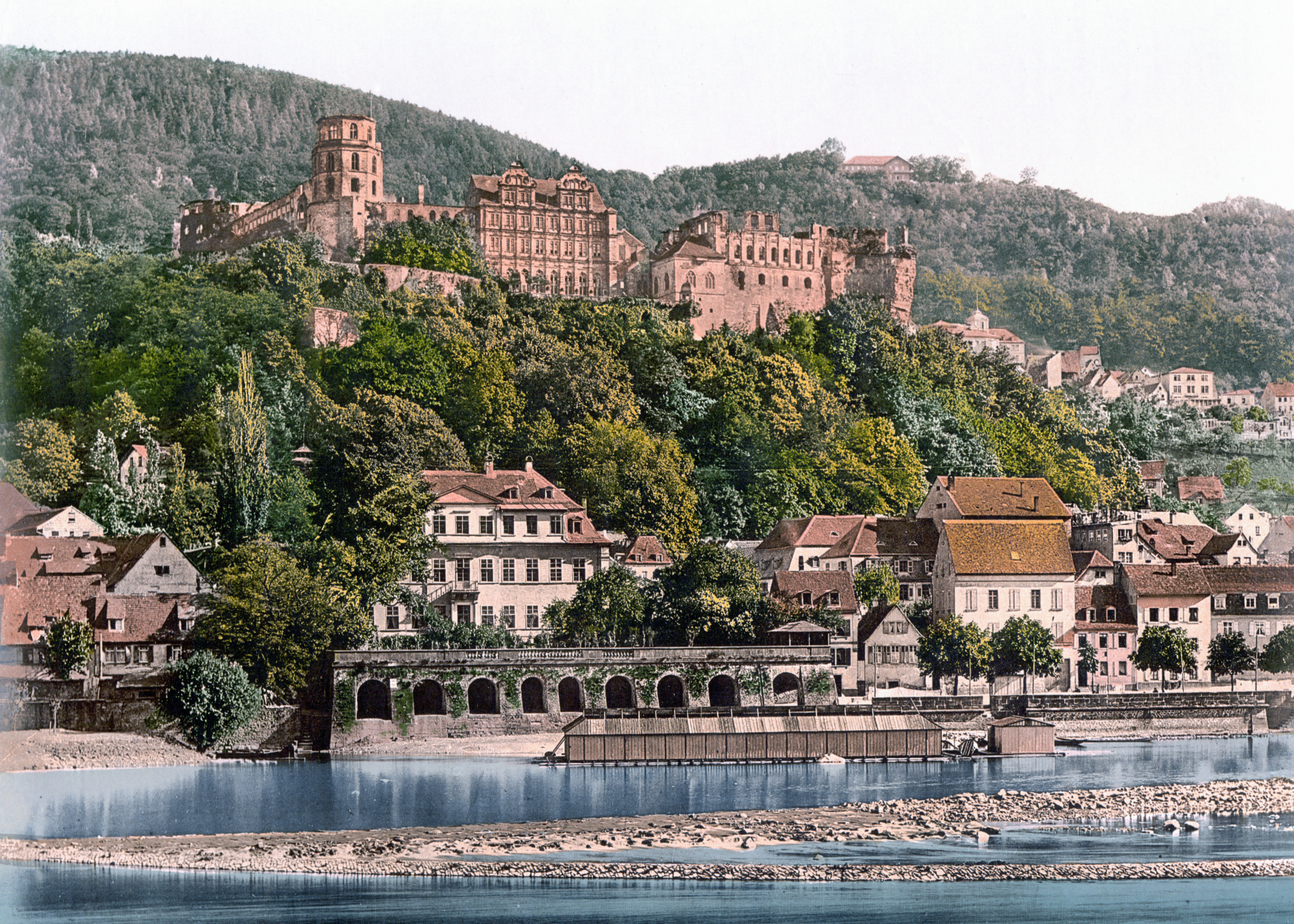
Vista do Jettenbühl com o Castelo de Heidelberg.

Desconhece-se a aparência do conjunto enquanto castelo medieval. Este estendia-se sobre a área do atual pátio do palácio, sem as extensões posteriores em direcção a oeste (Grande Torre, parede norte - Edifício Inglês - e parede oeste com torre redonda), e dentro do anel de muralhas interior, ainda existindo escassos vestígios na parede este do Ludwigbaues ("Edifício de Luís"), as fachadas este e sul do edifício de serviço e a parede oeste do Ruprechtbau ("Edifício de Ruperto") e do Frauenzimmerbau ("Edifício do Salão das Damas"). O Castelo de Heidelberg formava uma linha defensiva com o castelo existente no alto do atual Molkenkur (este último queimado em 1537), o que permitia ter o rio Necar bem "dominado".
A partir de meados do século XV, o castelo e fortaleza foi desenvolvido com a construção de três torres para canhões na parte oriental e das muralhas exteriores. Na primeira metade do século XVI, Luís V avançou consideravelmente a área do castelo para oeste, tendo deixado robustas fortificações, assim como um edifício residencial independente. Seguiu-se a expansão do castelo sob pontos de vista representativos. Sob os seus sucessores, a defesa ocorreu no pano de fundo.

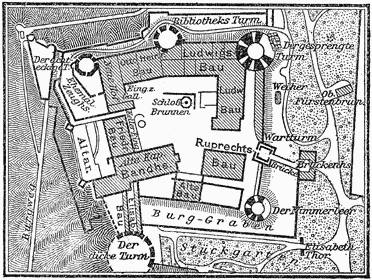
Planta do castelo (tirada do Meyers Konversationslexikon, 1888)

Só gradualmente, geração após geração, o castelo foi recebendo uma grande coleção de edifícios residenciais. A Altstadt ("cidade velha") só chegou muito tempo depois. Inicialmente existia uma cidade de montanha para o pessoal e funcionários em Hangweg.
O conhecido historiador de arte Georg Dehio descreve o Castelo de Heidelberg da seguinte forma:
Como um aglomerado de vários edifícios, a sua mistura de estilos só é atenuada pelo estado de ruína e a sua impressão uniforme baseia-se na concisão do pátio comum, trono do castelo elevado acima da cidade no chamado Terraço-Jettenbühl do Königstuhl. O carácter em conformidade com uma estrutura militar, com as fachadas oeste, sul e este viradas para o pátio; apenas os edifícios que enfrentam a cidade, livres dos ataques no lado norte, possuem uma segunda fachada de honra na parte exterior.
— Georg Dehio

### Edifícios com nome de pessoas

#### Ruprechtsbau (Edifício de Ruperto)
Nome: nomeado em referência ao Príncipe-Eleitor Ruperto III (1352-1410).

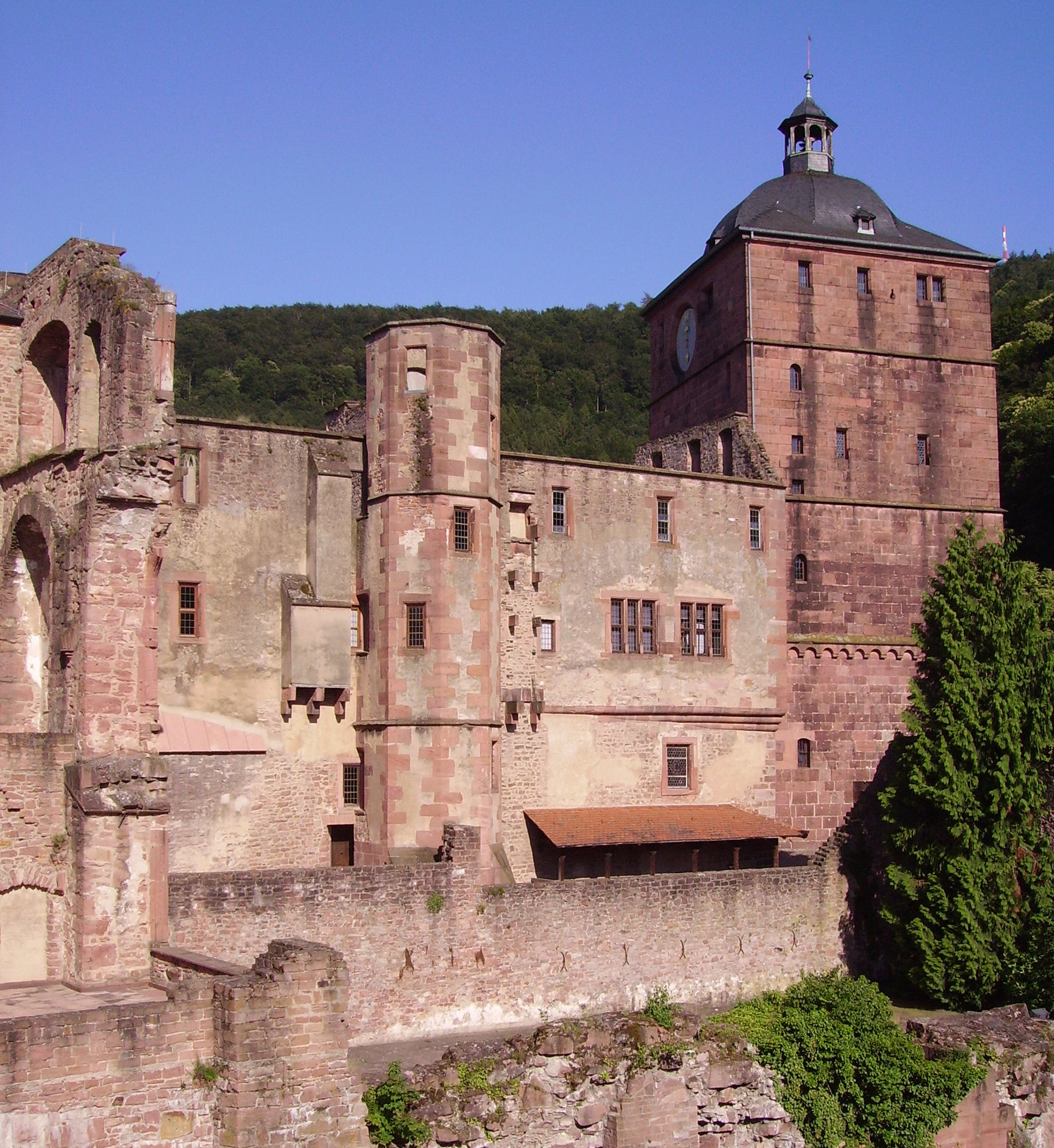
Ruínas do Ruprechtsbau (à esquerda da torre-portão) visto do jardim (Stückgarten)

O Ruprechtsbau (Edifício de Ruperto) é uma das mais antigas construções do conjunto. Foi erguido pelo Eleitor Ruperto III, no início do século XV, quando este era Rei da Germânia. Este edifício marcou o início da construção das partes ainda preservadas no castelo.

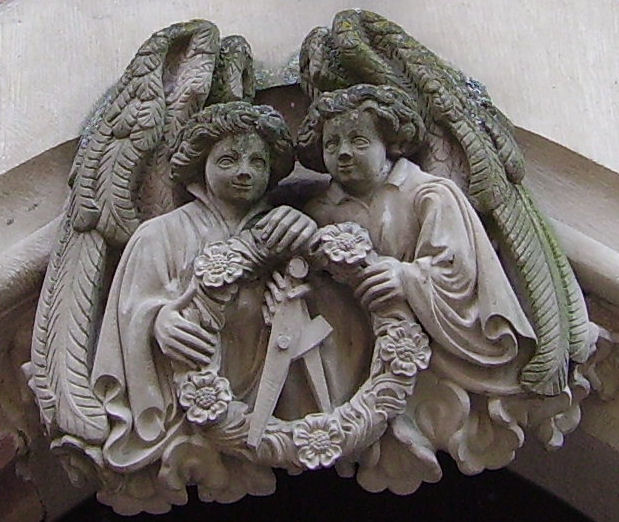
Detalhe da decoração: anjos com insígnia

Julgou-se durante muito tempo que a história do castelo tinha começado com esta estrutura. Mas extensas investigações arqueológicas, realizadas durante os trabalhos de renovação em finais do século XIX, encontraram fragmentos de janelas românicas e do gótico inicial. A construção do castelo foi fixada por volta do ano 1300.
Em 1534, o Ruprechtsbau recebeu um piso superior em pedra, mandado edificar por Luís V. Um parágrafo inscrito na alvenaria da parte dianteira e o número 1534 que se pode ver no interior do edifício anunciam, atualmente, essa renovação.
Um brasão com anjos sobre o portal adorna o edifício. Acredita-se que esta é a insígnia do construtor, imortalizada para o mundo desta forma. De acordo com a tradição, os dois anjos sobre o brasão representam os filhos do construtor, os quais, durante a construção do castelo, terão caído dum andaime e morrido. O mestre tornou-se tão melancólico que a construção chegou a um impasse.
Wilhelm Sigmund conta a lenda que se segue:
O Imperador Ruperto estava zangado por a construção progredir tão lentamente, pelo que deixou o padre que sepultara as crianças repreender o mestre. Disse que tudo estava feito, mas como devia concluir o portão, não podia cair no seu desgosto.
 

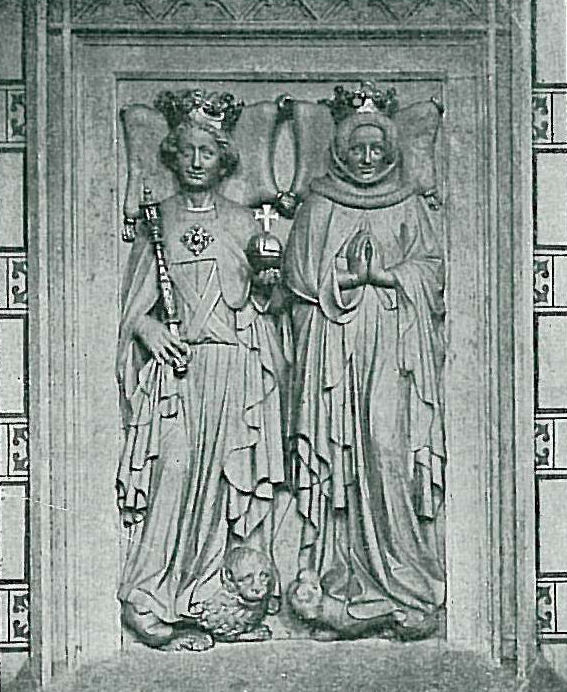
Ruperto III e Elisabeth von Hohenzollern-Nürnberg na Igreja do Espírito Santo de Heidelberg

Imediatamente surgiu o mestre incontestável, de modo a dar forma à conclusão do portão. Ele esculpiu os seus rapazes, representados como doces crianças-anjo, num rosário. No meio da grinalda colocou o compasso, o símbolo da sua arte, da qual se despediu para sempre.— Wilhelm Sigmund
Uma vez que Ruperto III foi coroado como Ruperto I, Rei da Germânia, em 1400, o edifício foi utilizado para fins cerimoniais. Também se encontra no Ruprechtsbau uma pedra de armas com a apropriada águia imperial em referência ao reino. Dentro do edifício existe uma lareira renascentista, um dos poucos elementos do interior que ainda estão preservados.
Ruperto III
Ruperto III era o único filho do Príncipe-eleitor Ruperto II do Palatinado. Esteve, juntamente com o Arcebispo de Mogúncia, na liderança dos príncipes desde 1398, vindo a suceder ao deposto Rei Venceslau no dia 20 de agosto de 1400. O Arcebispo de Colónia, Friedrich III von Saarwerden, coroou Ruperto depois da sua eleição em Colónia, uma vez que Aachen e Frankfurt am Main não abriram as portas ao Rei romano-alemão. No reino, pelo menos nas áreas próximas, encontrou rapidamente reconhecimento real, com Venceslau a não se comprometer mais. No entanto, Ruperto teve um impacto estritamente limitado.
Ruperto deixou o mais antigo edifício residencial identificável no castelo, o qual recebeu o seu nome. Além disso, começou a construção da Heiliggeistkirche (Igreja do Espírito Santo), em Heidelberg, a qual se veria, três séculos depois, no centro duma disputa que ditaria a transferência da corte para Mannheim.

#### Ludwigsbau (Edifício de Luís)
Nome: nomeado em referência ao Príncipe-Eleitor Luís V (1478-1544).
O Ludwigsbau (Edifício de Luís) foi construído em 1524 por ordem de Luís V, tendo servido de residência. Substituiu uma estrutura mais antiga, cujas paredes foram parcialmente utilizadas na sua construção. As típicas janelas góticas dispostas em níveis escalonados que completavam a fachada sul já não existem.
Originalmente, o Ludwigsbau era um edifício simétrico. No entanto, o Príncipe-Eleitor Oto Henrique demoliu a sua metade norte para além da torre-escada, de forma a abrir espaço para a construção do Ottheinrichsbau. O Ludwigsbau tinha, originalmente, uma maior expansão para norte, de forma que a referida torre se encontrava no meio da fachada. Em 1764 foi destruido por um incêndio.
Sob o brasão no exterior encontram-se dois macacos a jogar (um jogo com corda de nome Strangkatzenziehen). Esta é, provavelmente, uma alusão às provas de resistência que os rapazes desempenhavam para ver o último andar do edifício onde Luís V viveu.
Luís V
Luís V o Pacífico, conseguiu limitar as consequências da derrota na Guerra da Sucessão de Landshut e restaurar os direitos do Palatinado como reino. Conseguiu, ainda, reconciliar-se com os Wittelsbach da Baviera. Para tal, teve o auxílio dos contatos amigáveis que o seu irmão Frederico mantinha com a Casa de Habsburgo. Conseguiu que o Reichsacht (documento oficial do Sacro Império) fosse oficialmente anulado e os privilégios do Palatinado restabelecidos. Aquando da eleição imperial de 1519, Luís V apoiou com o seu o voto a eleição de Carlos de Habsburgo, futuro Imperador Carlos V.
Em 1523, juntamente com o arcebispo Ricardo de Trier e o Landgrave Filipe I de Hesse, derrotou a revolta dos cavaleiros liderada por Franz von Sickingen. Durante as revoltas camponesas de 1525, tentou negociar com os agricultores por, segundo afirma, se justificar a abolição da servidão. No entanto, depois de se perder o controle da agitação, participou na repressão dos camponeses.
Luís V é considerado como o "construtor do castelo" ("Schlossbauer"). A sua importância particular prendeu-se com a expansão das fortificações do castelo, a edificação das muralhas ocidentais e da grande torre, mas também com a modernização de outros edifícios da residência.

#### Ottheinrichsbau (Edifício de Oto Henrique)
Nome: nomeado em referência ao Príncipe Eleitor Oto Henrique (1502–1559).
Arquitetos: Hans Engelhardt e Caspar Vischer (sucessivamente).

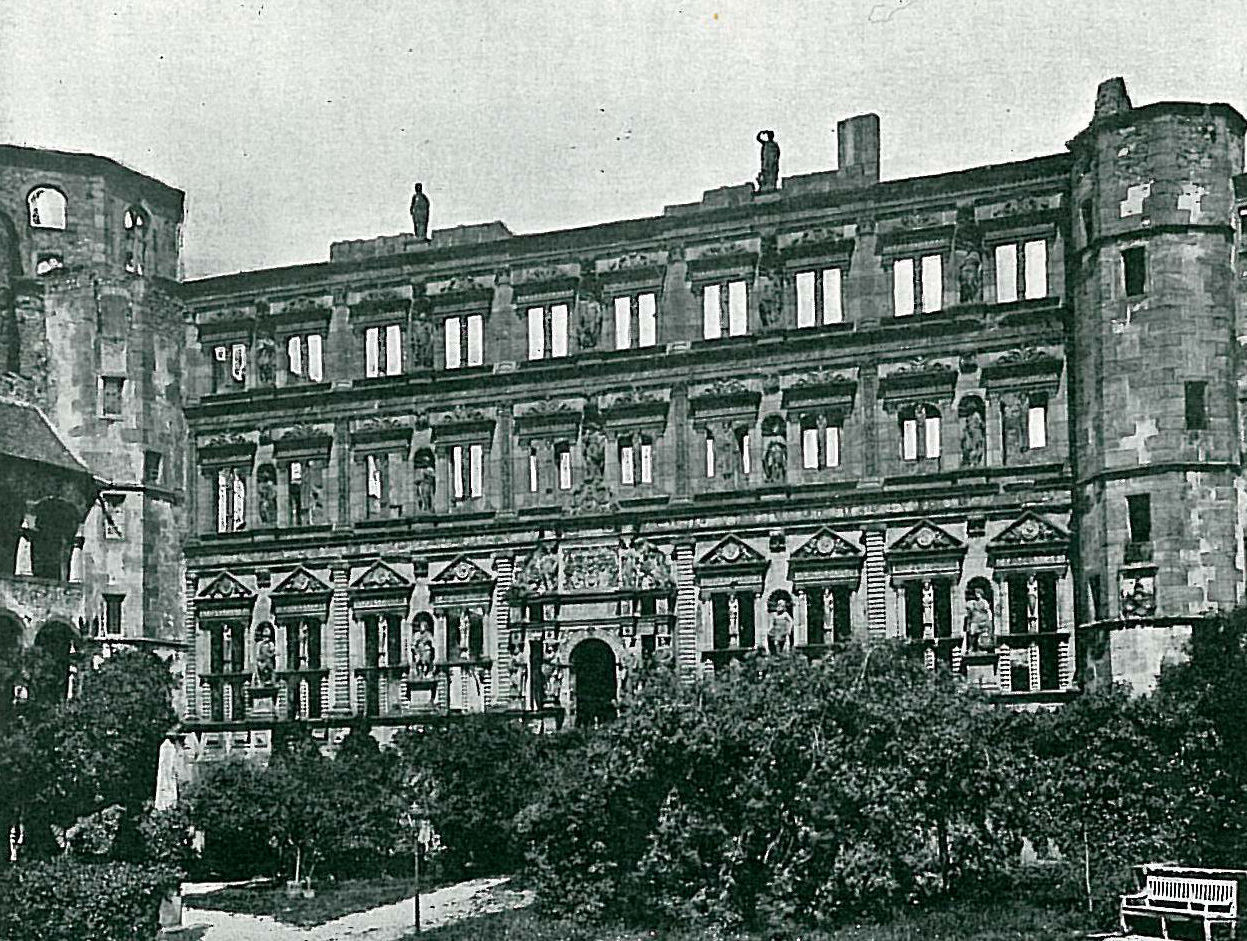
Aspecto do Ottheinrichsbau em 1894

O Ottheinrichsbau foi mandado construir por Oto Henrique depois deste se ter tornado príncipe-eleitor em 1556. Este palácio foi o primeiro edifício renascentista construído em solo germânico, sendo uma importante estrutura do Maneirismo alemão. Com o surgimento do Ottheinrichsbau, outros edifícios mais antigos foram parcialmente escondidos (como o Gläserner Saalbau) ou demolidos (metade norte do Ludwigsbau). O seu lado leste assenta sobre as fundações de estruturas mais antigas e sobre a muralha exterior.
A fachada do edifício estende-se por quatro pisos, sendo decora por 16 figuras alegóricas que simbolizam o programa de governo do príncipe-eleitor. As figuras são obra do holandês Alexander Colin, o qual entraria mais tarde ao serviço da Casa de Habsburgo. Quando Oto Henrique faleceu, em 1559, o edifício ainda não estava concluído. Ilustrações anteriores (presentes no Kurpfälzisches Skizzenbuch", de Matthäus Merian) mostram que, antes da Guerra dos Trinta Anos, o Ottheinrichbau havia recebido duas janelas duplas sobredimensionadas, as quais se harmonizavam mal com a estrutura horizontal da construção, essencialmente orientada para o renascimento inicial italiano. Aparentemente, esta alteração terá sido executada por ordem do Príncipe-Eleitor Frederico III, não pertencendo ao desenho original do edifício. Já depois do final da Guerra dos Trinta Anos, durante a soberania do Príncipe-Eleitor Carlos I Luís, o Ottheinrichsbau recebeu um novo telhado e a enorme janela dupla desapareceu.
Programa figurativo da fachada

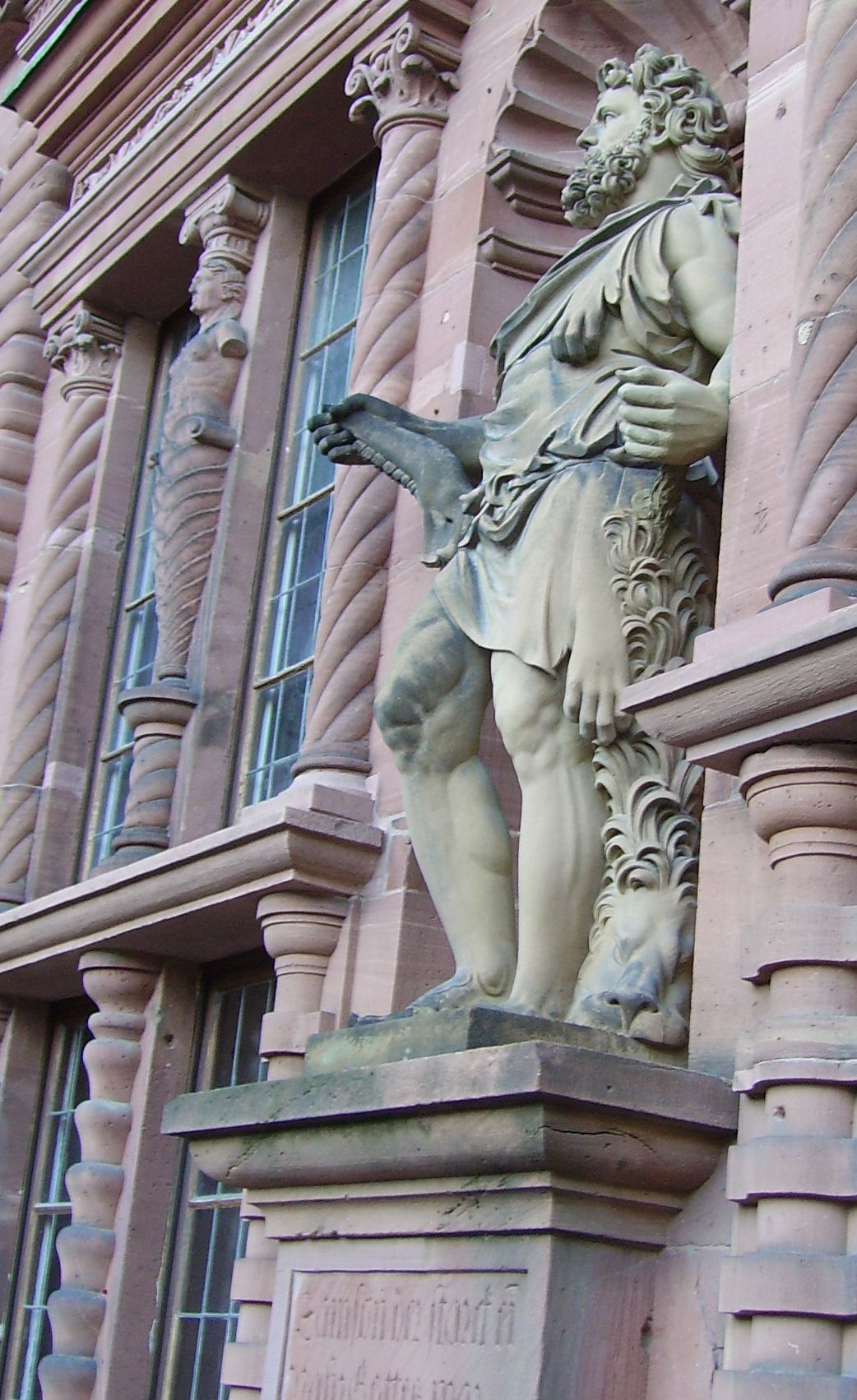
Estátua de Sansão na fachada do Ottheinrichsbau

As 16 figuras erguidas (com exceção das quatro do portal) são alegorias representando personagens do Antigo Testamento e divindades pagãs. Devido a estas últimas, o Ottheinrichsbau recebeu, no século XVIII, o nome de "der heidnische Bau" ("o edifício pagão"):
- Rés-do-chão: heróis místicos (Josué, Sansão, Hércules e David) e imperadores romanos como sómbolo do poder político e militar. Nos frontões triangulares das janelas encontram-se representados romanos famosos, cujos modelos foram recolhidos a partir de moedas da época;
- Primeiro andar: Virtudes dum governador cristão (Força, Fé, Amor, Esperança e Justiça);
- Segundo andar: Personificação dos sete astros clássicos (Saturno, Marte, Vénus, Mercúrio, Júpiter, Sol e Lua).

As quatro imagens do andar térreo são explicadas por desajeitados versos em caligrafia gótica, os quais são transcritos abaixo na sua forma original pela dificuldade que representa a sua tradução para o português:
Der hertzog Josua / durch Gotteß macht Ein und dreissig kü / nig hat umbracht.
Samson der starck ein / Nasir Gotteß war Beschirmet Israhel / wol zwentzig Jar.
Joviß sun Herculeß / bin Ich genandt. Durch mein herliche / thaten wol bekandt.
David war ein Jüng / ling gehertzt und klug Dem frechen Goliath / den kopff abschlug.
O objetivo deste programa figurativo é explicado pelo arqueólogo de Heidelberg K. B. Stark do seguinte modo:
O conjunto das representações plásticas da fachada do palácio formam no seu conjunto um belo espelho do governo. Sobre a força da personalide, sobre o heroísmo do povo construiu-se solidamente a autoridade principesca; tem o seu centro no exercício das virtudes cristãs, combinadas com Força e Justiça, e finalmente sob a influência dos poderes superiores, uma condução celeste, conhecidos no curso das estrelas.— K. B. Stark

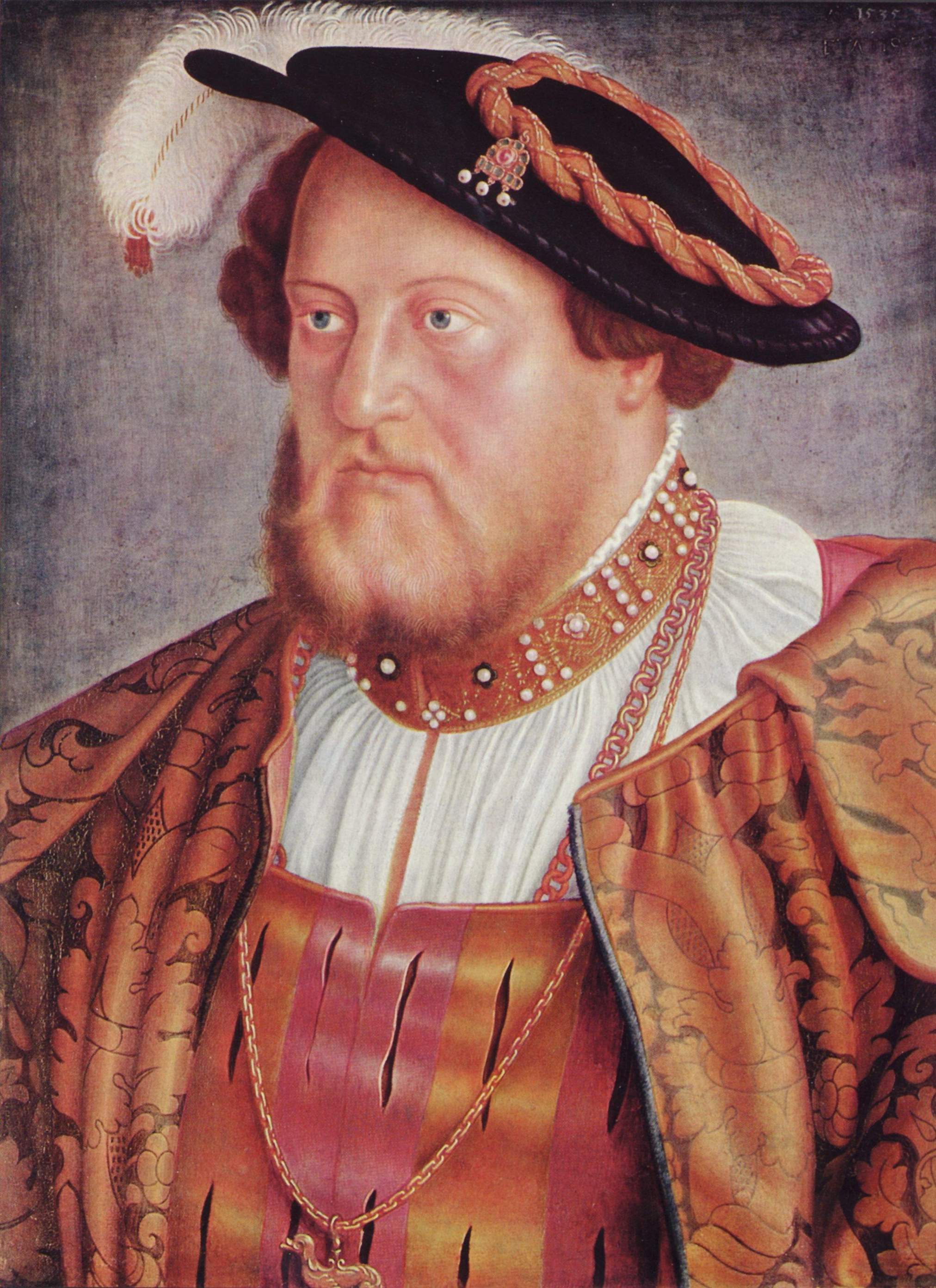
Oto Henrique
Oto Henrique levou o Protestantismo para o Eleitorado do Palatinato em 1557. Promoveu a ciência e comprometeu-se com a formação de médicos para a dissecação de cadáveres. A sua biblioteca, a Biblioteca Palatina, foi considerada uma das mais importantes do seu tempo.
Devido ao seu complexo estilo de vida, Ottheinrich esteve em risco de entrar em bancarrota. Em sua posse estava, também, uma promissória pertencente à sua avó Edviges, uma princesa da Dinastia Jaguelônica. Esta promissória, no valor de 32 mil guilders, foi emitida pelo Rei Casimiro IV da Polónia por ocasião do matrimônio da sua filha Hedwig com Georg dem Reichen, nunca vindo a ser paga pelo monarca polaco. Oto Henrique deixou juros e juros compostos calculados no valor de 200 mil guilders. Por esse motivo, rompeu em 1536 com o seu tio, o rei polaco Sigismundo I, em Cracóvia. Durante as três semanas de negociações, Oto Henrique poderia ter alcançado o pagamento da promissória, mas não dos juros devidos.
Oto Henrique governou durante, apenas, três anos mas, ainda assim, foi um dos mais importante dos Eleitores. No Castelo de Heidelberg deixou o Ottheinrichsbau, assim nomeado em sua homenagem, como um exemplo de arquitetura renascentista alemã.

#### Friedrichsbau (Edifício de Frederico)
Nome: nomeado em referência ao Príncipe Eleitor Frederico IV (1574-1610), o fundador da cidade de Mannheim.

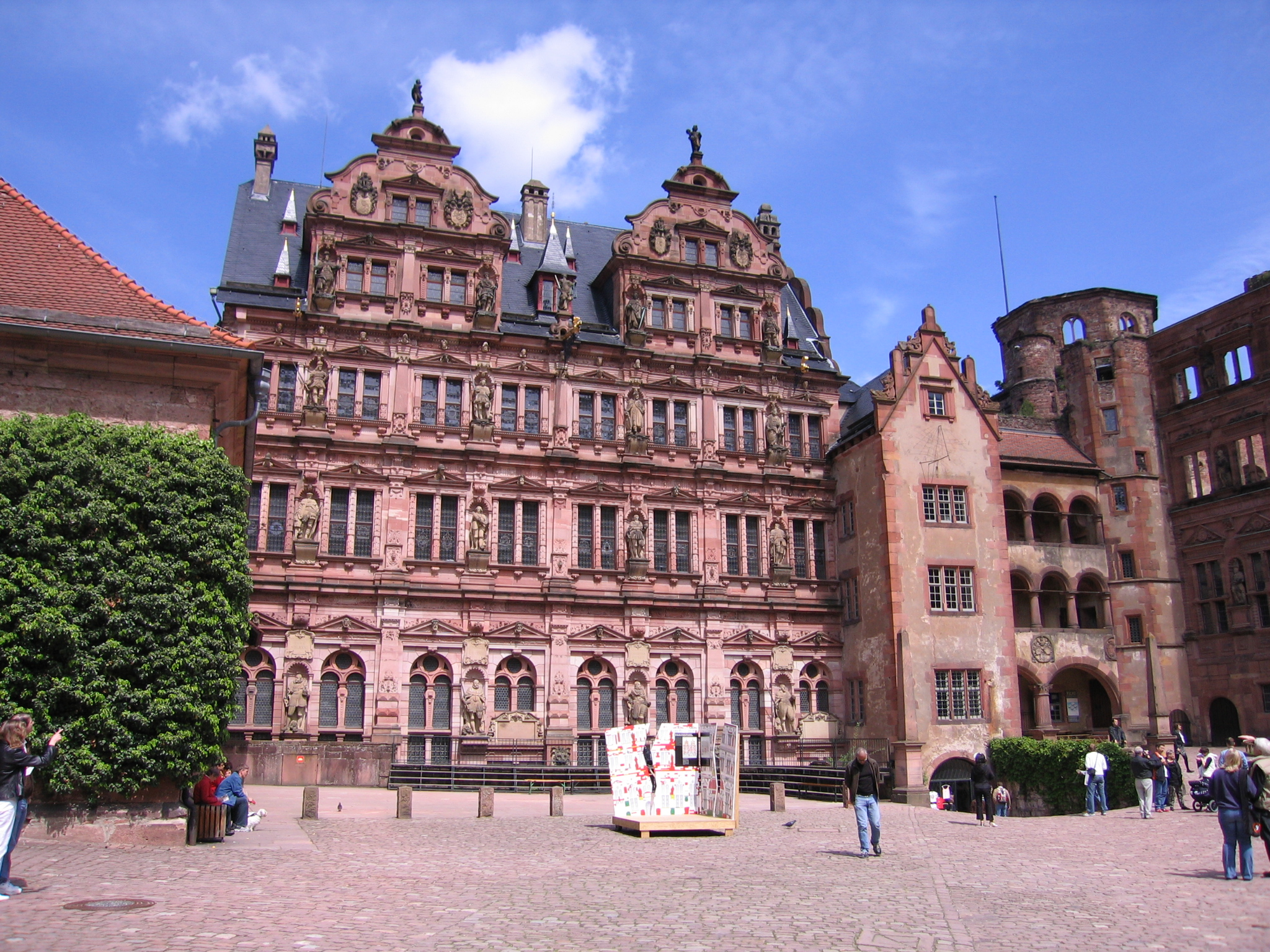
Fachada do Friedrichsbau

O Eleitor Frederico IV mandou construir o Friedrichsbau entre 1601 e 1607, uma vez que o edifício residencial de que dispunha na época, com a capela, ameaçava ruir.
Johannes Schoch foi o arquiteto do edifício. Na fachada do Friedrichsbaus virada ao pátio estão incorporadas estátuas dos ancestrais do príncipe-eleitor. O escultor desta galeria dos antepassados foi Sebastian Götz, de Coira. Estão representados nesta fachada, começando da esquerda para a direita e de cima para baixo:
- Nas águas-furtadas: Carlos Magno, Otão I, Luís I e Rodolfo I;
- No piso superior, membros da Casa de Wittelsbach coroados: Luís IV, Sacro Imperador Romano-Germânico, Ruperto I (Príncipe-eleitor do Palatinado), Otão III da Baviera (coroado como Rei Bela V da Hungria - não reconhecido universalmente) e Cristóvão da Baviera (Rei da Dinamarca, da Suécia e da Noruega);
- No piso do meio: Ruperto I (fundador da Universidade de Heidelberg), Frederico I, Frederico II e Oto Henrique;
- No piso térreo: Frederico III, Luís VI, João Casimiro de Simmern e Frederico IV (o construtor deste edifício).

As águas-furtadas também exibem representações alegóricas da primavera e do verão, símbolos da transitoriedade de tudo o que existe na terra.
O Friedrichsbau é o principal palácio do castelo, possuindo, além da fachada virada ao pátio, uma segunda fachada representativa no lado virado à cidade. No piso térreo da estrutura encontra-se a igreja palaciana, a qual ainda funciona atualmente. Os andares superiores do edifício foram usados como local de habitação.
Depois dos devastadores incêndios de 1693 e 1764, esta parte do castelo foi a única reconstruída. Entre 1890 e 1900, o Friedrichsbau foi renovado por Carl Schäfer, um professor de Karlsruhe, ao estilo do historicismo. Nessa época, foi desencadeado um debate muito controverso, que discutiu a forma como os espaços interiores deveriam ser reconstruidos. O historiador de arte Georg Dehio, em particular, tinha manifestado a opinião que o edifício evoluíra na sua estrutura. Finalmente, foi tomada a decisão de reconstruir o interior em estilo neo-renascença. Vários espaços do Friedrichbau mostram uma composição em estilo pluralista. As salas e quartos nunca mais foram utilizados como áreas de habitação, passando a funcionar como museu.
Frederico IV

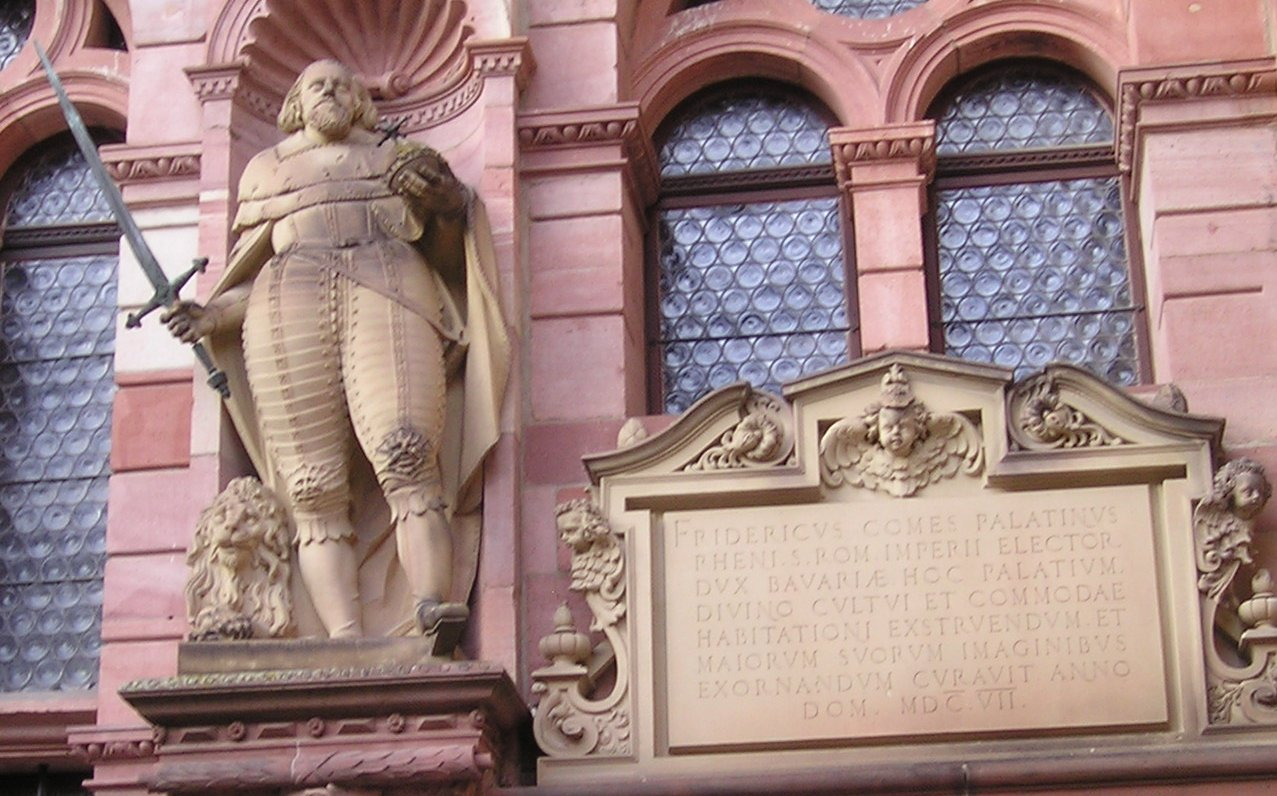
Frederico IV na galeria dos antepassados do Friedrichsbaus

Frederico IV assumiu a liderança da União Protestante em 1608, pelo que o conflito entre católicos e protestantes cresceu significativamente no Palatinado. Frederico mostrou, apesar sua falta de formação, um grande interesse na área das humanidades, tendo dotado a Universidade de Heidelberg com cadeiras de história e orientalismo.
Frederico abandonou-se aos seus prazeres e arruinou as finanças dos seus territórios. Ele próprio descreve os seus excessos e ressacas com as seguintes palavras: "eu provavelmente faria tudo novamente".
O Eleitor Frederico IV manteve uma importância permanente, tendo mandado construir, entre 1606 e 1607, a fortaleza Friedrichsburg, a partir da qual viria a surgir a cidade de Mannheim e o Schloss Mannheim. As suas principais actividades no Castelo de Heidelberg prenderam-se com a criação do chamado Friedrichsbaus e a expansão das três torres no lado oriental.

#### Englischer Bau (Edifício da Inglesa)
Nome: nomeado em referência à princesa inglesa Isabel Stuart (1596–1662),  a chamada "Rainha de Inverno" e esposa do Príncipe-Eleitor Frederico V.

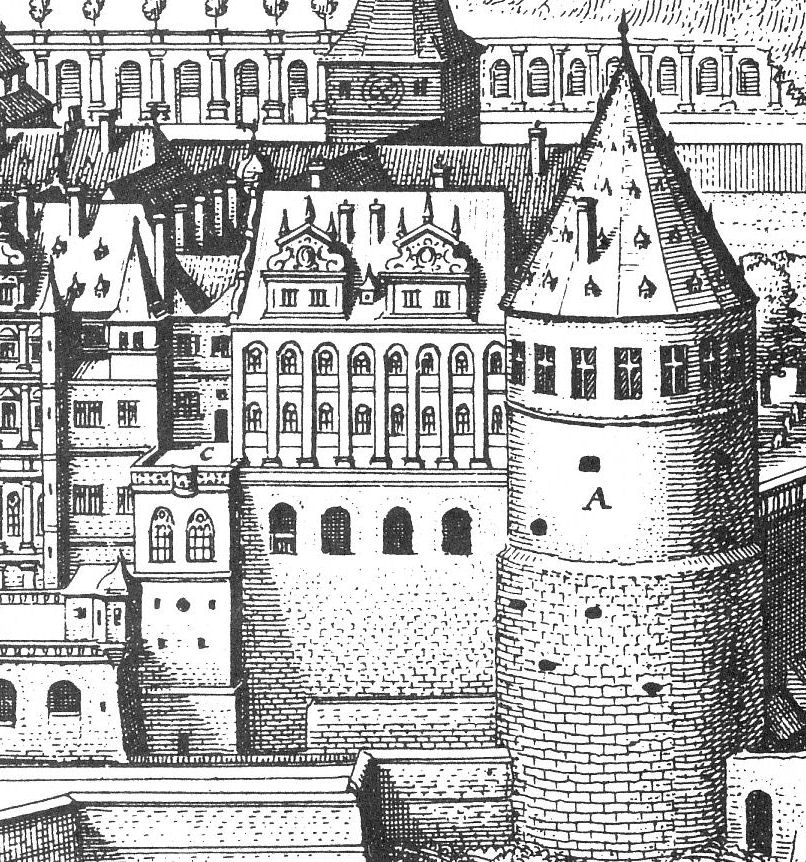
Gravura representando o Englischer Bau em 1645, por Matthäus Merian

O arquiteto do Englischer Bau é desconhecido. As dúvidas oscilam entre Salomon de Caus e Inigo Jones; ambos vindos para Heidelberg com Isabel.
Com a construção deste edifício permanecem as ideias básicas de proteção e de defesa, porque as estreitas passagens entre muralhas e a ponte sobre o fosso do castelo ofereciam melhores oportunidades de ataque a um potencial inimigo.
O Englische Bau — atualmente em ruínas — foi o último edifício importante construído na história do Castelo de Heidelberg. Ficava situado fora do quadrado do castelo entre a Grande Torre e o Fassbau (Edifício do Barril). Abaixo do Englischen Bau passa a grande Rittertreppe (Escadaria dos Cavaleiros).
Atualmente, realizam-se nas ruínas recepções e espetáculos integrados no festival do castelo. Com os seus 500 metros quadrados, tem espaço para cerca de 300 lugares sentados.
Isabel Stuart

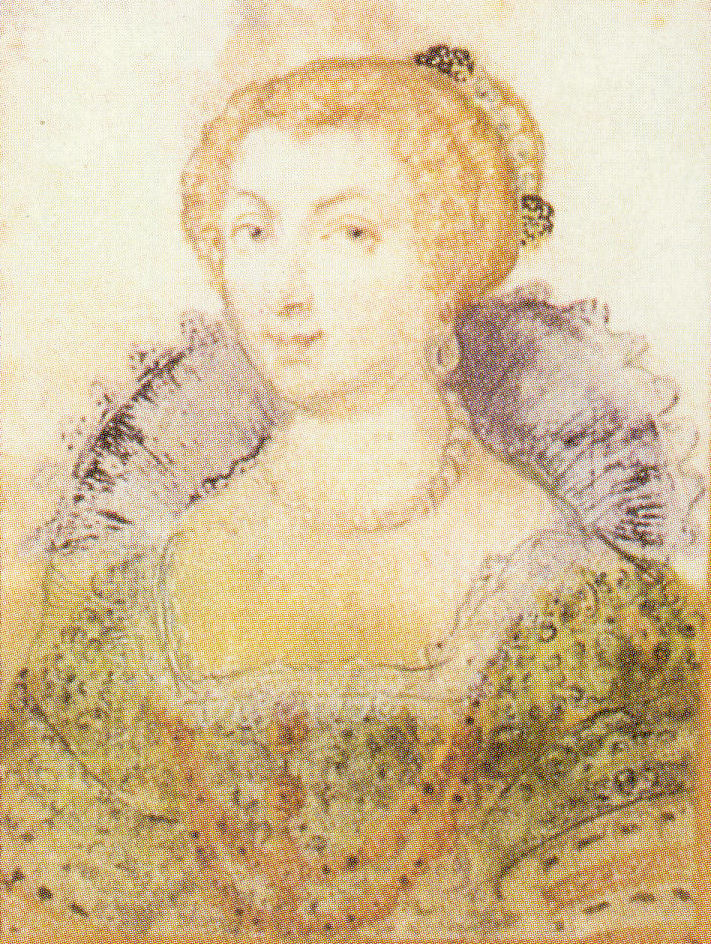
Isabel Stuart em 1613

Isabel Stuart, neta de Maria da Escócia e irmã de Carlos I da Inglaterra. Nascida no Falkland Palace em 1596, era a única filha sobrevivente do então Jaime VI da Escócia, mais tarde também Jaime VI da Escócia e I de Inglaterra. Recebeu o nome de Isabel em homenagem à Rainha Isabel I de Inglaterra. Isabel também foi chamada, por vezes, "Pérola Britânica", pela sua beleza, e "Rainha dos Corações", devido à sua popularidade.
Após contatos preliminares, chegaram à corte inglesa dois enviados do Palatinado, portadores duma carta de apresentação. Esta visita tinha como objetivo a combinação duma aliança firmada pelo matrimónioa qual era vista com agrado pelas duas Casas. Depois disso, Frederico V viajou para Inglaterra com o fim de proceder ao pedido de casamento. Porém, a Rainha Ana da Dinamarca, mãe da noiva, opunha-se ao matrimónio por Frederico ser "apenas" um Príncipe-eleitor. No entanto, o seu aspecto exterior conquistou os ingleses e a jovem princesa. Os dois (à época ambos com dezesseis anos) foram considerados o casal de sonho do seu tempo. Casaram, no dia 13 de fevereiro de 1613, na Capela Real do Whitehall Palace, em Londres.
Em 1619, foi oferecida a Frederico a Coroa da Boêmia, proposta aceite por ele com o incentivo de Isabel, entre outros. No entanto o seu reinado foi extremamente breve (entre 4 de novembro de 1619 e 8 de novembro de 1620), pelo que ficou conhecido como Rei de Inverno e Isabel como Rainha de Inverno. A derrota na Batalha da Montanha Branca anunciou o seu destino de refugiado, que se prolongaria até à sua morte, ocorrida em 1632. A esperança no auxílio prestado pelos parentes ingleses da sua mulher provou ser enganosa.
Após o final da Guerra dos Trinta Anos (ocorrido em 1648), Isabel, já viúva, desejou regressar a Heidelber acompanhada pelo seu filho Ruperto. No entanto, o seu filho Carlos I Luís, o novo Eleitor, rejeitou essa proposta. Nessa época, Carlos I Luís já tinha o seu casamento com Carlota Amália de Hesse-Cassel fragilizado, vivia um romance com Marie Luise von Degenfeld e tinha pela frente a reconstrução dos seus territórios após a guerra.

### Edifícios com referência às funções desempenhadas

#### Bibliotheksbau (Edifício da Biblioteca)
Nome: assim chamado por ser aqui que, alegadamente, se situava a biblioteca.

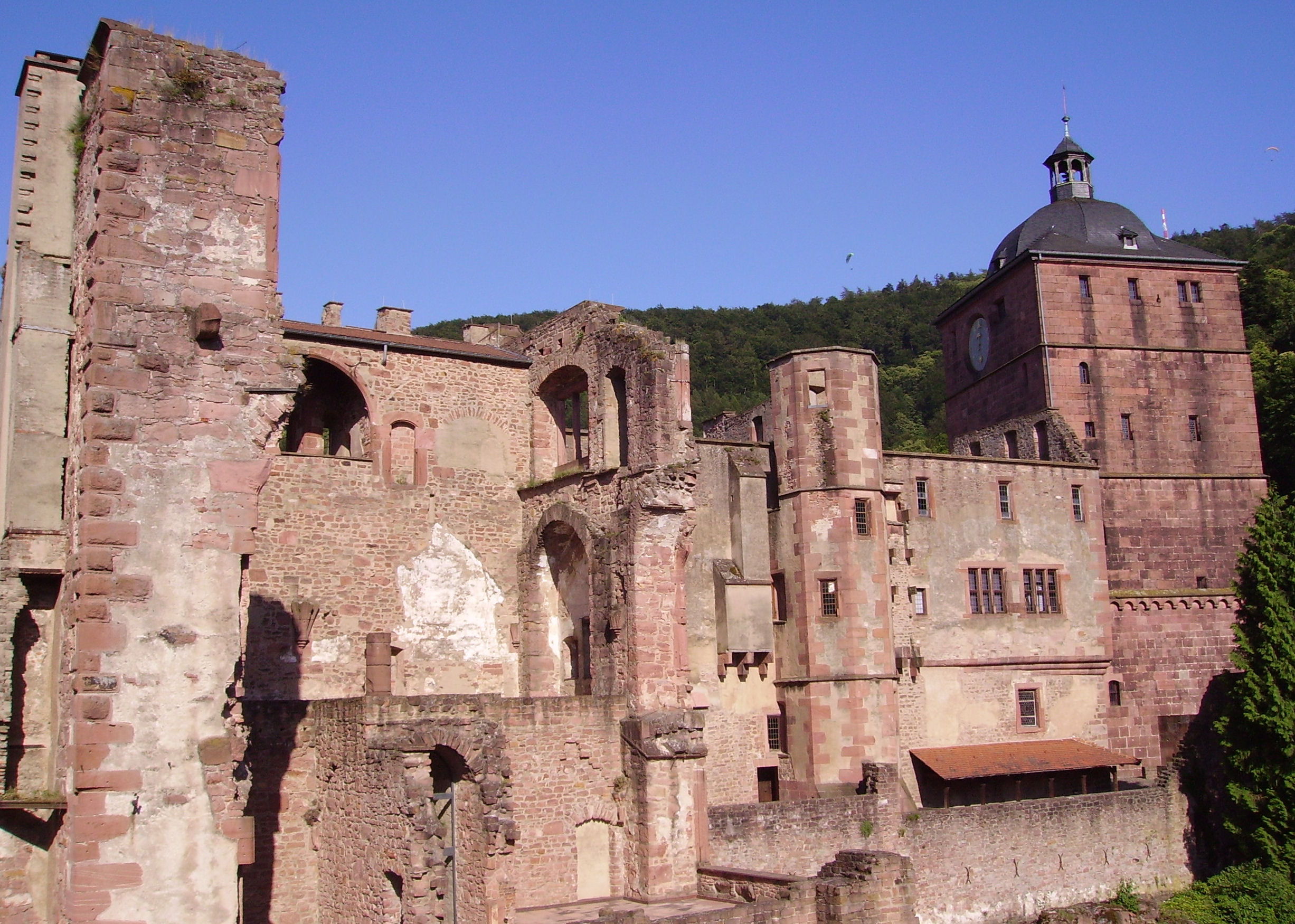
Ruínas do Bibliotheksbau e do Ruprechtsbaus, com a torre-porta, vistas do Stückgarten.

O Bibliotheksbau (Edifício da Biblioteca), anteriormene também chamado erroneamente de Rudolfsbau (Edifício de Rudolfo), fica situado entre o Ruprechtsbau (Edifício de Ruperto) e o Frauenzimmerbau (Edifício do Salão das Damas). O edifício, em estilo gótico tardio, foi mandado edificar pelo Príncipe-Eleitor Luís V, sendo erguido entre 1520 e 1544. A parte melhor preservada da estrutura é a janela saliente voltada para o pátio, no primeiro andar.
O chamado Bibliotheksbau está em estreita ligação com o vizinho Frauenzimmerbau, acrescentado no lado oeste da cerca. O nome enganador deste edifício surgiu, pela primeira vez, no século XVII, já que não existem evidências que provem a sua utilização primária como uma biblioteca eleitoral. Pelo contrário, no primeiro andar existia um espaço abobadado, chamado de tafelstube (algo que pode traduzir-se como quarto da mesa), usado pelos homens do eleitor. As câmaras com funções de gabinete chegaram no século XVI, uma época em que o príncipe já não reunia a corte diariamente, em salas separadas relegadas para os andares superiores.
O Bibliotheksbau difere dos outros edifícios quinhentistas do castelo por possuir abóbadas em pedra até aos pisos superiores. Isso deve-se ao fato de ali ser mantida não só a biblioteca, mas também as moedas do Eleitor. Este edifício serviu como "cofre" do castelo e como posição da corte. No piso térreo, as suas paredes têm três metros de espessura. Os sólidos espaços do rés-do-chão, alguns dos quais foram pintados, ampliavam o Bibliothekssaal (Salão da Biblioteca), o qual devia ter um pé direito de 6,60 metros. O Bibliotheksbau foi o único palácio do castelo poupado pelo incêndio causado pelos franceses em 1689, mas foi destruído em 1693.

#### Frauenzimmerbau (Edifício dos Aposentos das Damas)
Nome: assim chamado por conter os aposentos das damas da corte (nome atual: Königssaal - Salão do Rei)

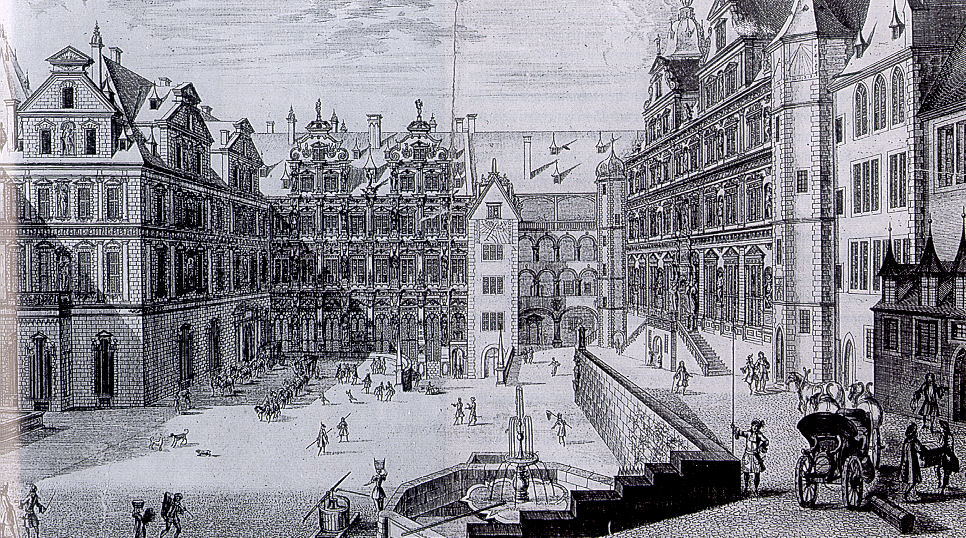
Pátio interior do castelo em 1683, com o Frauenzimmerbau, o Friedrichsbau, o Gläsernen Saalbau e o Ottheinrichsbau, por Ulrich Kraus

Do Frauenzimmerbau, do qual resta apenas o piso térreo, foi erguido por ordem de Luís V na primeira metade do século XVI. Provavelmente, as damas da corte viviam neste edifício, com os seus quartos situados nos andares superiores. No piso térreo ficava o Königsaal (Salão do Rei), utilizado para todo o tipo de festividades. Este salão media 34,65 metros de comprimento, 16,70 de largura e 7,40 de altura. O teto de madeira assentava em quatro colunas de pedra, através duma trave que apoiava as traves do teto. Os dois pisos superiores eram enxaimelados. A fachada estava decorada com várias janelas salientes. No século XVII foi executada uma preciosa fachada no lado do pátio, com colunas e figuras pintadas, o que constituiu uma excelente atualização visual.
O Königsaal perdeu as suas funções de representação depois da conclusão dos salões de festas no Gläsernen Saalbau e no Ottheinrichsbau. Tornou-se num espaço destinado aos jogos dos cavaleiros, além de ser utilizado para reuniões ou para banquetes em ocasiões festivas.
Em 1689, o salão de festas foi totalmente queimado e, mais tarde, o seu espaço foi aproveitado para a construção do Grande Barril, pelo que a estrutura recebeu o nome de Bandhaus (casa da montagem). Uma vez que os tanoeiros se queixavam que a água da chuva escorria para eles pelo barril, Carlos Teodoro deixou as ruínas com o actual telhado de emergência. Hoje em dia, o Frauenzimmerbaus é conhecido, principalmente, pelo nome de Königssaal, embora este salão ocupas apenas o piso térreo do edifício. Na década de 1930, o rés-do-chão foi reconstruído, servindo, para a cidade de Heidelberg, como um salão de festas destinado a eventos de todos os tipos.

#### Fassbau (Edifício do Barril)
Nome: assim chamado devido ao Grande Barril.

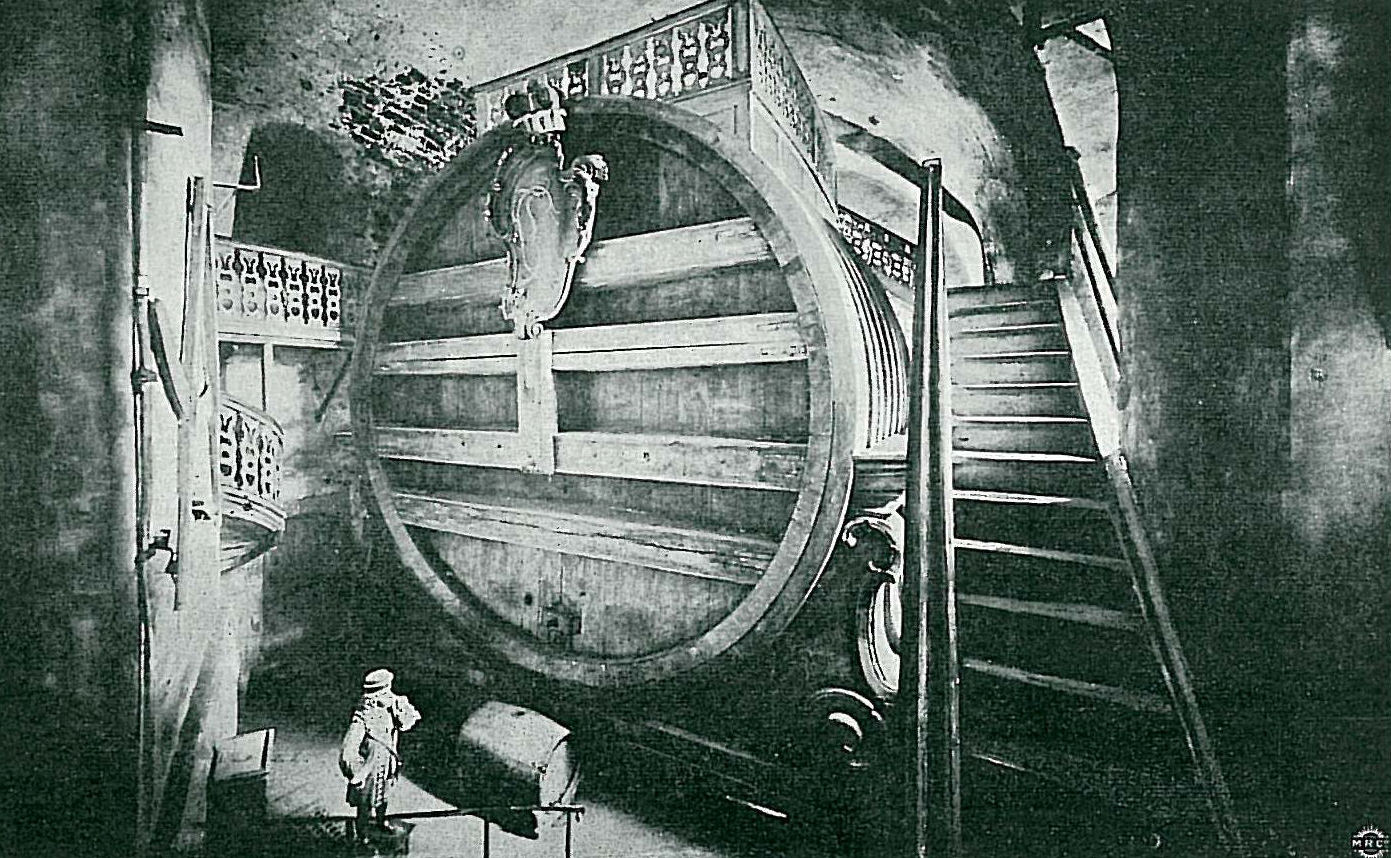
O Grande Barril, gravura de 1896

O Fassbau (Edifício do Barril) foi mandado construir por João Casimiro de Simmern, entre 1589 e 1592, especificamente para acolher o famoso Grande Barril. Estava diretamente ligado ao Salão do Rei, de forma a permitir, durante as celebrações, o acesso direto ao vinho contido no barril.
Curiosamente, o edifício foi executado no estilo gótico tardio, na medida em que no período em que foi construído já se aplicava o estilo renascentista.

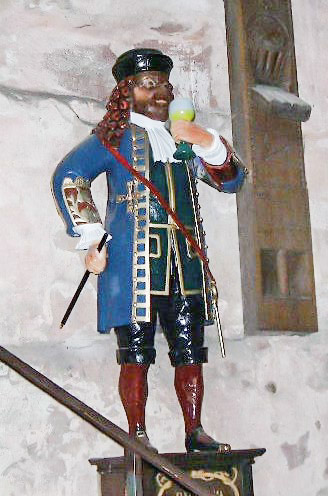
Figura de Perkeo no Fassbau

Sobre o grande barril ergue-se a estátua de Perkeo, o bufão da corte, símbolo do consumo de vinho, ali colocado por Carlos III Filipe para guardá-lo. Carlos Filipe trouxe Perkeo de Innsbruck, onde tinha anteriormente o seu trono como stadthouder (regente) imperial do Tirol, para a corte de Heidelberg. A lenda conta que o Eleitor lhe terá perguntado se conseguia beber o conteúdo do barril sozinho. A resposta parece ter sido "Perché no?" (o que significa "porque não?", em italiano), o que daria origem à sua alcunha: "Perkeo".
Reinhard Hoppe conta a história que se segue:
O Eleitor Carlos Filipe ordenou ao seu bufão, o anão Clemens Perkeo, que guardasse o grande barril. Numa viag pelo Tirol tinah aprendido a tirar prazer do seu pequeno tamanho e das suas piadas espirituosas. Quando o Eleitor examinou a sua pouca resistência à bebida, disse-lhe: "vem comigo para Heidelberg. Nomeio-te cavaleiro e camareiro do barril do rei. Na adega do meu castelo está o maior barril de todo o mundo. Se o beberes, a cidade e o castelo serão teus". "Perche no" (porque não), respondeu o pequenote. O Eleitor riu e disse: "Tu serás chamado de Perkeo".— Reinhard Hoppe: "Heimat um Heidelberg"
O vinho devia ser a única bebida que Perkeo conhecia desde a sua infância. Quando, na sua velhice, adoeceu pela primeira vez, o seu médico aconselhou-o a beber vinho com urgência e recomendou-lhe que bebesse água com abundância. Apesar do grande cepticismo, Perkeo seguiu o conselho e morreu na manhã seguinte.
Perkeo era uma criatura digna de pena e tinha – como Victor Hugo mencionou – que consumir diariamente quinze garrafas de vinho, caso contrário era açoitado.

#### Gläserner Saalbau (Edifício do Salão de Vidro)
Nome: assim chamado devido aos espelhos venezianos que ornamentavam a Galeria dos Espelhos do segundo andar.

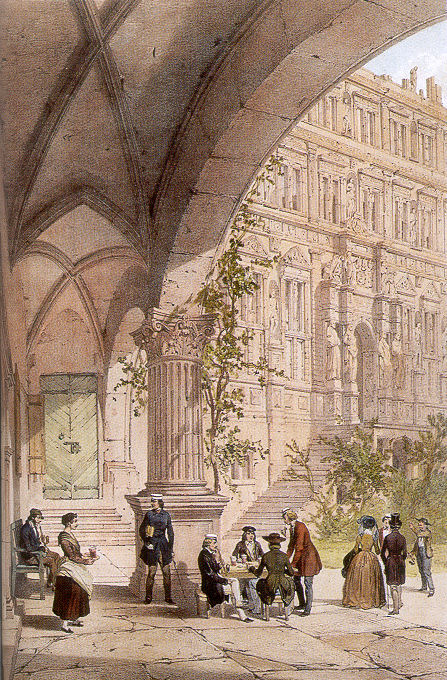
Arcada do Gläsernen Saalbaus, com vista do Ottheinrichsbau, por Baptiste Bayot, 1844

O Gläserne Saalbau (Edifício do Salão de Vidro) foi mandado erguer pelo Eleitor Frederico II. O seu nome deriva dos espelhos venezianos presentes no salão do piso superior. No pátio, o edifício tem raízes nas arcadas renascentistas, embora a galeria do passadiço apresente abóbadas em estilo gótico tardio. O lado norte do edifício, virado à cidade, é absolutamente sóbrio, o lado leste foi decorado com uma pequena janela saliente gótica e a fachada virada ao pátio possuia uma empena decorada.
O Eleitor Carlos I Luís reconstruiu o Gläsernen Saalbau depois do final da Guerra dos Trinta Anos. Isso modificou a altura dos andares e levou à construção de janelas arcadas embutidas na fachada norte. Os remates das janelas ainda são parcialmente visíveis na fachada norte.
No dia 24 de julho de 1764, um raio atingiu duas vezes o edifício e a estrutura ardeu até às abóbadas da cave.
Em 1897 foi descoberto, na parede oeste do Gläsernen Saalbaus, um grupo de janelas muradas em estilo gótico inicial, o que sugere a construção duma zona do castelo durante a primeira metade do século XIII.
Acredita-se que o Gläsernen Saalbaus já estivesse planeado aquando da construção do Ottheinrichsbau, uma vez que a metade traseira deste último se esconde por trás da fachada e foi executada sem decoração.

#### Ökonomiebau (Edifício de Serviço)
Nome: neste edifício ficavam as áreas de serviço do castelo e a cozinha.

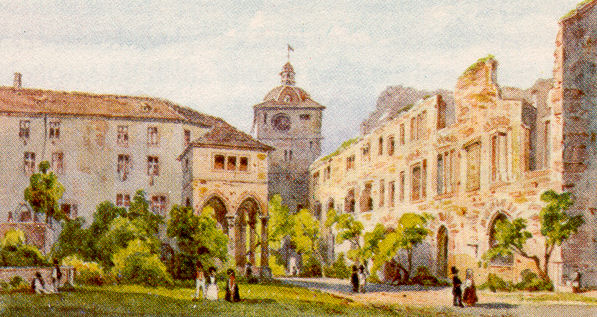
Ökonomiebau, Brunnenhaus, Torturm e Ruprechtsbau, por Louis Hoffmeister, 1820

Os termos "Metzelhaus" e "Backhaus" apontam para a existência dum matadouro e duma padaria.
A entrada para os andares superiores leva à zona de habitação dos guardas do castelo. Os edifícios de serviço localizados no canto sudeste do pátio não são significativos sob o ponto de vista da história da arte.
A verdadeira cozinha situava-se no lado sudeste do castelo, junto à Gesprengte Turm (Torre Desmoronada). Sobre estes espaços e a sua localização periférica dentro do castelo, Günter Heinemann escreveu o seguinte:
A casa da cozinha, que origina fumos e cheiro de cozinhados, terá lugar num silencioso canto do pátio do castelo que há muito perdeu o interesse.— Günter Heinemann: „Heidelberg"

#### Soldatenbau (Edifício dos Soldados)
Nome: assim chamado por ser o espaço de residência dos soldados
O Soldatenbau está localizado nas proximidades da porta principal, de forma a que esta ficasse melhor protegida. Na cave do edifício de três andares ficava a casa da guarda, enquanto para cima se situavam os espaços de habitação dos soldados. Estava, aqui, aquartelada uma guarnição permanente de 50 soldados, destinados a garantir a guarda e os serviços honorários do castelo.

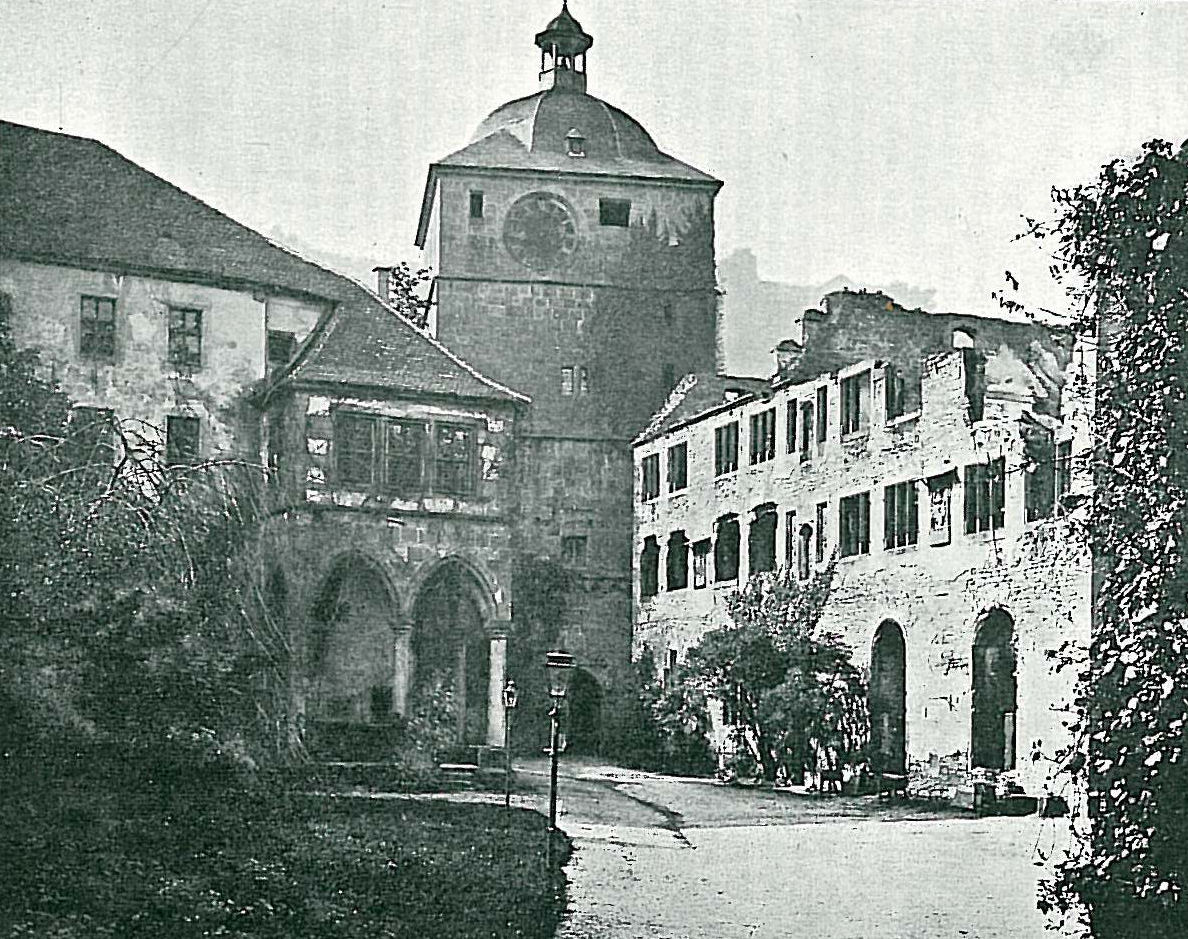
A Brunnenhalle antes da Torturm, 1895

#### Brunnenbau (Edifício do Chafariz)
Nome: eifício situado no pátio, constituído por uma galeria, a Brunnenhalle (Galeria do Chafariz), sobre o chafariz.
Diretamente no Soldatenbau, está incluída a Brunnenhalle (Galeria do Chafariz), mandada edificar pelo Eleitor Luís V. É notável pelas quatro colunas monolíticas livres e pelas duas meias-colunas adossadas à parede. O chafariz semienterrado tem cerca de 16 m de profundidade e foi construído, provavelmente, no ano de 1508. Em relação às colunas, Sebastian Münster afirmou que estas poderiam ter origem no palácio de Carlos Magno em Ingelheim, a sua cidade natal, tendo sido colocadas pelo Eleitor Filipe no seu Castelo de Heidelberg, no lugar onde ainda se encontram hoje. Possivelmente, estes pilares vieram duma antiga estrutura da vizinha cidade de Mogúncia.

### Torres

#### Dicker Turm (Torre Grossa)
Nome: assim chamada devido à sua parede com sete metros de espessura.

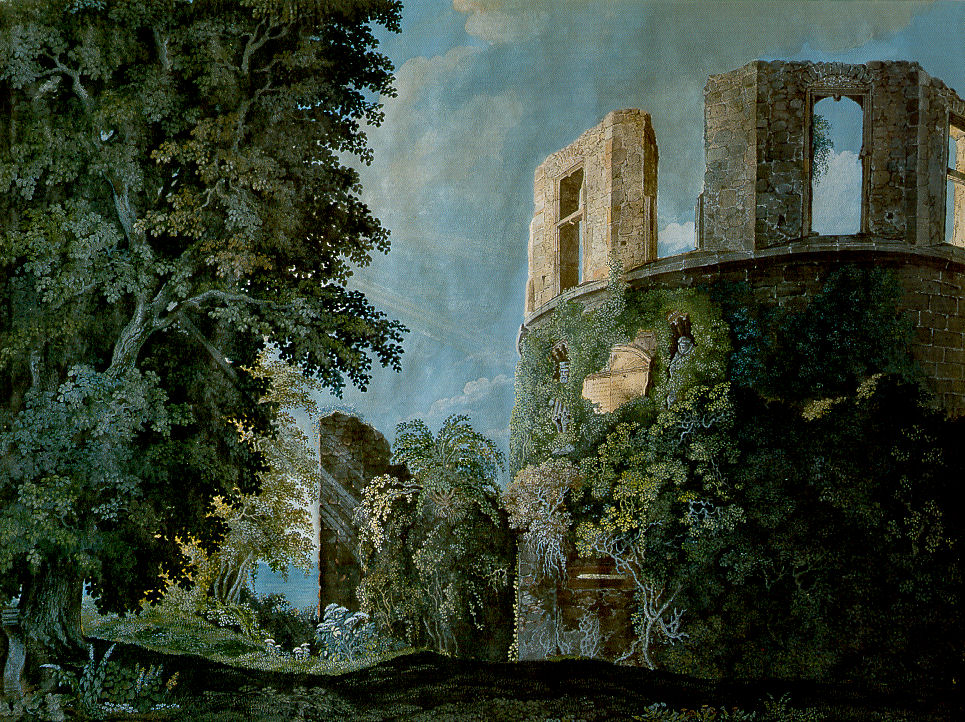
A Dicker Turm numa gravura de Carl Philipp Fohr, 1813

A Dicker Turm faz parte das fortificações do Castelo de Heidelberg construídas pelo Eleitor Luís V. Tinha quase quarenta metros de altura e as suas paredes sete metros de espessura e um diâmetro total de 28 metros. No entanto, estas fortes paredes foram destruídas. A causa ficou a dever-se às linhas de ruptura, por exemplo, onde as muralhas eram perfuradas pelas seteiras. Tal também resultou do fato do arenito não ser tão sólido como a argamassa que ligava os cubos desta pedra.
A torre tinha um efeito ameaçador sobre a cidade, o que, de resto, também era intenção do seu criador, uma vez que Luís V considerava que a paz só podia ser conservada pelo medo.
Frederico V mandou transformar a parte superior da torre num teatro, copiado, em 1613, do londrino Globe Theatre. Com a instalação desta sala de teatro na Dicker Turm, o Eleitor desejou associar a origem britânica da sua esposa à continuação da tradição teatral de Shakespeare. A quase circular plataforma superior da torre tinha um diâmetro de cerca de 28 metros e uma área de 85 metros quadrados.

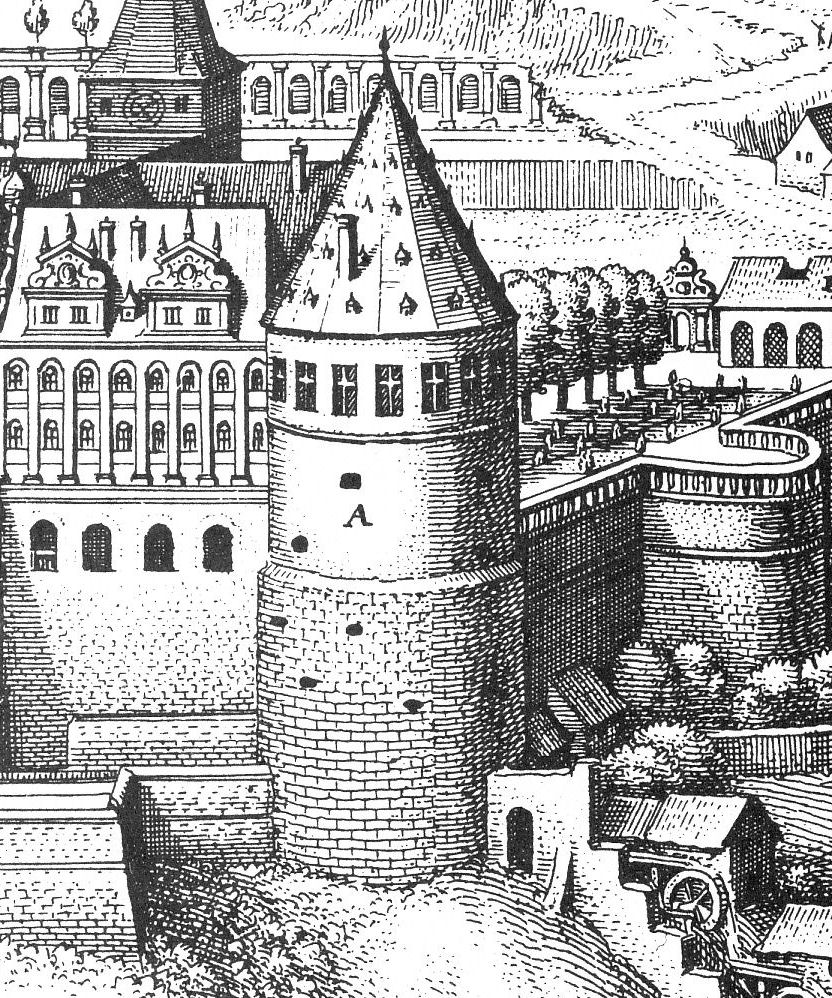
A Dicker Turm num desenho de Matthäus Merian, 1645

Na inscrição da placa colocada na Dicker Turm não está mencionado somente o construtor da torre, mas também a transformação efetuada no andar superior. Esta tarefa pode ser atribuída, apenas, ao arquiteto de Nuremberga Peter Karl. Na inscrição em latim lê-se:
LVDOVICVS COM(es). PAL(atinus). R(heni) ELEC(tor). DVX. BAVAR(iae). / MOLEM. HANC EXSTRUXIT. A(nno) C(hristi). MDXXXIII. / FRIDERICVS V. COM(es). PAL(atinus). R(heni) ELEC(tor). / S(acri). R(omani). I(mperii). VICARIVS. BAVAR(iae) DVX / AD. ZONAM. VSQ(ue). DESTRVXIT / REFECIT, FORNICIBVS. DISTINXIT / COENACVLI ATTITVDINI. II XXXIII. PED(es). ADDIDIT. / COLVMNAM. TOTIVS. TECTI. MOLEM. SVSTINENTEM / E. MEDIO. SVSTVLIT / IMMOTO. INCORRVPTOQVE TECTO / HAEC. MONVMENTA. POSVIT / A(nno). S(alutis) MDCXIX
(Tradução: „Luís, Conde Palatino do Reno, Eleitor e Duque na Baviera, mandou erguer este edifício no ano de Cristo de 1533. Frederico V, Conde Palatino do Reno, Eleitor e Governador do Sacro Império Romano, Duque na Baviera, tendo o mesmo edifício abandonado, reconstruiu-o, com uma abóbada a cobrir o teto, aumentou a altura da sala de refeições 33 pés, colunas que sustentam toda a carga do teto, sem remover nem danificar o telhado, e este monumento foi deixado no ano da Salvação de 1619.")
As duas figuras de pedra mostram os Eleitores Luís V e Frederico V, os dois construtores da torre.
Em 1689, a estrutura da parede do lado norte foi bombardeada e caiu no vale. Depois da destruição de 1693, os habitantes de Heidelberg obtiveram uma autorização oficial para procurar e levar as pedras talhadas da Dicker Turm, com o fim de reconstruírem as suas casas. Um exemplo disso é a Haus zum Riesen, um palácio urbano situado no nº 52 da Hauptstraße (Rua Principal) de Heidelberg, pertencente ao Tenente General e Comandante Supremo da Caça Friedrich Freiherr von Venningen, a qual foi construida com blocos de pedra da Dicker Turm com autorização expressa do Eleitor.

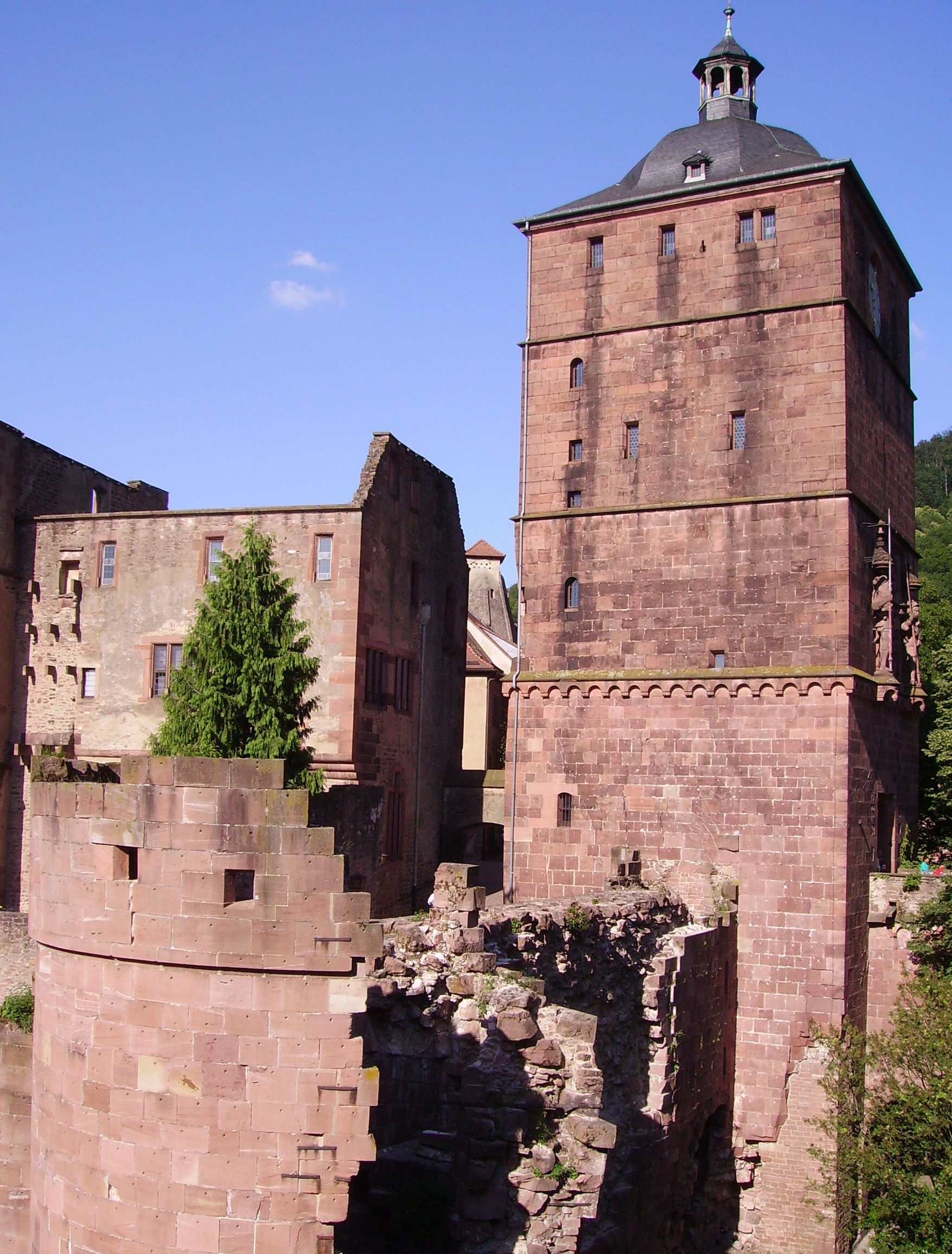
Seltenleer (à esquerda) e Torturm

#### Seltenleer (Torre-Prisão)
Nome: Seltenleer (Espaços Raros), ou Nimmerleer, é o nome dado à Gefängnisturm (Torre Prisão) desde 1603 e indica, por assim dizer, que o espaço ocupado pelos prisioneiros nunca estava vazio.
As ruínas da Gefängnisturm (Torre-Prisão) ficam situadas no canto sudoeste do fosso do castelo. O espaço da prisão encontrava-se, provavelmente, na base pouco iluminada da torre. Dificilmente poderá ser considerada como uma torre de defesa. É a menor das torres de apoio, com um diâmetro exterior de cerca de 10 metros, uma altura de aproximadamente 19,50 metros, e paredes com uma espessura de 2,75 metros.
Não é certo que o Antipapa João XXIII tenha sido aprisionado em Heidelberg, embora algumas declarações mencionem o castelo. Deste modo, a Seltenleer poderá ter servido de prisão ao antipapa. No entanto, presume-se que tal tenha acontecido nas proximidades da Alte Brücke (Ponte Velha), pois uma carta, traduzida em italiano para o Papa Paulo V, faz alusão à chamada Brückenaffe (Ponte do Macaco), na passagem em que diz "ins Gefängnis, so man den alten Affen nennet" ("na prisão, portanto no chamado velho macaco").

#### Torturm (Torre-Porta)
Nome: torre que servia de porta de acesso ao sistema de defesa e onde estava instalado o relógio do castelo.

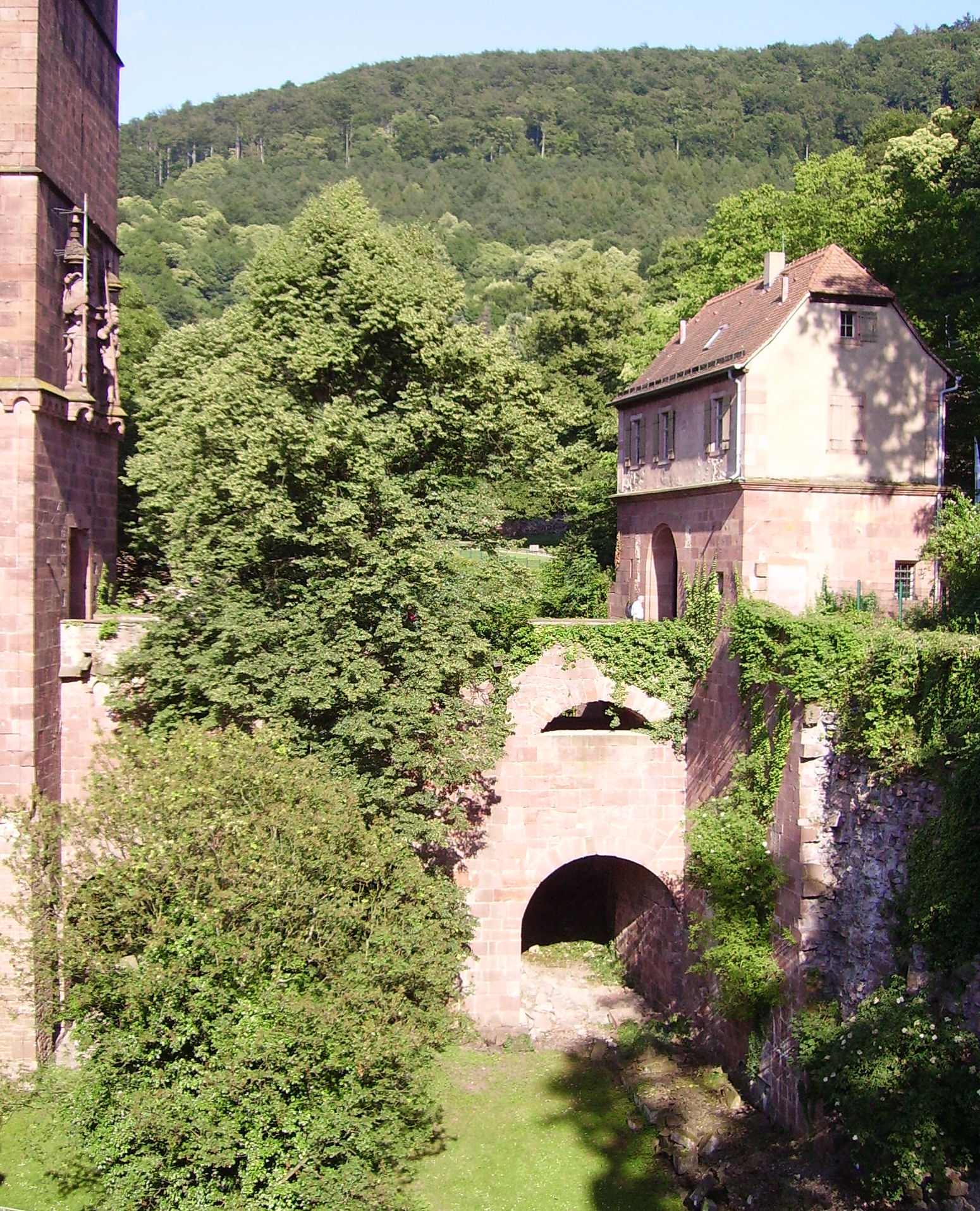
Vista parcial da Torturm, com a ponte e a casa da ponte)

A Torturm entre 1531 e 1541 como parte das fortificações abrangidas pelo programa de defesa do Eleitor Luís V. Mantém-se até à actualidade como a principal porta de entrada do castelo. No subterrâneo existe um espeço sem iluminação que é muitas vezes descrito como calaboço. Na câmara que serve de passagem através da porta existe o buraco dum ascensor, o qual  repete nos três pisos acima. Estes furos eram necessários para abastecer de mantimentos os guardas da torre, os quais residiam no piso superior da estrutura.
A Torturm é constituida por cubos de arenito. Tem uma altura de 52 metros, medidos a partir do fosso, e uma superfície de 12,5 metros quadrados, sendo, atualmente, a mais alta das torres do castelo. Da fortificação ainda existe um grande portão carvalho com um espeçamento (Nadelöhr) e as pontas das grades do portão. Em 1689, o incêndio que queimou o Ruprechtsbau atingiu o telhado da torre, destruindo-a. Atualmente, o que se pode ver da torre de guarda foi arranjado no ano de 1716, durante o período barroco, tendo o vestíbulo de entrada do destruído castelo sido recuperado antes que a degradação se tornasse irreversível.
A fachada da torre é dominada pelo chamado Torriesen, uma espécie de nicho, com 3,40 metros de altura, contendo dois leões e guardado pelas estátuas de dois cavaleiros. O brasão que deveria estar entre os leões, alegadamente em prata, encontra-se em falta e, provavelmente, terá sido derretido. As estátuas dos dois cavaleiros, datadas entre 1534 e 1536, estão apoiadas sobre mísulas e cobertas por baldaquinos.

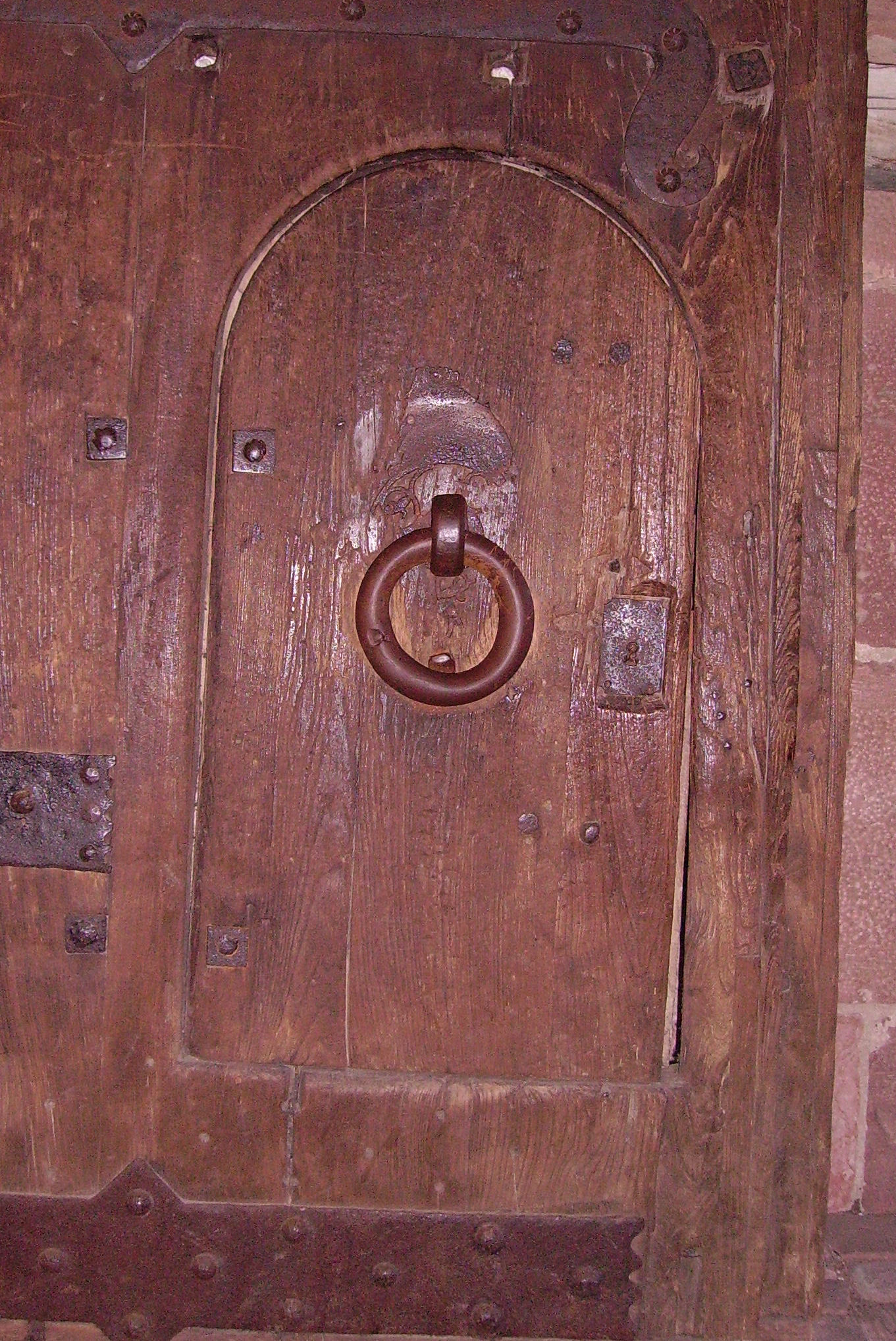
A argola de ferro com a chamada "Dentada da Bruxa"

A ponte entre a Torhaus (Casa da Ponte) e a Torturm foi destruida pelos explosivos franceses, em 1693, e restaurada pelo Eleitor Carlos III Filipe juntamente com a ponte levadiça. A ponte levadiça só foi abandonada em 1810, sendo construida, então, uma ligação permanente através duma ponte fixa, cujos pilares atingem uma profundidade de vinte metros sobre o fosso. Ainda se podem reconhecer na Torturm os buracos para as correntes que moviam a ponte levadiça.
A "Dentada da Bruxa"
No portão do pátio do castelo encontra-se uma argola, com a qual os visitantes davam uma pancada na porta quando procuravam entrar. Segundo a lenda, receberia o castelo de presente aquele que mordesse a argola. Muitos tentaram essa tarefa, tal como uma bruxa com a sua forte dentição, a qual fez tentativas até quase partir os dentes. Essa bruxa tentou mordê-la várias vezes, mas a força da sua magia falhou. Apenas permaneceu um pequeno aprofundamento no batente da argola, a chamada Hexenbiss ("dentada da bruxa").
Daniel Häberle conta a história que se segue:
Aquele que, ao serviço do senhor do castelo, conseguir morder a argola da porta, será o próximo rei. No pensamento tranquilo do senhor do castelo, está presente que nesta tarefa não estão envolvidos só os dentes, mas também os elementos da vida.— Daniel Häberle
Atualmente pode ver-se a argola da porta com a suposta dentada, e a lenda continua a afirmar que receberá o castelo de presente aquele que conseguir morder a argola.

#### Krautturm (Torre da Erva)
Nome: O nome Krautturm é detectável desde o século XVII. Isto deve-se ao fato de o piso inferior ter servido, aparentemente, de armazém de grãos (Kraut - Erva = Pulver - granulado). Mais tarde esse nome foi substituído pela expressão Gesprengter Turm (Torre Desmoronada). Também é conhecida pela designação de Pulverturm).

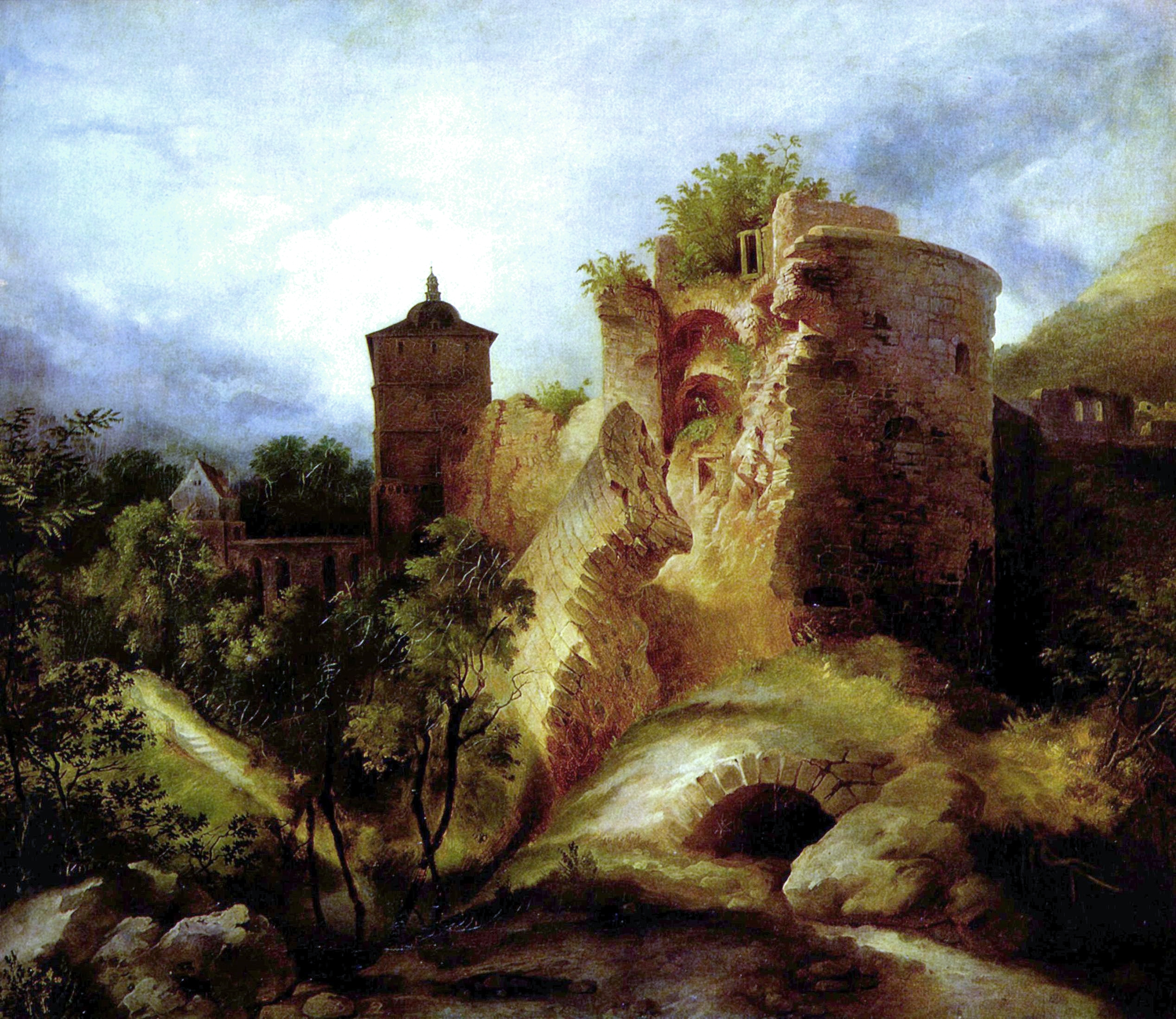
Carl Blechen: "A Gesprengte Turm do Castelo de Heidelberg"

A Krautturm foi explodida, em 1693, pelos soldados franceses durante a Guerra de Sucessão do Palatinado, depois da detonação duma mina se ter mostrado ineficaz em 1689. Desde então, é possível ver os escombros da torre caídos no local. O bombardeamento demonstrou que o material de ligação era mais resistente que os tijolos de arenito vermelho que constituíam a torre.
A torre tinha, originalmente, uma altura de cerca de 28 metros. Em 1610 foi aumentada até aos 42,50 metros. Atualmente, as suas ruínas ainda se erguem até aos 33 metros.
Um dos admiradores desta ruína foi Johann Wolfgang von Goethe, que desenhou esta torre a partir da ponte sobre o fosso, no dia 23 de setembro de 1779. Goethe visitou Heidelberg oito vezes, mas a quarta vez fê-lo em segredo, tendo o fato sido revelado, através de pesquisas, apenas em 1899. Aparentemente, Goethe tinha planos políticos secretos, possivelmente ligados à criação dum principado em Heidelberg, que se opusesse ao poder de Frederico, o Grande. De qualquer forma, no dia 23 de setembro, Carlos Augusto, Grão-duque da Saxónia-Weimar-Eisenach e Goethe interromperam, em Heidelberg, a deslocação que efetuavam à Suíça, tendo passado toda a tarde no castelo. Carlos Augusto "moveu-se lentamente em torno das belas ruínas antigas", enquanto Goethe fazia os primeiros desenhos da destruída Pulverturm.

#### Apothekerturm (Torre da Farmácia)
Nome: esta torre deve o seu nome à palavra grega "apotheca", que significa "espaço de armazenamento". Na verdade, nunca albergou uma farmácia, a qual esteve alojada noutras partes do castelo. Atualmente faz parte do Deutschen Apothekenmuseums (Museu da Farmácia Alemão).
A Apothekerturm é uma Flankierungsturm (torre de acompanhamento), construida ao mesmo tempo da Glockenturm e da Krautturm. A torre fica mais ou menos a meio dos 125 mets do lado oriental do castelo. As antigas muralhas foram substituidas por tijolos ou janelas. No ano de 1600, a torre foi convertida num espaço residencial para a corte em expansão.
O Deutsche Apothekenmuseum recebeu, em 1957, espaços no Ludwigsbau e na Apothekerturm para as suas colecções. Anteriormente, este museu esteve instalado em Munique e — depois de bombardeado no decorrer da Segunda Guerra Mundial — na Neue Residenz de Bamberg.
Entre as exposições do museu inclui-se uma casa ou uma farmácia de viagem (Reiseapotheke) na posse dum senhor de terras, além de valiosos almofarizes e vasos destinadas a armazenar drogas, oriundos dos períodos gótico e renascentista. Podem, ainda, visitar-se as instalações de quatro farmácias antigas (conhecidas como Offizin), datadas dos séculos XVIII e XIX. O ponto alto do museu é constituído pela coleção de medicamentos (Materia medica), a qual exibe drogas conseguidas a partir de minerais, animais e plantas.

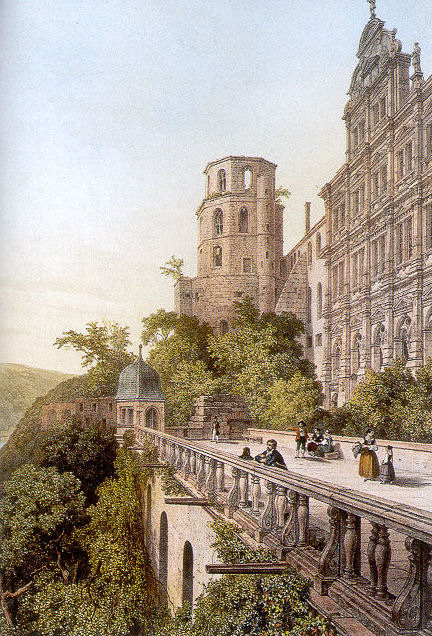
A Glockenturm e vista parcial do Altan, por Laurent Deroy, 1844.

#### Glockenturm (Torre do Sino)
Nome: assim chamada por ter um sino pendurado no seu topo, o qual podia ser ouvido a grande distância.
Este canto do castelo esteve fortemente associado ao arsenal, ficando a parte superior da Glockenturm destinada a fins residenciais. Luís V mandou duplicar a altura da torre, redonda e com um único piso, ganhando com isso espaço residencial de representação. Da relativamente baixa torre da artilharia, de 1490, nasceu um edifício civilizado. Deste modo, o antigo teto foi removido, a alvenaria subida e uma nova cobertura levantada. As janelas deste belvedere oferecem uma impressionante vista do vale do Neckar.
A Glockenturm, no canto nordeste, é o símbolo dos edifícios do castelo. Está em ruínas desde que foi atingida por um raio na noite de 25 de junho de 1764, tendo o incêndio daí resultante destruído todo o edifício, com exceção das paredes exteriores.

## Outras instalações

### Pátio de entrada
O pátio de entrada do Castelo de Heidelberg é uma área compreendida entre o portão principal, o poço alto do príncipe (Oberem Fürstenbrunnen), o portão de Elisabeth para o jardim (Stückgarten), o portão do palácio e a entrada para jardim. Por volta de 1800 foi usado pelo administrador para secar roupa. Posteriormente foi usado para apascentar bois, sendo ali mantidas galinhas e gansos.

#### Portão principal
A aproximação ao pátio é feita através duma ponte de pedra sobre um fosso parcialmente preenchido. O portão principal foi construído no ano de 1528. a casa de vigia original foi destruída durante a Guerra dos Nove Anos e substituída, em 1718, por um arcado portão arcado. O portão situado à esquerda da entrada principal foi fechado por meio duma ponte levadiça.

#### Placa memorial a Goethe

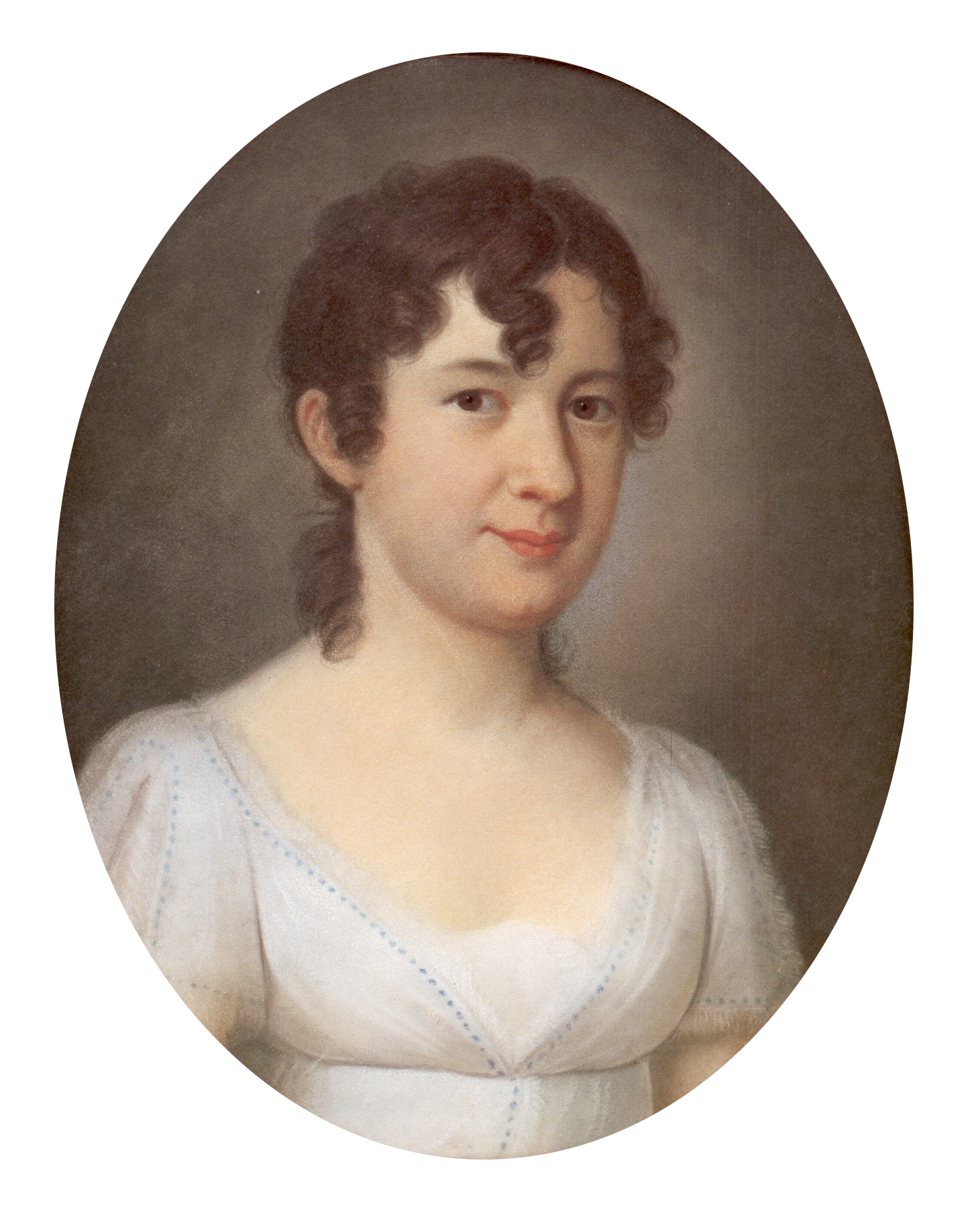
Marianne von Willemer

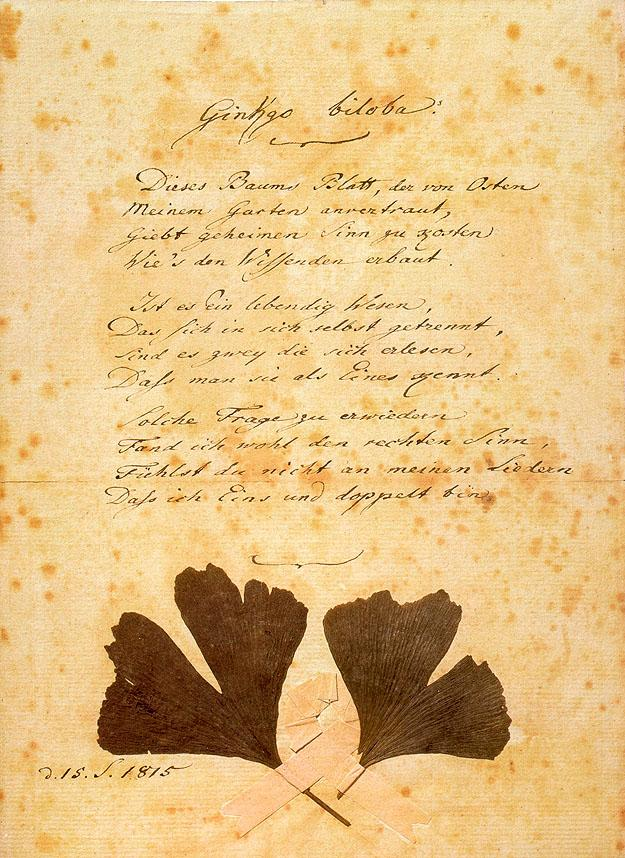
Manuscrito original do poema a Goethe

Em 1961 foi erguida uma placa de pedra, numa parede arruinada do aviário, para substituir uma outra mais antiga. A inscrição reproduz versos escritos por Marianne von Willemer lembrando o seu último encontro com Johann Wolfgang von Goethe. Dos nove estrofes, escritas no dia 28 de agosto de 1824, por ocasião do 75º aniversário de Goethe, encontram-se transcritas três no castelo:
No terraço um alto arco abobadado
foi em tempos o seu ir e vir
o código puxado a partir da amada mão
Eu não a encontrei, ela já não pode ser vista
…
Este poema escrito por Marianne von Willemer
em memória do ser ultimo encontro com
Goethe no Outono do ano de 1815
Imediatamente em frente da placa memorial a Goethe ergue-se a árvore de Ginkgo, da qual Goethe deu uma folha a Marianne von Willemer como símbolo de amizade. O poema foi publicado mais tarde como "Suleika" na obra West-östlicher Diwan.
Foi transmitido que Goethe simpatizava com as folhas de Ginkgo e com a sua forma de pregueada. Numa das folhas enviou uma expressão de afecto por Marianne von Willemer, a terceira esposa dum seu amigo de Frankfurt, o banqueiro  Johann Jakob von Willemer, mais jovem que ele mais de vinte anos. O coleccionador de arte e escritor Sulpiz Boisserée, simpatizante de Goethe, menciona na entrada dum diário a génese do poema "Gin(k)go biloba":
„Heitrer Abend. G. teve de Wilemer uma folha de Ginkho (sic) biloba como símbolo de amizade da cidade. Não se sabe se com duas ou uma prega. Era este o conteúdo dos versos."
O texto do poema começa da seguinte forma:
Ginkgo Biloba
Esta folha duma árvore do Oriente,
Foi dada ao meu jardim.
Revela um certo segredo,
O qual me dá prazer e intriga as pessoas.
…
A carta contendo este poema, com o qual Goethe incluiu duas folhas de Ginkgo, pode ser visto no Museu Goethe, em Düsseldorf. O Ginkgo, plantado em 1795, ao qual Goethe conduziu Marianne von Willemer, em Setembro de 1815, já não se encontra de pé. Desde 1928, a árvore de Ginkgo existente no jardim do castelo foi rotulada como sendo "a mesma árvore que inspirou Goethe a criar o seu belo poema". A árvore ainda existia, provavelmente, em 1936.

#### Sala de arreios
A antiga sala de arreios, originalmente uma casa de carruagens, foi na realidade começada como uma fortificação. Depois da Guerra dos Trinta Anos foi usada como estábulos, assim como armazém de ferramentas, garagem e casa de carruagens. No século XVIII, a abóbada colapsou, sendo reedificada entre 1977 e 1979. Atualmente serve como cafetaria para os visitantes.

#### Poço do Príncipe

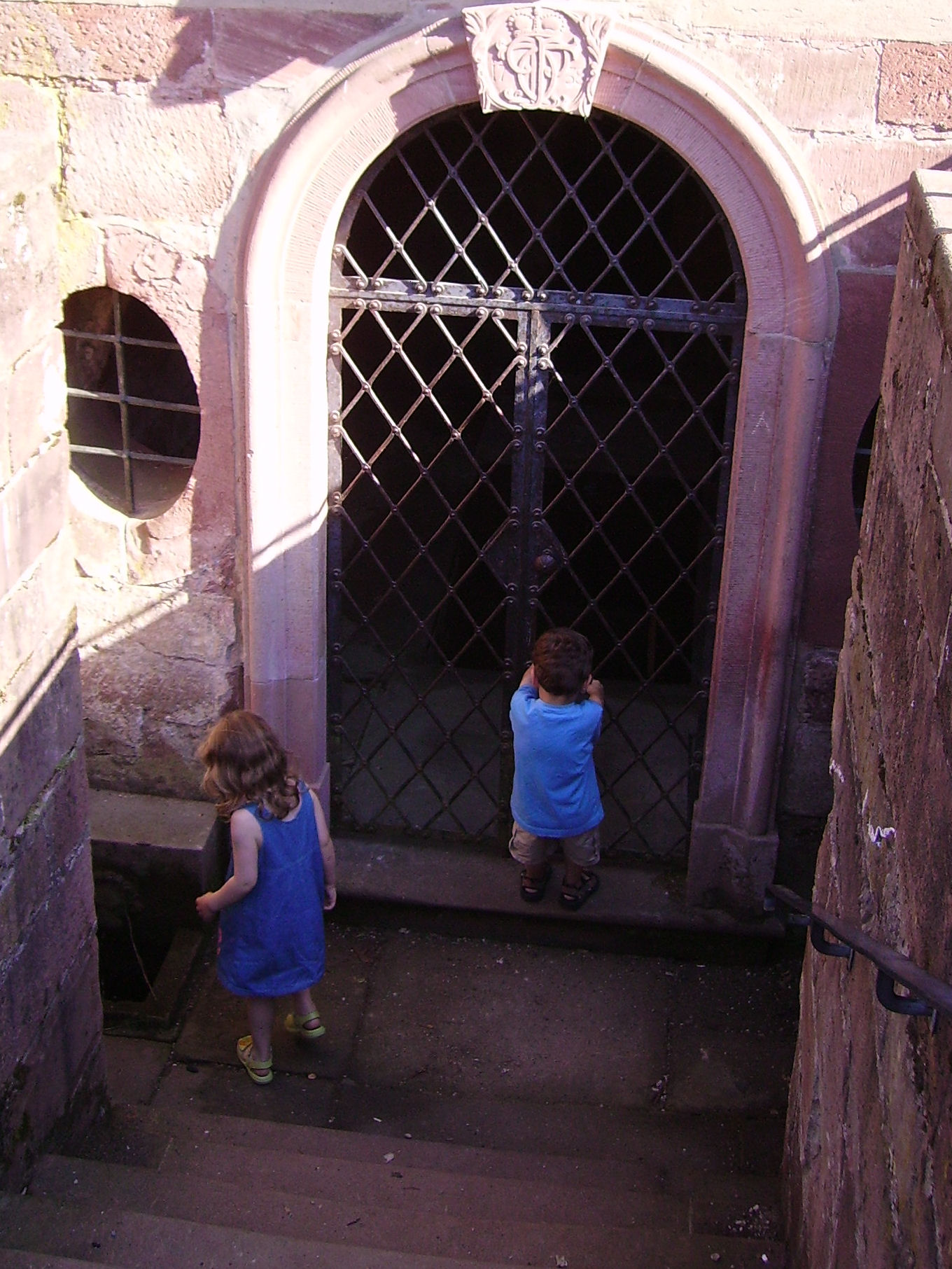
Escadas de acesso ao poço do príncipe

O Poço Alto do Príncipe foi desenhado e construído durante o reinado do Príncipe Carlos III Filipe. Sobre o portão de acesso ao poço encontra-se o seu monograma com a data de 1738 cinzelada na pedra. No lado esquerdo da escada de acesso encontra-se a seguinte inscição:
[DlreCtione] ALeXanDro Blblena CVra et opera HenrICl Neeb Fons hIC PrInCIpaLIs reparat(Vs) PVrIor sCatVrlt
(Tradução: Esta obra foi empreendida sob a supervisão de Alessandro Galli da Bibiena e Heinrich Neeb.)
A inscrição é um cronograma para a data de 1741. Através desta fonte e do Poço Baixo do Príncipe foram supridas, até ao século XIX, as necessidades de água na residência do príncipe em Mannheim.
Em 1798, Johann Andreas von Traitteur recordou este transporte de água:
Devido à falta duma boa e saudável fonte de água, sempre que a corte estava em Mannheim, a água necessária era trazida diariamente da montanha. Era bem conhecido que na garagem estava guardado o vagão especial de água, que era levado para Heidelberg diariamente e que trazia água do Poço do Príncipe situado no topo do castelo.Original {{{{{língua}}}}}: Hans Weckesser: "Geliebter Wasserturm"— Hans Weckesser: „Geliebter Wasserturm."
A qualidade da água em Mannheim era tão má, que as famílias da classe alta da corte financiavam este transporte de água de Heidelberg para Mannheim. Na residência do príncipe, existiu, até 1777, um cargo na corte intitulado de "Heidelberger Wasserfüller" ("Enchedor de Água de Heidelberg").

### Altan
Nome: Altan é uma palavra alemã que deriva do italiano altana, que por sua vez deriva do latim altus (alto), sendo atribuida a terraços ou belvederes.

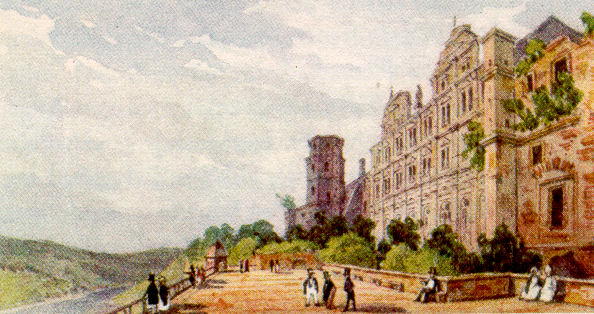
O Altan, com o Friedrichsbau e a Glockenturm, em 1820, por Louis Hoffmeister

O Altan (atual terraço do visitante), a chamada "Varanda dos Príncipes ("Balkon der Fürsten"), oferece boas vistas sobre o vale do Neckar, a cidade de Heidelberg e as proximidades do Heiligenberg (Monte Santo) com o Philosophenweg (Estrada dos Filósofos). A porta situada à direita, na extremidade ocidental do Altan, conduz ao espaço do grande barril. O Altan é um amplo espaço, separado mais de oito metros do Friedrichsbau,  que conduz à cidade através da Burgweg (Estrada do Castelo). Nos cantos exteriores do Altan ressaltam dois mirantes abertos, que se associam à ostensiva fachada do Friedrichsbau e ao amplo terraço.
Com a instalação da fachada do Altan, mantém-se a tradição dos edifícios periféricos encerrados numa muralha exterior.
Na parede de apoio do terraço, o Eleitor Frederico II deixou uma inscrição com o seu nome, ao qual acrescentou o seu lema favorito em latim:
"Pfalzgraf Friderich /Churfürst bawet mich / 1552/ D(e) C(oelo) V(ictoria)" - (zu dt. etwa: Der Himmel gibt den Sieg)"
A estrutura sob a varanda servia para o armazenamento de armas, munições, mantimentos e abrigo para os soldados. Abaixo do terraço, no Altangarten (Jardim do Altan), encontra-se a antiga "Großen Batterie" (Grande Bateria). Esta é um forte canhão de bronze designado pelo nome francês de "Le Coco" (que significa "o frango"). Esta arma foi fundida em 1794, o terceiro ano da República Francesa, na cidade de Douai. "Le Coco" pode ter sido capturado durante a vitória sobre um contingente de tropas francês, em Handschuhsheim, e levado para o castelo como um troféu.
O Salto do Cavaleiro

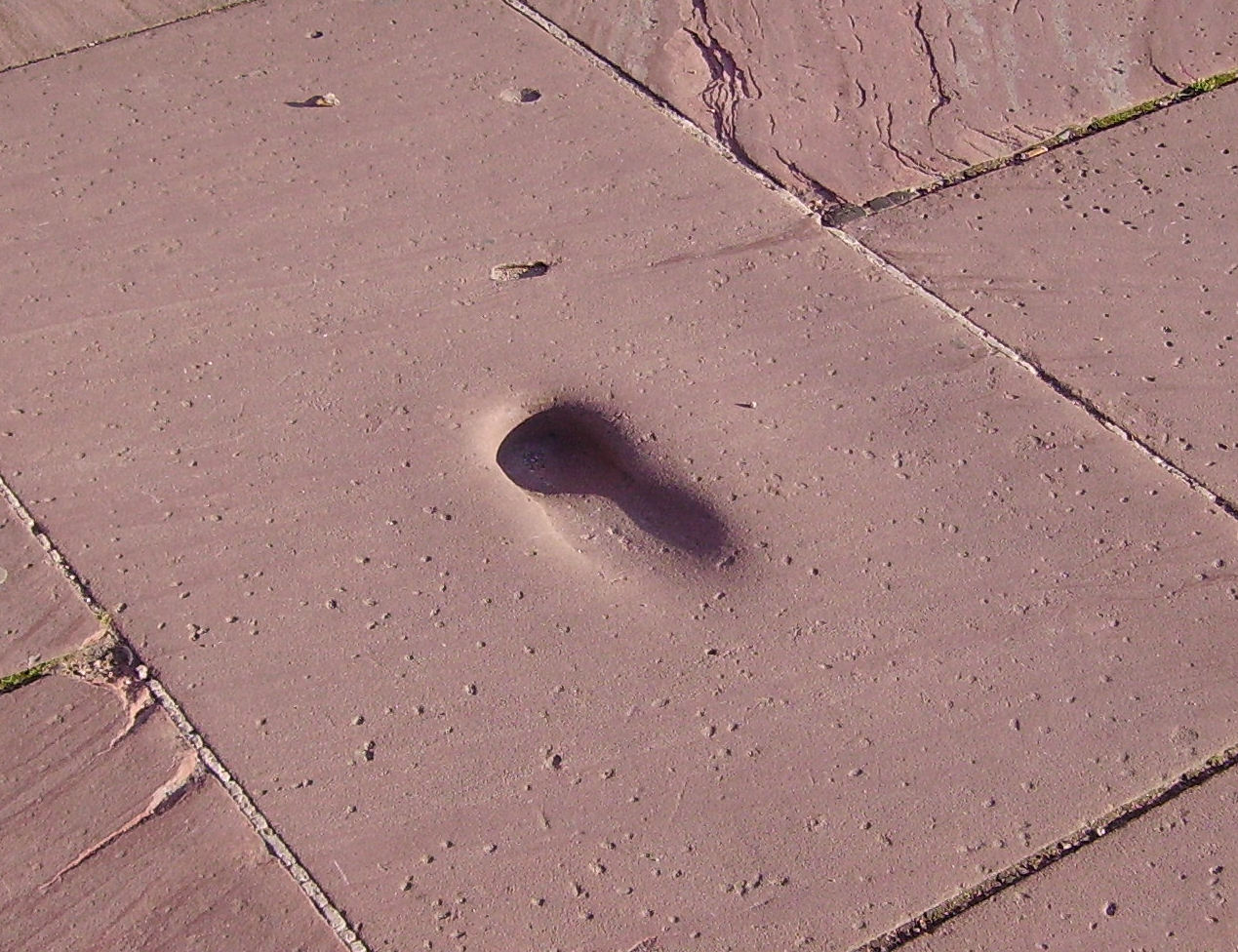
Der Rittersprung (O Salto do Cavaleiro).

Wilhelm Sigmund conta a seguinte história no seu livro "Alt Heidelberg" (Antiga Heidelberg):

Certa vz, durante a realização dum banquete ou outro evento, irrompeu subitamente um incêndio nos espaços superiores do castelo, sendo todas as damas e cavalheiros postos rapidamente em segurança, com exceção dum cavaleiro. Este não estava familiarizado com os compartimentos, escadas e corredores e encontrou todas as saídas bloqueadas pelo fogo. As chamas encontraram facilmente alimento nas cortinas e noutros materiais inflamáveis. Encontrando-se cercado, gritou por ajuda. No entanto, ninguém o ouviu, o que talvez o tenha levado a pensar que não restava ninguém para salvá-lo.

Portanto, não lhe restava outra alternativa senão saltar temerosamente pela janela. E o céu recompensou o audacioso ato. Finalmente, chegou íntegro ao fundo. Mas o chão foi perfurado pelas fortes botas, deixando lá pegadas que ainda hoje podem ser vistas. As pessoas registaram estas estranhas marcas no Altan do castelo com o nome de "Salto do Cavaleiro" (Rittersprung).— Wilhelm Sigmund: „Alt Heidelberg"
Atualmente, os visitantes do castelo tentam que os seus calçados se encaixem nas pegadas do cavaleiro. Outra lenda associa a pegada com o Eleitor Frederico IV, afirmando que este saltou, completamente alcoolizado, da janela do seu palácio para o terraço do castelo.

### Fossos (Hirschgraben/Halsgraben)

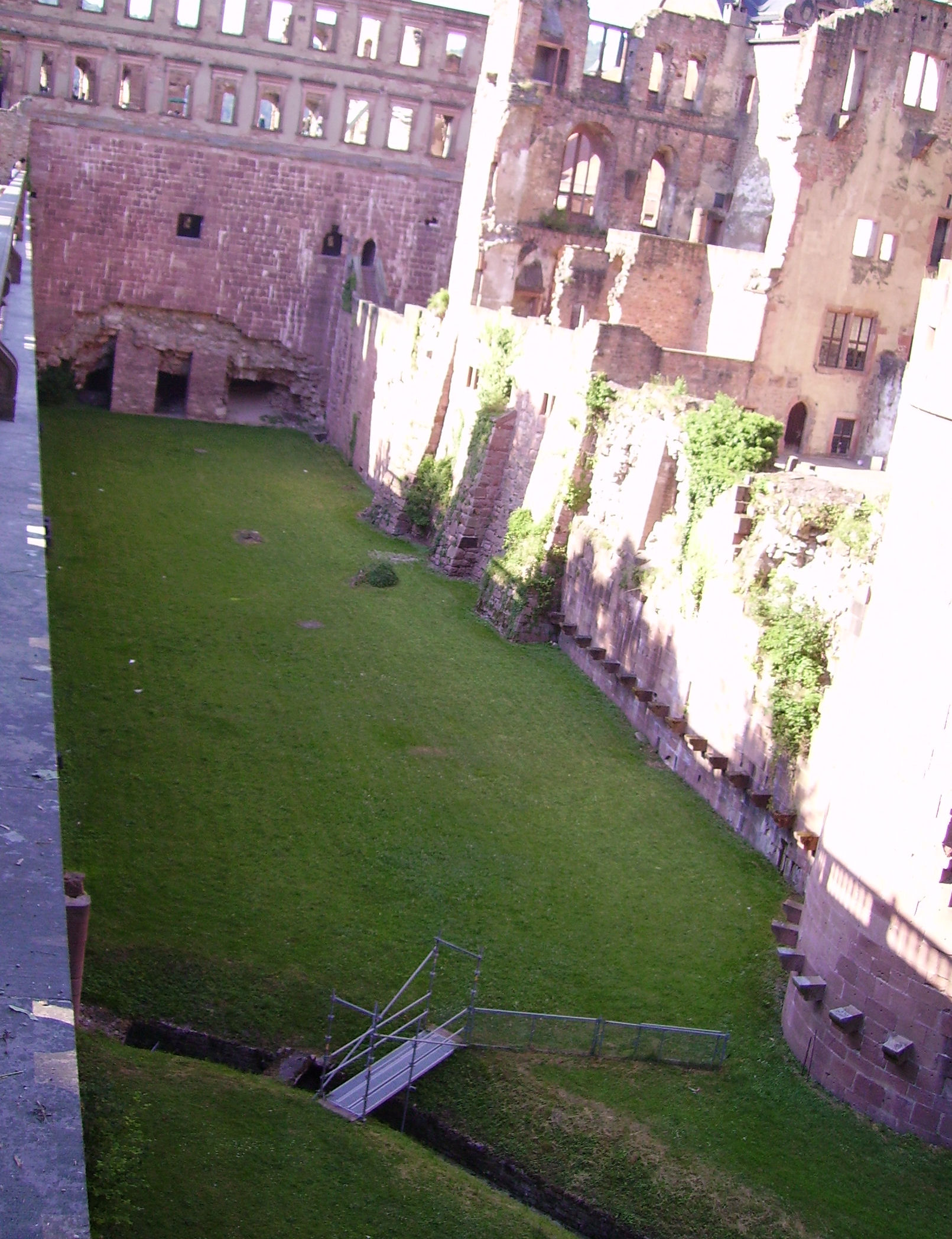
Vista parcial do Hirschgraben

Nome: Nos fossos também eram mantidos veados, de onde resulta o nome de Hirschgraben (Fosso dos Veados).
Os fossos faziam parte do sistema de defesa do castelo. Em 1962, pensou-se em repovoá-los com veados, mas esta ideia não se concretizou porque o terreno pisado oferecia uma visão desagradável. É difícil imaginar que no Hirschgraben (Fosso dos Veados) tiveram lugar demonstrações de caça.

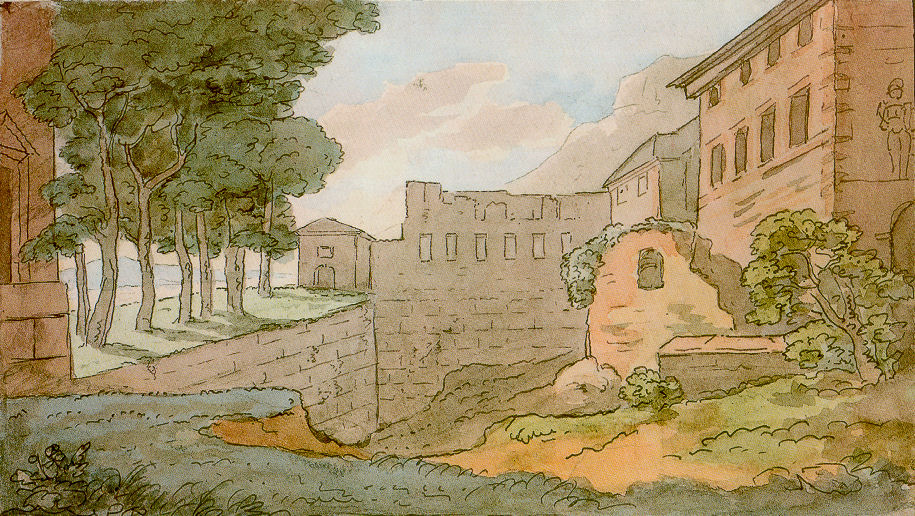
Os fossos do castelo num desenho de Goethe

Na base do muro oeste encontram-se nove buracos, resultantes das tentativas francesas de colocar minas, em 1693, por baixo do dito muro, as chamadas "cadeias de explosão" (Kettensprengungen). No entanto, a utilidade da pólvora foi limitada pela humidade e, por outro lado, também foi determinada pela presença das tropas imperiais, pelo que não houve tempo para que os comandos de explosão fossem dados.
Um obstáculo adicional a um possível invasor poderia ter sido uma inundação. O fluxo de água podia ser desviado para o fundo do Hirschgraben, inundando-o.
O Eleitor João Guilherme, residente em Düsseldorf, não estava satisfeito com a sua Residência em Heidelberg, tendo planeado reabastecer o fosso oeste através do desenvolvimento de novos edifícios.

### Poço baixo do Príncipe
Nome: Nascente de água que abastecia a corte eleitoral no Schloss Mannheim.
O Poço baixo do Príncipe (Untere Fürstenbrunnen) é um chafariz, construído a mando do Eleitor Carlos Teodoro como complemento do Poço Alto do Príncipe, destinado a abastecer o Schloss Manneim, a nova residência dos eleitores, com água potável. O transporte da água até Mannheim, a vinte quilómetros de distância, era feita durante a noite com o recurso a mulas.
Também aqui está uma inscrição, em latim, dedicada ao Eleitor Carlos Teodoro. Nesta inscrição, o eleitor e a sua esposa, Isabel Augusta de Sulzbach, são chamados de pai e mãe da pátria e associados ao "novo e muito saudável poço":
NOVA ET SANISSIMA CAROLI / THEODORI PATRIS PATRIAE / SCAT VRIG0 / A MATRE PATRIAE ELISABETHA / AVGVSTA IN NECTAR RECENS / SANITATIS PARITER. DESIGNATA
Acede-se ao poço de granito através duma porta de ferro, sobre a qual se pode ler a seguinte inscrição em latim:
NATVRA SANVS. DIRECTIONE THOMAE BREYER CLARVS
(tradução: "Natureza saudável. Direção do famoso Thomas Breyer")
Esta inscrição representa um cronograma, do qual resulta o ano de 1767.

### Casamata

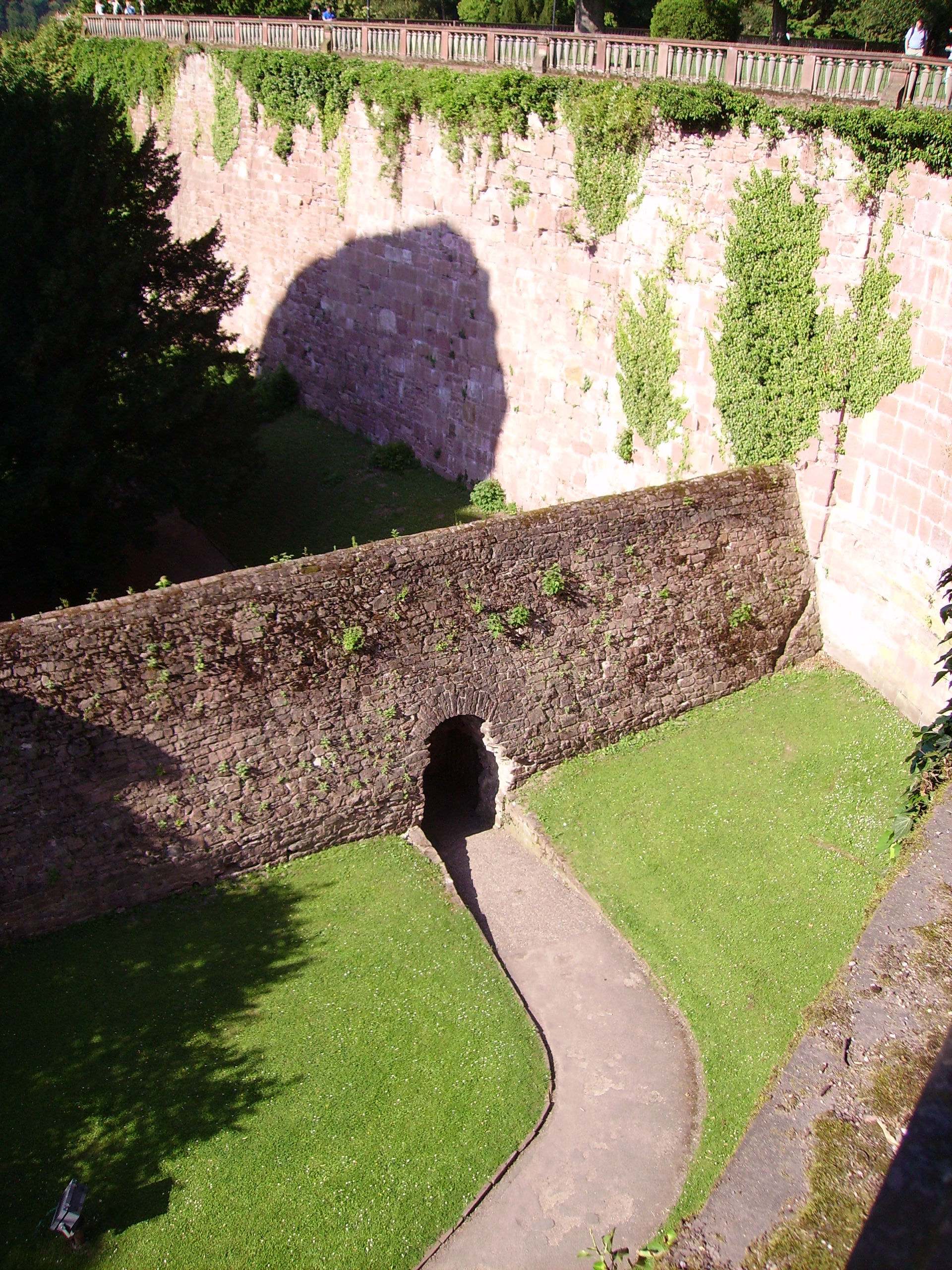
Casamata da água no Halsgraben

Nome: a palavra deriva do italiano casamatta, que significa "casa armada", com origem nas palavras casa (casa) e matta (escura).
A casamata, protegidas por abóbadas duma fortaleza antes do bombardeamento pela artilharia, constitui, depois da Guerra dos Trinta Anos, o que resta dacitada fortaleza. Em visitas guiadas, pode verificar-se se é verdade a existência duma saída de emergência para a cerca.
O muro, situado muito abaixo das torres e edifícios, tinha, ao mesmo tempo, a função de apoiar a parte oriental do castelo em oposição ao Friesental (Vale Fresco) e fins militares. Uma parte desta casamata foi enterrada, mas está novamente a descoberto. Ainda se mantém intacta entre a Apothekerturm e a Krautturm. Na parte exterior podem detectar-se lacunas. A casamata foi consideravelmente enfraquecida através das remodelações e reconversões feitas pelos vários eleitores.
Em 1998, por razões de segurança, uma parte dos caminhos do Friesenberg (Monte Fresco) foram encerrados junto à casamata.
A casamata da água, um muro que conduz à Krautturm, é uma galeria de abóbada dupla, datada do século XVI, de cuja base sai o acesso ao Friesental a partir do fosso do castelo. A parte de cima serviu de passagem da água vinda do Königstuhl para o castelo.

### Zeughaus e Karlschanze

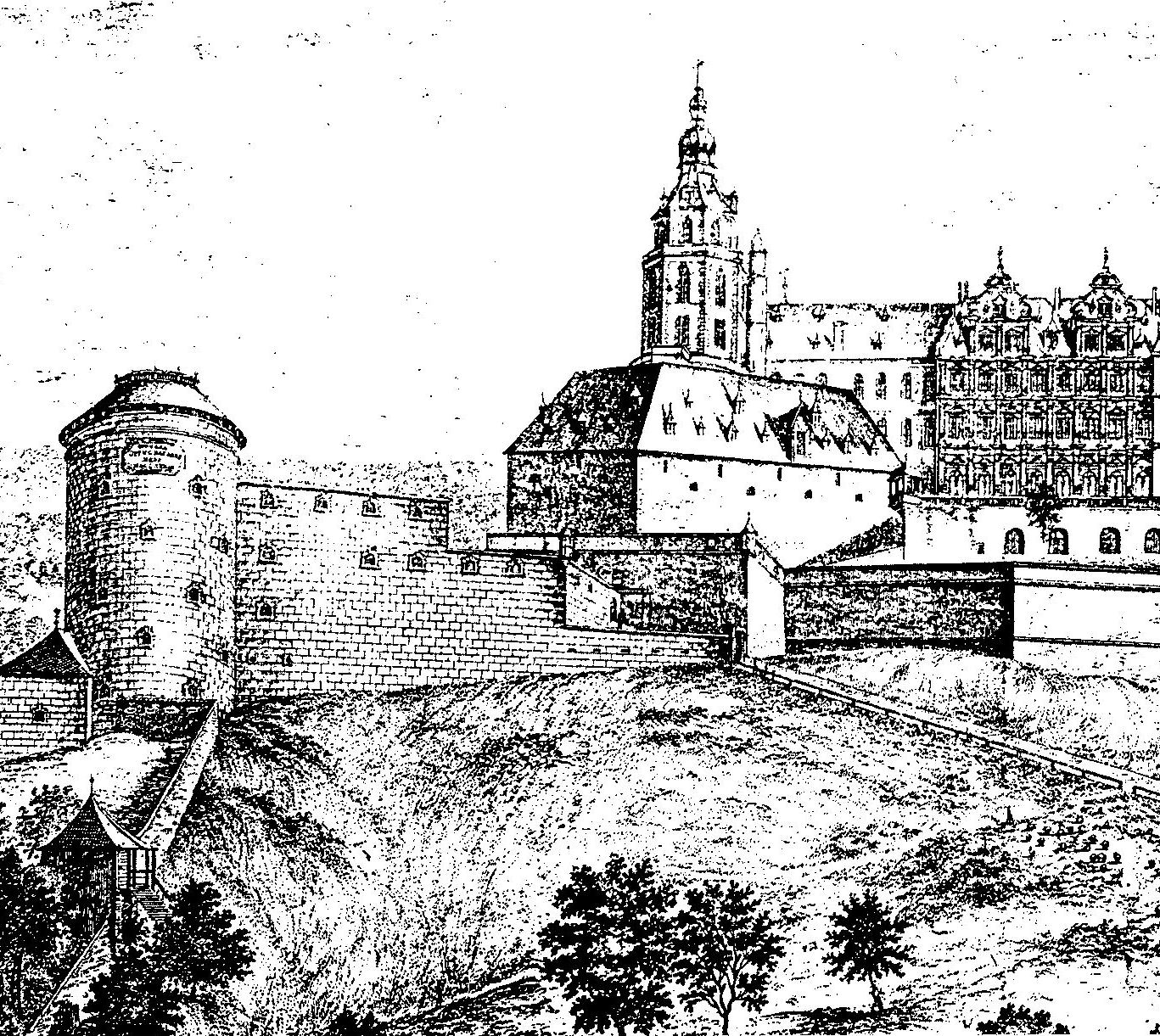
A Karlsturm e a Zeughaus (à esquerda), em 1684, por Johann Ulrich Kraus

Nome: Zeug é uma expressão medieval alemã para armadura, incluindo, mais tarde, os respectivos acessórios quando a artilharia formou uma guilda.
A antiga Zeughaus (Casa das Armaduras) fazia parte da arquitectura militar e corresponde à última fase de expansão das fortificações do castelo. Encontra-se no ponto mais setentrional da planta do castelo e projecta-se como um bastião para o vale do Neckar. Em frente à Zeughaus ficava o arsenal dos canhões, com um espaço acima destinado a armas de pequeno calibre.
Na Zeughaus foram mantidas armas, munições e armaduras. Durante a Guerra dos Trinta Anos, a Zeughaus sofreu danos pesados, devido a bombardeamentos lançados a partir do Heiligenberg, na margem oposta do Neckar. Estas marcas ainda são visiíveis na alvenaria. Em 1693, a Zeughaus foi dinamitada pelos franceses durante a Guerra de Sucessão do Palatinado, sendo restaurada mais uma vez. Em 1764, a estrutura sofreu um incêndio, não sendo restaurada depois disso.
Antes da Zeughaus fica o Karlsschanze (Reduto de Carlos) com a Karlsturm (Torre de Carlos), uma construção meramente militar destinada a garantir a segurança do portão norte. Foi construida depois da Guerra dos Trinta Anos no local duma casa destinada a jogos (Ballspielhause). Atualmente, o acesso ao castelo é feito exclusivamente pelo portão sul. A Karlsturm foi construida em 1683 e logo destruída, em 1689, pelas tropas francesas. Atualmente, a antiga torre está quase completamente desaparecida.

## Jardins

### Stückgarten (Jardim das Peças)

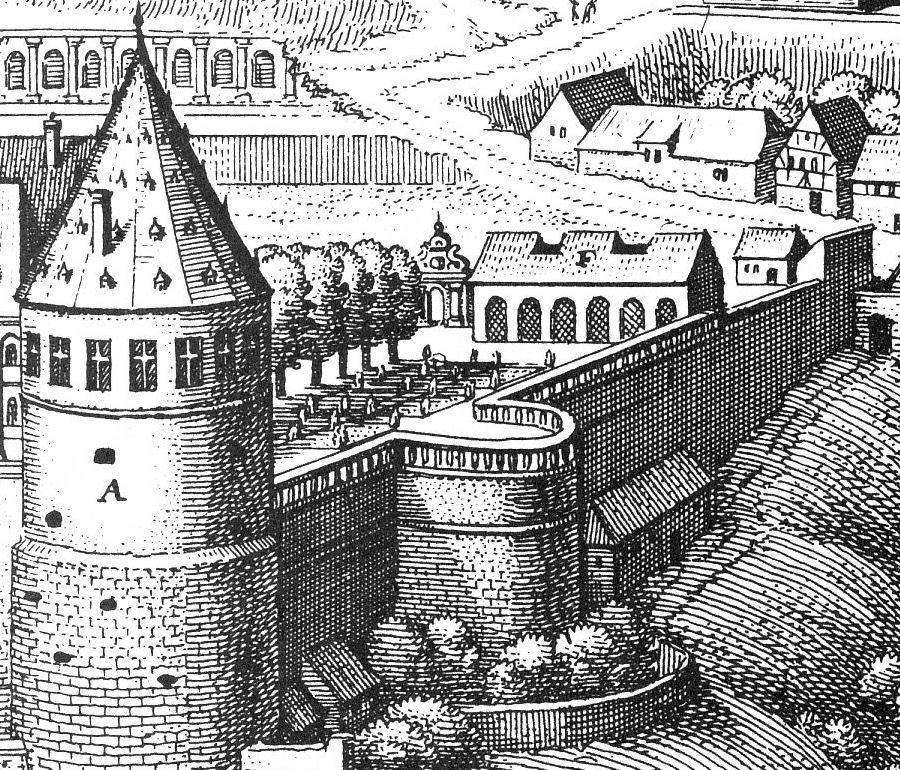
Vista do Stückgarten para lá da muralha, por Matthäus Merian, 1645

Nome: O nome Stück (Peça) refere-se aos canhões que aqui foram instalados. Stück é um termo desactualizado para um tipo de canhão.
O Stückgarten (Jardim das Peças) corresponde ao terraço ocidental do castelo. Originalmente, este espaço foi criado pelo Eleitor Luís V para a instalação duma linha de canhões. Frederico V, ao estabelecer aqui um jardim de recreio (Lustgarten), enfraqueceu a capacidade de defesa do castelo.
O passeio de recreio em que foi convertido o Stückgarten, ao qual foi dado acesso pelo Elisabethentor (Portão de Isabel), tornou-se num prazer para os elegantes da corte. No século XIX, o Stückgarten, que não fazia parte do Hortus Palatinus, foi envolvido no investimento total. Para dentro da Elisabethentor, existia uma Casa de Pássaros (Vogelhaus) no acesso ao palácio. Uma alameda conduzia ao Englischen Bau, enquanto a superfície do jardim era coberta por canteiros ornamentais.
Quando a Guerra dos Trinta Anos invadiu Heidelberg, os terraços traçados em volta do palácio revelaram-se um empecilho para a defesa. Uma vez que estes terraços do castelo estavam convertidos em espaços de recreio, foram construídos muralhas às pressas.
Do Stückgarten consegue ter-se uma clara visão da Floresta do Palatinado (Pfälzerwald) e da Fossa Renana (Rheinebene). Olhando imediatamente para baixo, veem-se os telhados da cidade de Heidelberg ou os fossos do castelo.

#### Elisabethentor (Porta de Isabel)

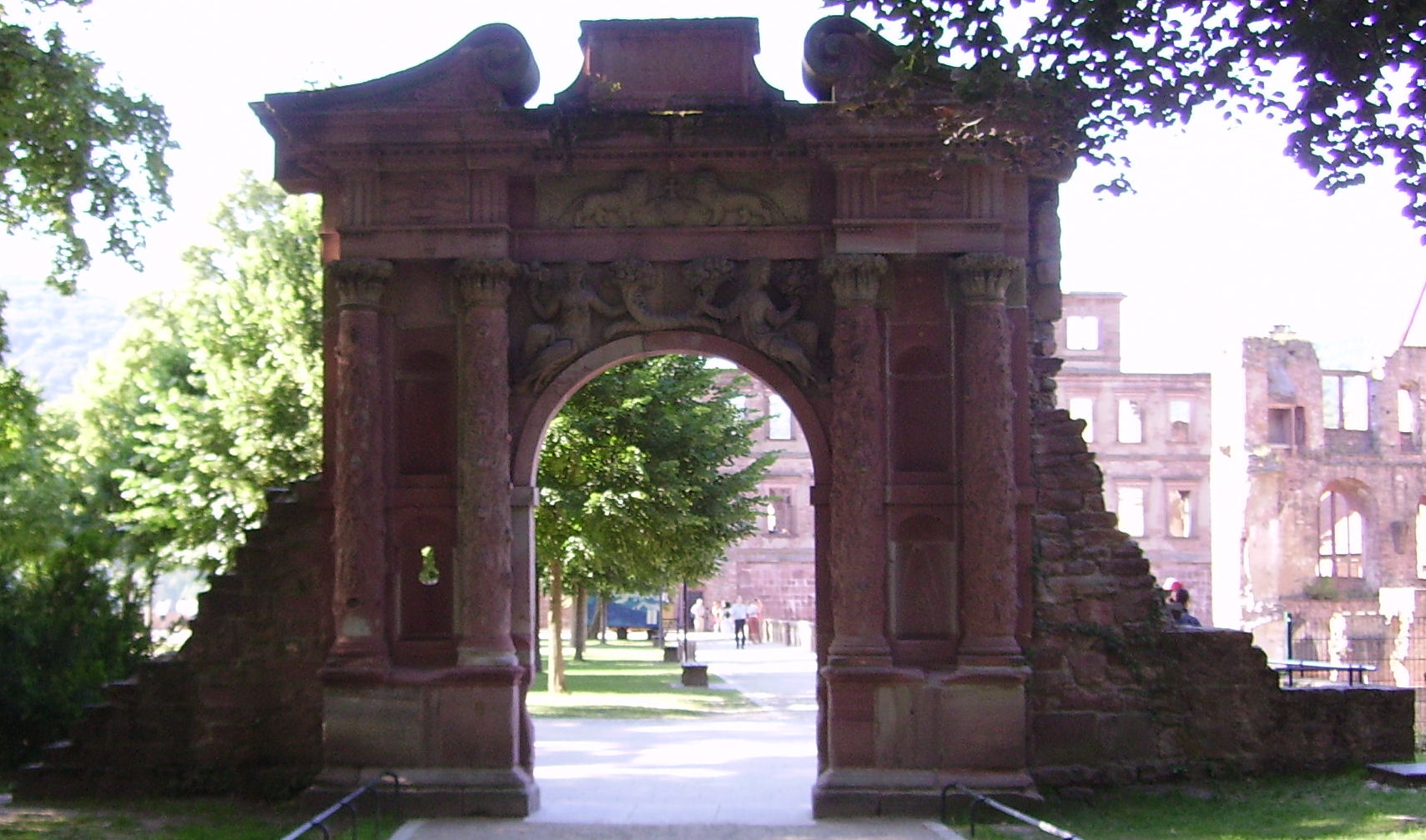
A Elisabethentor vista das ruínas do Englischen Bau.

Nome: baptizada em homenagem à princesa inglesa Isabel Stuart, fica situada à entrada do Stückgarten. Constitui, junatmente com o Englischen Bau e o teatro da Dicken Turm, uma alteração empreendida por Frederico V para homenagear a sua esposa inglesa.
Este portão foi uma surpresa de Frederico V para a sua jovem esposa, tendo sido erguido numa única noite, em 1615, como um presente para o seu 19º aniversário. No entanto, não existe nenhuma prova documental, além da dedicatória em latim gravada na pedra:
FRIDERICVS V ELISABETAE CONIVGI. CARISS (IMAE) A(NN0). C(HRISTI). MDCXV. F(ACIENDUM). C(URAVIT)
(tradução: :"Frederico V mandou construir (o portão) para a sua esposa Isabel no Ano do Senhor de 1615.")
A Elisabethentor foi construída ao estilo dum arco do triunfo, sendo o primeiro monumento barroco do Castelo de Heidelberg. O arquiteto do portão foi Salomon de Caus, um dos dois arquitetos que vieram para Heidelberg com Isabel. As quatro colunas são representadas como troncos de árvore pelos quais trepam heras. Na folhagem estão escondidos animais de todas as espécies, como sapos, escaravelhos, caracóis, lagartos ou esquilos.

#### Vogelhaus (Casa dos Pássaros - Orangerie)

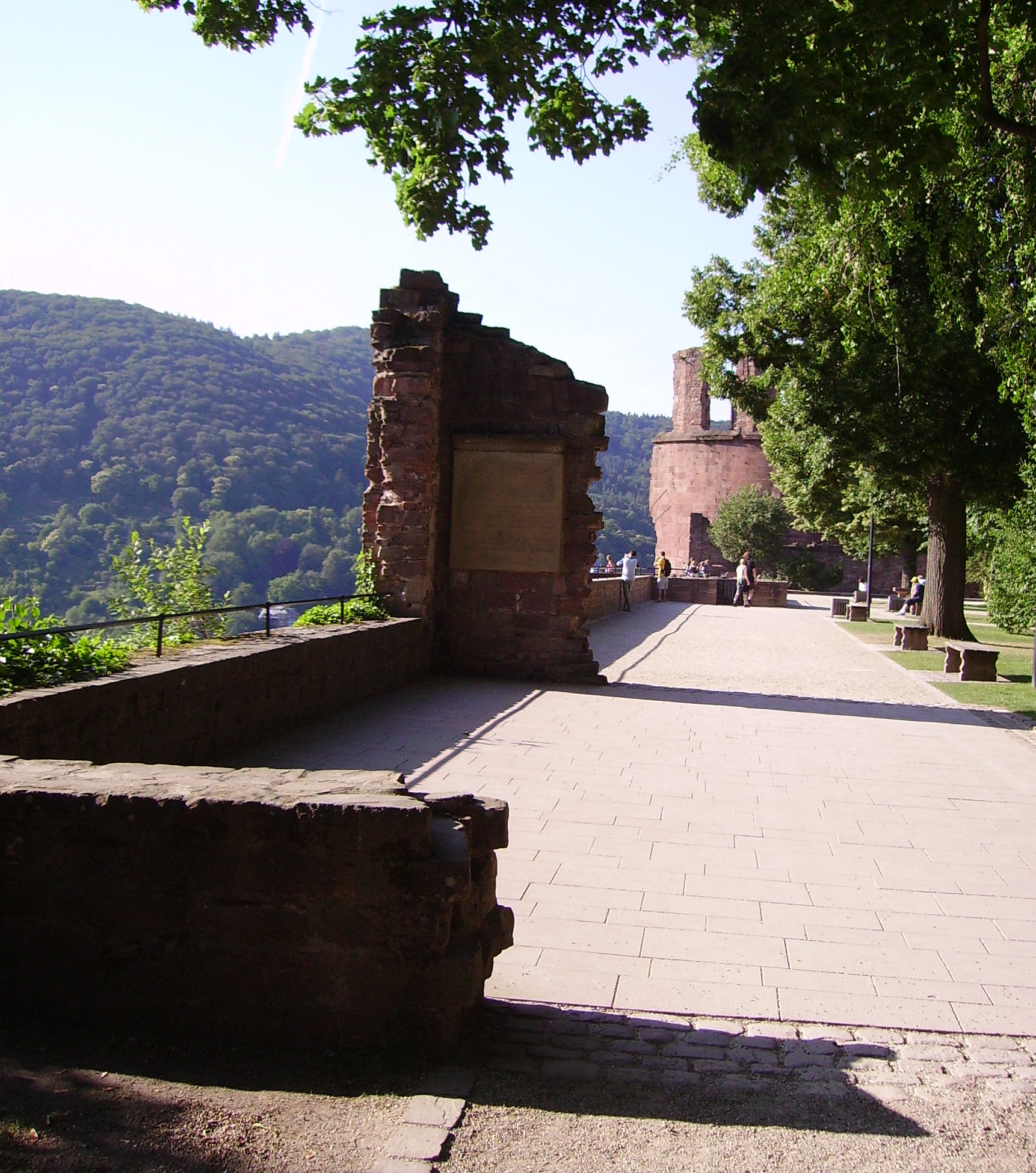
Fundações da antiga Vogelhaus

Diretamente ao lado do Elisabethentor ficava a Vogelhaus (Casa dos Pássaros), uma orangerie que formava o extremo sul do Stückgarten. No século XVIII, houve planos para que esta casa fosse alargada para o fosso e passasse a incluir o Elisabethentor. A reconstrução desta estrutura devia incluir uma casa de hóspedes de dois andares com um apartamento para o anfitrião, proposta que foi recusada pela corte eleitoral. Atualmente, apenas resta a parede ocidental e as lajes de pedra no chão. O plano da orangerie foi transferido para o Schloss Schwetzinger em 1725.
A ordem para demolir a orangerie0 foi dada durante uma visita do Eleitor, em 1805. Posteriormente, o Stückgarten, o Schlossvorhof (Pátio de Entrada) e os Terrassengarten (Terraços Ajardinados) foram reunidos num parque público de acesso livre.

### Schlossgarten (Jardim do Palácio - Hortus Palatinus)

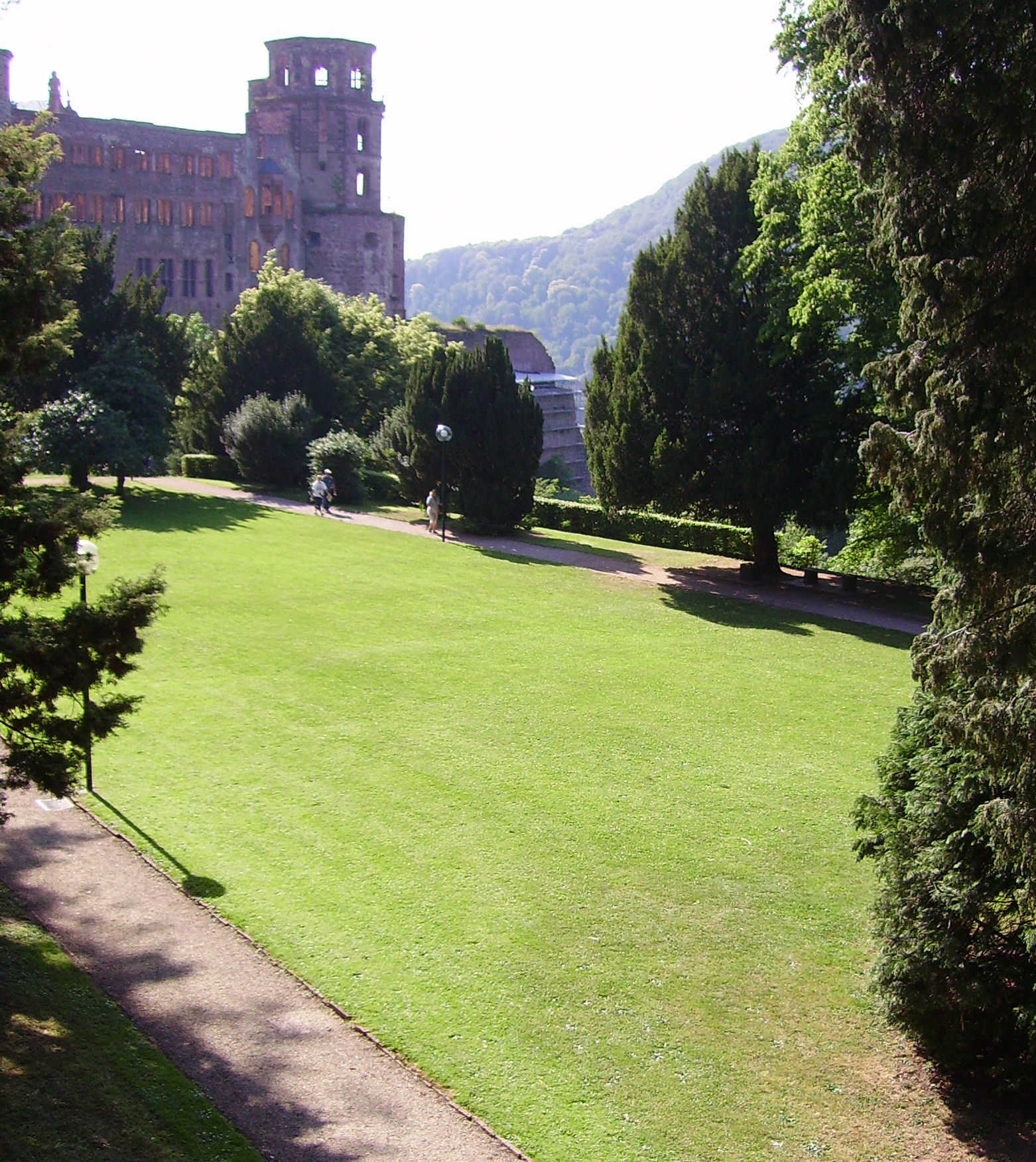
Terraço principal do antigo Hortus Palatinus.

O Schlossgarten (Jardim do Palácio) tem o nome latim de Hortus Palatinus (Jardim Palatino) e foi ecomendado pelo Eleitor Frederico V a Salomon de Caus. Isso levou à expansão do chamado Hasengärtlein, o jardim do castelo com origem na Baixa Idade Média, o que exigiu significativas movimentações de terra. As capacidades de defesa do castelo também foram fragilizadas.
Quando Frederico foi eleito Rei da Boémia e mudou a sua residência para Praga, os trabalhos no Hortus Palatinus foram suspensas. O jardim nunca viria a ser acabado. A forma e a disposição dos parterres só sobreviveu através de desenhos. O Hortus Palatinus foi, no seu tempo, um s mais famosos jardins da Europa e foi descrito pelos contemporâneos como a "oitava maravilha do mundo".
Em 1719, o Eleitor Carlos III Filipe começou a dar uma forma barroca a parte do jardim de Frederico V.
Uma vez que foi criada, em 1832, uma cadeira de Floresta Botânica (Forstbotanik) na Universidade Técnica de Karlsruhe, passou a haver um forte interesse por estas plantações.
Ao longo dos anos, a composição original com coníferas foi vulgarizada com caducifólias, pelo que a impressão geral do parque mudou consideravelmente.

#### Scheffelterrasse (Terraço de Scheffel)
Nome: este terraço recebe o nome de Scheffelterrasse devido a uma estátua de bronze do poeta Joseph Victor von Scheffel que aqui existiu entre 1891 e 1942, ano em que foi fundida.

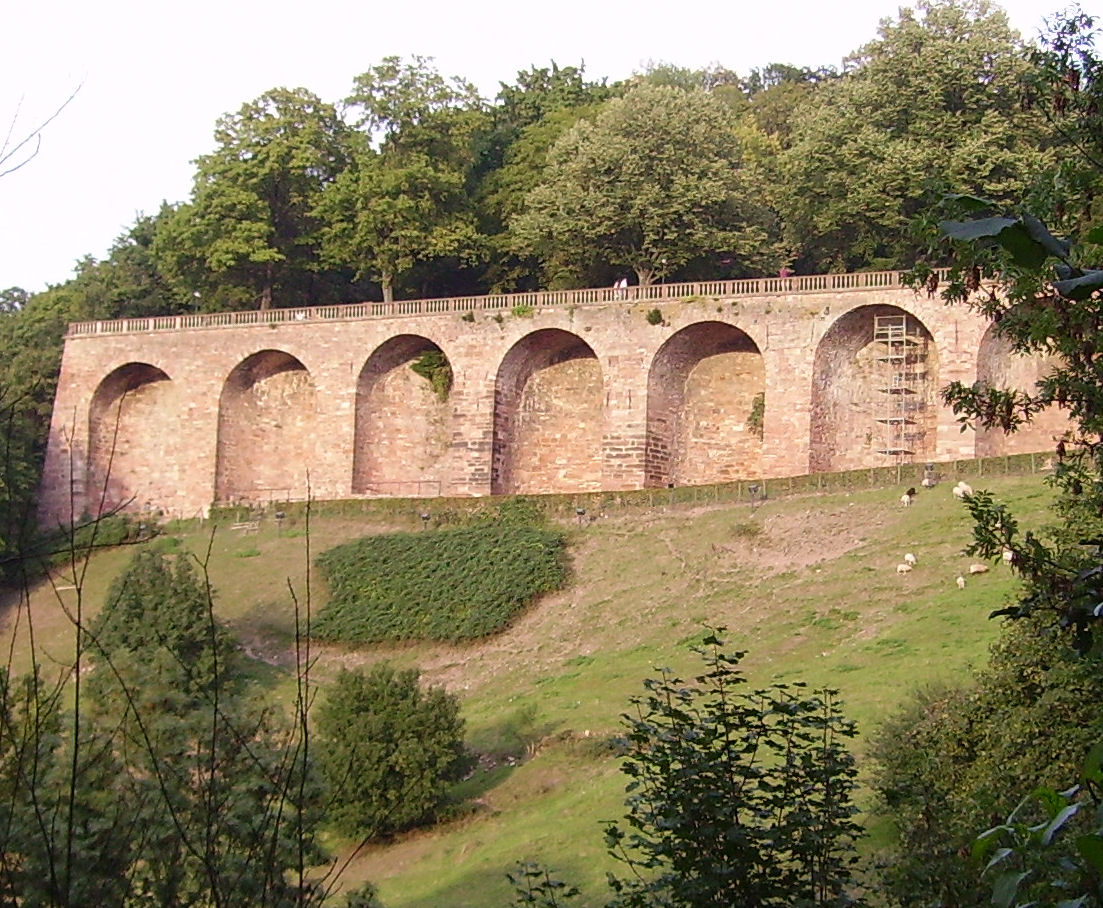
Vista geral do Scheffelterrasse

O grande Scheffelterrasse (Terraço de Scheffel) consiste num terraço consolidado através da construção duma arcada de 20 metros de altura. Através desta estrutura, o jardim foi expandido sobre a colina do Friesenberg (Monte Frísio). Para este terraço, situado frente ao complexo do palácio, foi planeada uma casa de jardim (Gartenhaus), a qual , no entanto, nunca viria a ser executada.
Depois do desaparecimento da estátua que lhe deu nome, só no dia 26 de junho de 1976 foi descerrado um memorial a Scheffel. Esta pedra é mais modesta que o monumento anterior, mostrando um medalhão com a imagem de Scheffel, moldada a partir da imagem presente no seu túmulo em Karlsruhe.
Scheffel escreveu vários poemas sobre Heidelberg. Um deles, "Alt-Heidelberg, du feine" ("Velha Heidelberg, sua delicadeza"), tornou-se popular entre os estudantes através da adaptação musical de Anton Zimmermann.
Scheffel era muito conhecido em Heidelberg e havia muitas imagens dele em vários locais. Apenas no Scheffelterrasse desapareceu, depois da Primeira Guerra Mundial, um monumento em sua homenagem, uma vez que alguns estudantes decidiram roubar um busto de Scheffel e instalá-lo no Scheffelterrasse. Na manhã seguinte, este apareceu danificado no chão. Um aproximou-se dum guarda do parque e perguntou-lhe maliciosamente:

Digamos, bom homem, que talvez se trate do famoso anão Perkeo do Castelo de Heidelberg?

Ao que o guarda respondeu irritado:

Nee, dess is er net. Awwer gsoffe hott der aach …!" (Não, não é ele. Mas também está embriagado…!) 

Na extremidade do Scheffelterrasse, onde a balaustrada curva para a direita, ergue-se o reduto. Aqui, Salomon de Caus queria construir uma delicada torre com uma galeria aberta. A partir desta ponto, ter-se-ia uma impressionante vista panorâmica do castelo, da cidade de Heidelberg e do vale do Neckar. Embora tenham sido iniciados os trabalhos nas fundações, as obras foram interrompidas em 1619.

#### Banco de Goethe e Marianne

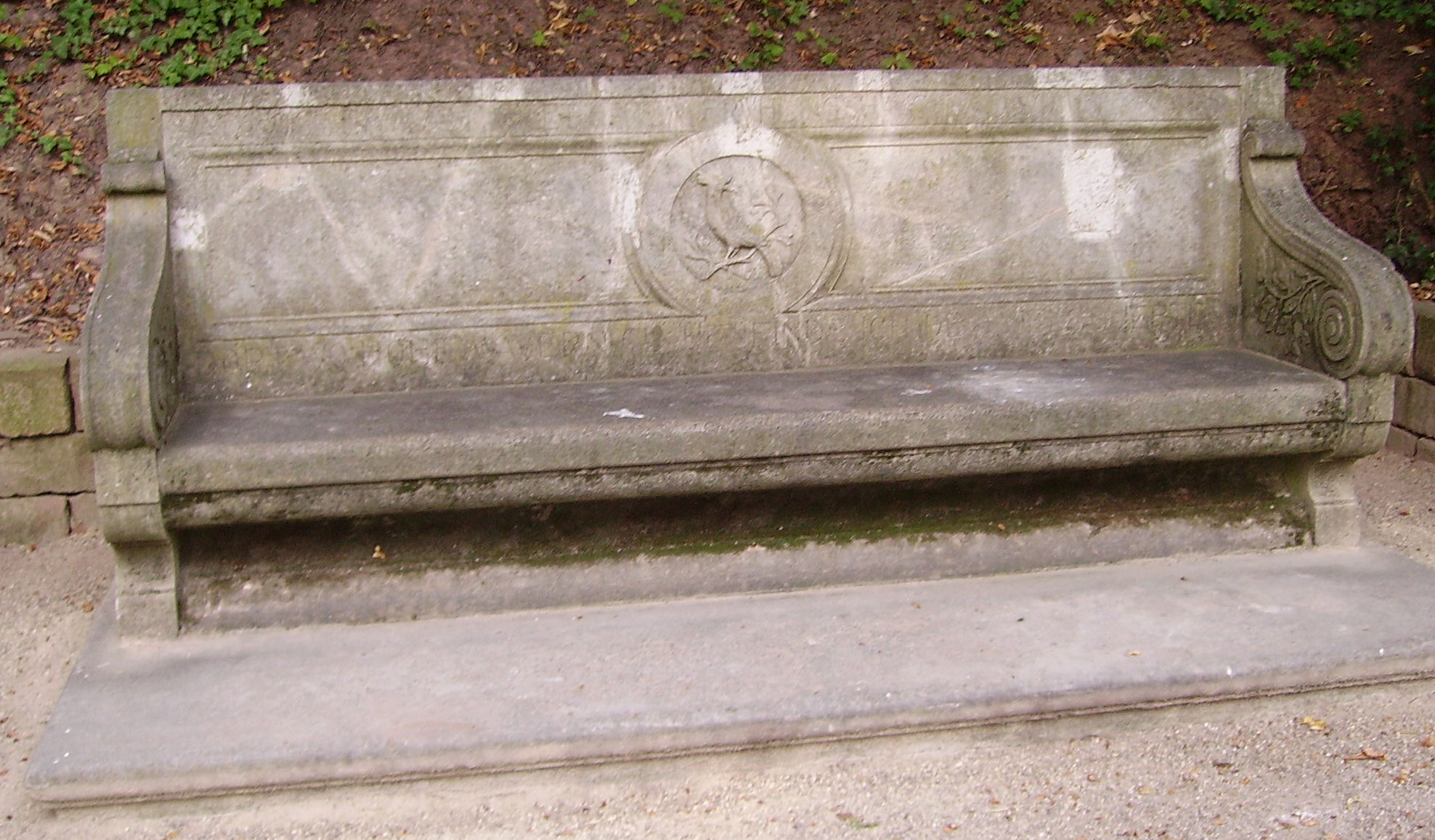
Banco de Goethe e Marianne.

No início de 1922, o Banco de Goethe e Marianne, construído num tipo de pedra calcária (Muschelkalkstein), foi colocado no bordo oriental do terraço principal. Esta ideia partiu dum requerimento feito por um professor de Heidelberg, em 1919, como comemoração do centenário do aparecimento do West-östlicher Divan (coleção de poemas de  Goethe).
Na parte de trás do banco está representada uma poupa, tida no Oriente como mensageira do amor. O texto sobre o banco diz o seguinte:
"Und noch einmal fühlet Hatem Frühlingshauch und Sommerbrand" ("e mais uma vez Hatem sente o sopro da Primavera e o fogo do Verão")
Isto remete para o encontro de Goethe com Marianne von Willemer. Goethe organizou o livro Suleika, do West-östlichen Divans, pelo discurso e contra discurso de Hatem e Suleika. Os dois nomes combinam-se com os de Goethe e Marianne von Willemer.
No texto abaixo são realçados os sentimentos de Marianne:
"Dort wo hohe Mauern glühen, finde ich den Vielgeliebten" ("Onde as altas paredes brilham, observo o bem amado")
A poucos metros do banco de pedra encontra-se um monumento a Goethe, com dois metros de altura, representando a cabeça do poeta, em bronze, inaugurado no dia 5 de maio de 1987, Dia da Europa. Na base, em arenito, encontra-se a seguinte inscrição:
"Auf der Terrasse hoch gewölbten Bogen war eine Zeit sein Kommen und sein Gehn" ("Na alta arcada do terraço teve um tempo de chegada e de partida")
Esta inscrição foi extraída dum poema de Marianne von Willemer e faz alusão à arcada de 20 metros que sustenta o Scheffelterrasse.

### Friesental (Vale Fresco)

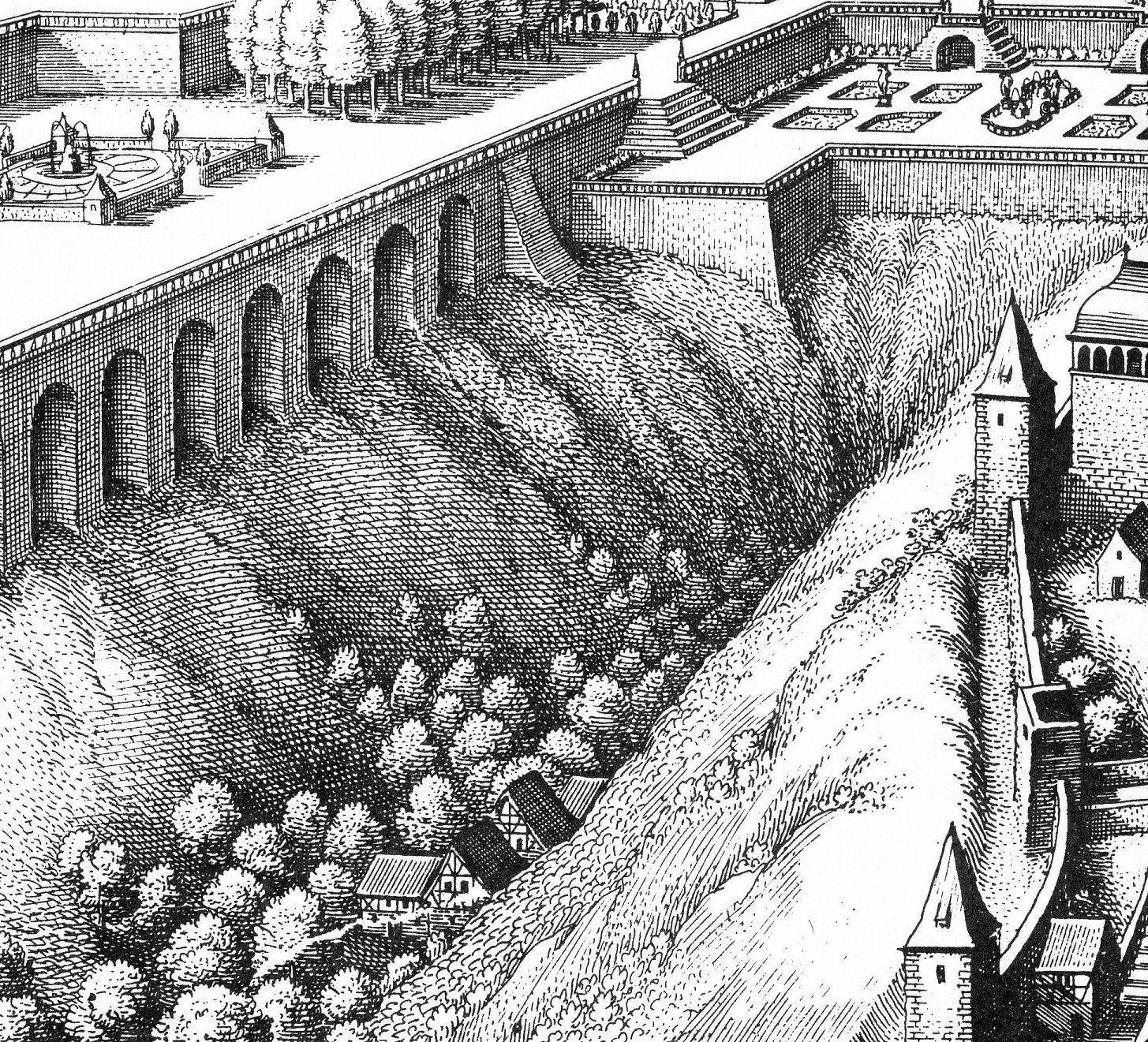
Desenho do Friesental, por Matthäus Merian, 1645

O Friesenberg (Monte Fresco) foi incluído no sistema geral. Um documento de 1750 mostra que a área do Friesental (Vale Fresco) estava ocupada por um Thier-Garthen (Jardim de Animais), no qual existiam cervos e veados. A colina do castelo era conhecida, anteriormente, por Kalte Tal (Vale Fresco), uma vez que é ligeiramente banhado pelo Sol.
No lado oriental do Friesental, oposto ao castelo, ficava uma ocupação carmelita, onde o Eleitor Ruperto I havia construido a Jakobskapelle (Capela de Jacó) e alojamentos para albergar os irmãos estudantes. Desta ocupação restam apenas alguns vestígios do antigo mosteiro. Na igreja carmelita também se encontrava uma sepultura dos Wittelsbach. Uma vez que estes são antepassados diretos dos Reis da Baviera, as tumbas foram transferidas para Munique, em 1805, onde foram depositadas na cripta da Igreja de São Miguel.

#### Pedra com inscrição frente à Dicker Turm

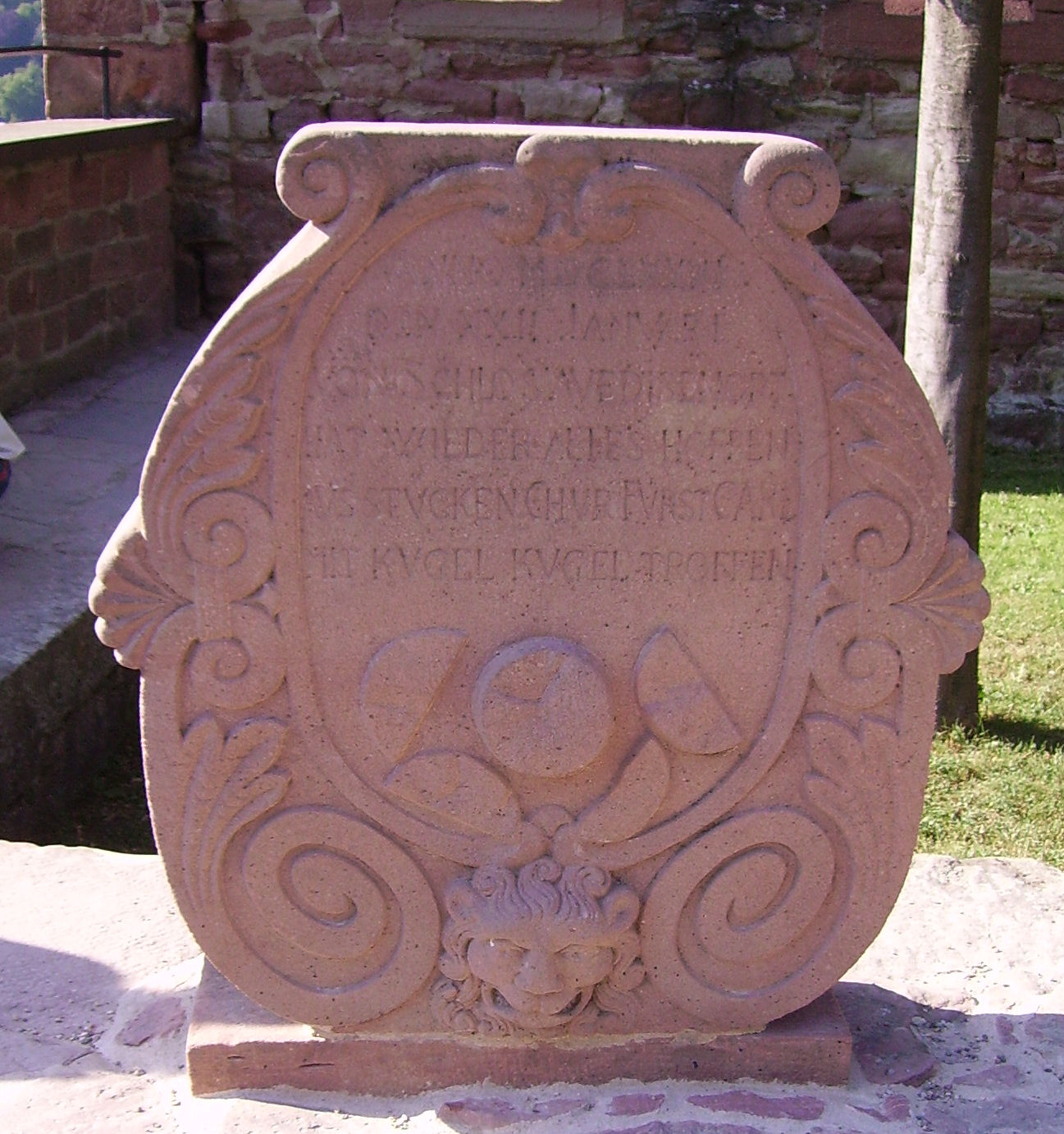
Pedra frente à Dicken Turm

No Friesenberg (Monte Fresco), na parte oriental do castelo, esteve instalado um campo de tiro da artilharia eleitoral. O Eleitor Carlos II divertiu-se aqui frequentemente a disparar tiros de pistola. A incrição numa pedra situada à esquerda da Dicken Turm, refere-se aos seus feitos pessoais, dos quais estava, obviamente, muito orgulhoso:
ANNO MDCLXXXI. DEN XXII JANUARI VON SCHLOSS AUF DISEN ORT HAT WIEDER ALLES HOFFEN AUS STÜCKEN CHURFÜRST CARL MIT KUGEL TROFFEN
(Tradução:ANNO MDCLXXXI. XXII DE JANEIRO DO CASTELO DESTA LOCALIDADE O CHURFÜRST CARLOS ESPERA DE TODOS OS CANHÕES O GOTEJAR DAS BALAS)
Esta inscrição recorda, provavelmente, o desempenho do Eleitor Carlos II no dia 22 de janeiro de 1681, quando dois canhões (ou Stück - peça), alegadamente colocados frente a frente, disparavam balas ao mesmo tempo, as quais se reuniam no ar. Esta pedra foi, mais tarde, colocada no Stückgarten para que mais pessoas a notassem.

## Residentes famosos

### Frederico V, o "Rei de Inverno"

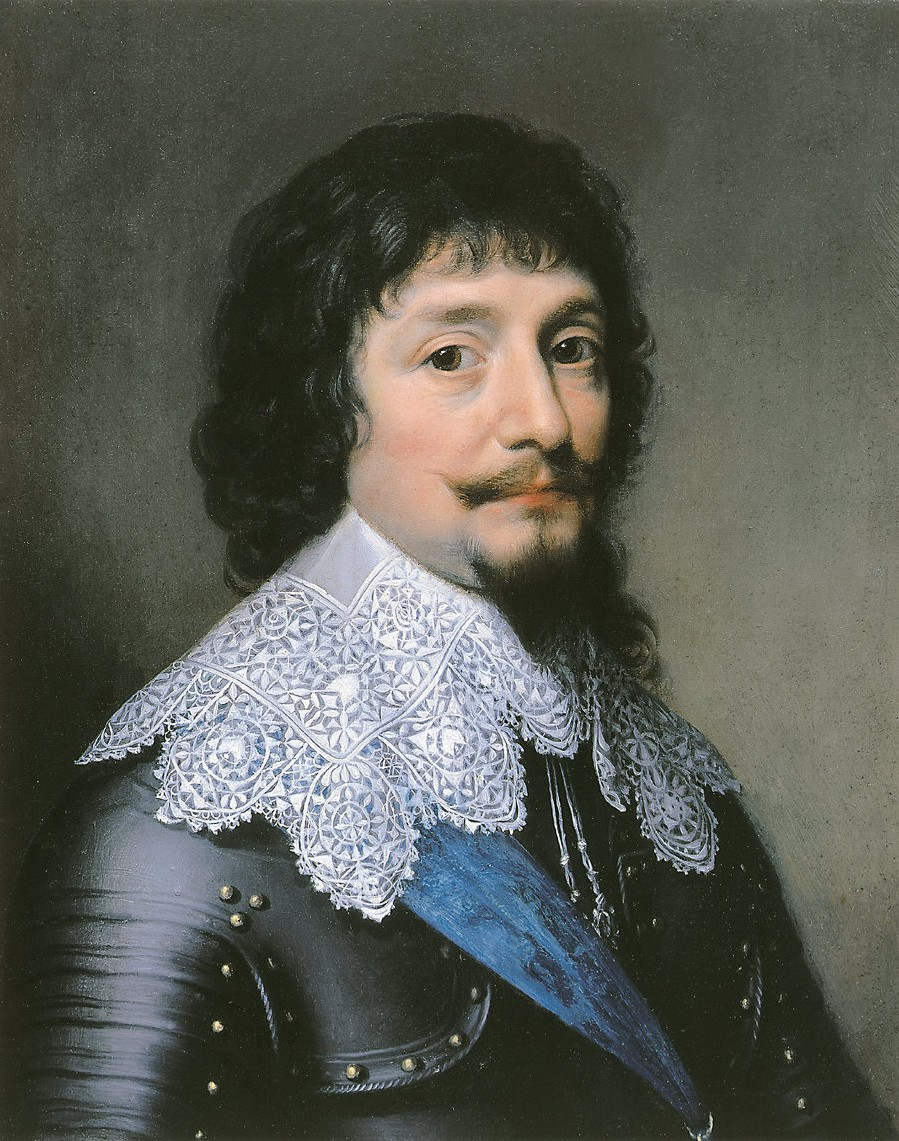
Frederico V: O "Rei de Inverno"

Frederico V, Eleitor Palatino casou com Isabel Stuart, a filha do rei inglês. Este casamento resultou de interesses políticos e envolveu grandes despesas. Foram organizadas dispendiosas festividades e, para a sua realização, o Eleitor encomendou a Elisabethentor (Porta de Isabel) para o Stückgarten (Jardim da Peça).
Entre outubro de 1612 e abril de 1613, Frederico V passou cerca de meio ano em Inglaterra e, apesar de contar apenas 16 anos de idade, tomou contato com importantes arquitetos, os quais empreenderam, mais tarde, alterações e novos edifícios no Castelo de Heidelberg. Inigo Jones e Salomon de Caus, que se conheciam bem entre si, encontravam-se ao serviço da corte do rei inglês. Caus acompanhou os recém-casados na sua viagem de regresso a Heidelberg. Jones seguiu-os em junho desse mesmo ano. Pouco depois, foi abordada a hipótese de se construir um enorme jardim. No entanto, as plantas foram pensadas para um terreno plano, pelo que a encosta da montanha teve que ser convertida. Em primeiro lugar, foram executados movimentos de terras, os quais foram vistos pelos contemporâneos como a oitava maravilha do mundo.
Sob o governo de Frederico V, o Palatinado assistiu a uma supremacia protestante no Sacro Império Romano Germânico, a qual acabou, porém, num desaire. Depois de 1619, Frederico V — contra os avisos expressos de muitos conselheiros — foi escolhido para Rei da Boémia. Quando Frederico V deixou Heidelberg, diz-se que a sua mãe, Luisa Juliana de Oranien-Nassau, teria proclamado: "Oh, o Palatinado está a mudar-se para a Boémia".
Porém, Frederico V não pôde manter a coroa depois da derrota na Batalha da Montanha Branca (travada na Bílá hora - 379 metros de altura), sofrida frente às tropas do imperador e da Liga Católica. Pela brevidade do seu reinado, recebeu o epíteto trocista de "Rei de Inverno". Com a Guerra dos Trinta Anos, o governante entrou numa outra fase e tornou-se num refugiado político.
Depois da sua fuga para Rhenen, na Holanda, o Imperador Fernando II disse, em 1621, disse o melhor e o pior sobre Frederico. O Palatinado do Reno foi transferido, em 1623, para o Duque Maximiliano I da Baviera, que também trouxe o Alto Palatinado para o imperador.
Em Rhenen, a oete de Arnheim, a família viveu de fundos públicos salvos e do generoso apoio do rei inglês, inicialmente também do da Holanda, unidos ao apoio do governo. Frederico esperou regressar à sua posição no Palatinado até ao fim da sua vida, mas morreu no exílio em 1632.

### Liselotte, Princesa Palatina

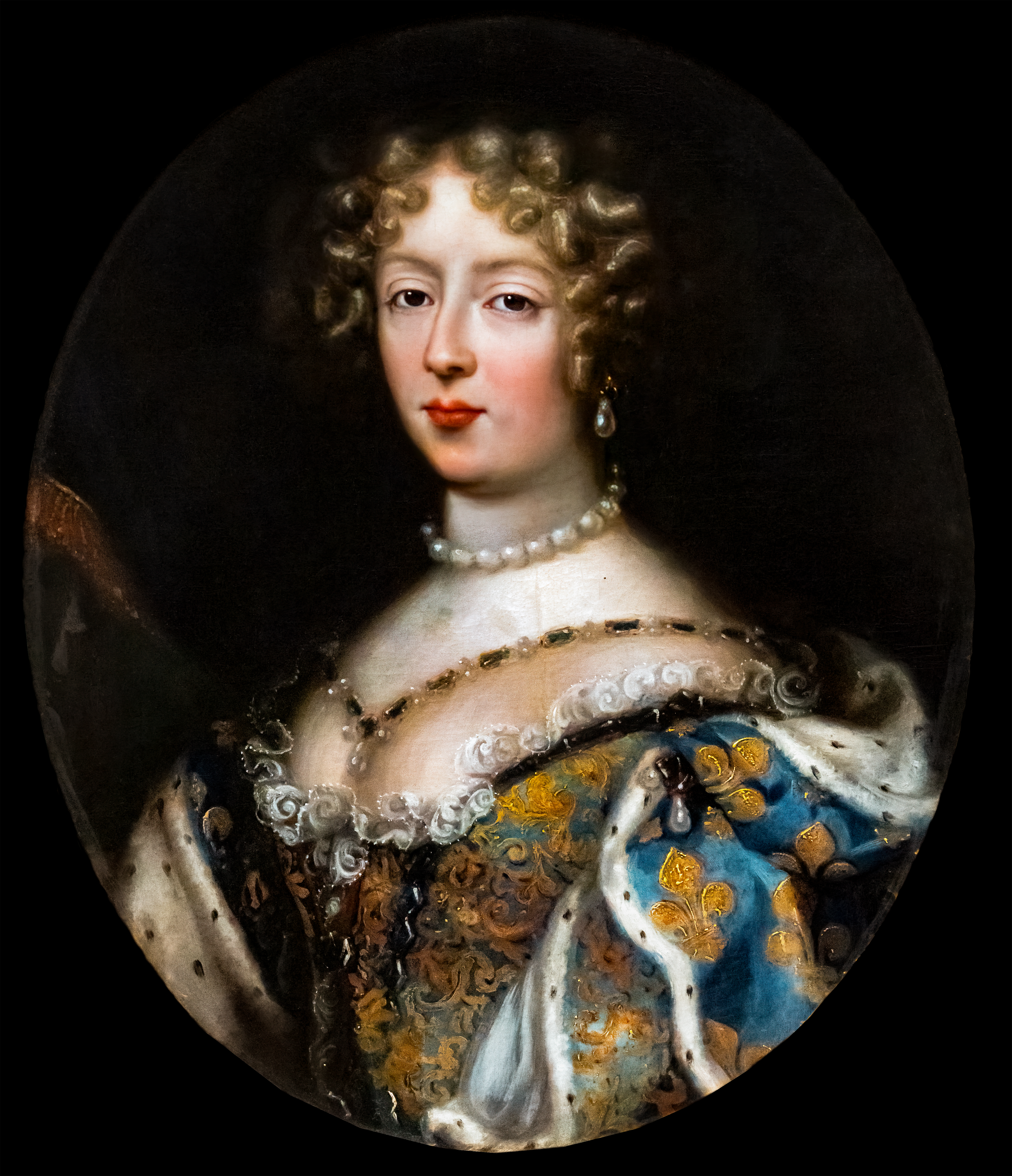
Liselotte do Palatinado

Isabel Carlota, Princesa Palatina, foi Duquesa de Orleães e cunhada de Luís XIV de França. Liselotte, como era afetuosamente conhecida, neta de Frederico V, nasceu no Castelo de Heidelberg e cresceu na corte da sua tia Sofia de Hanôver, em Hanôver, regressando frequentemente a Heidelberg na companhia de seu pai. Aos 19 anos de idade casou, por razões políticas, com Filipe I, Duque d'Orleães, irmão de Luís XIV de França, um casamento que não viria a ser feliz.
Em 1685, quando o Eleitor Carlos II, irmão de Liselotte, faleceu inesperadamente, levando à extinção dos Wittelsbach do Palatinado-Simmern, Luís XIV reclamou o Palatinado para si e começou a Guerra da Grande Aliança, a qual devastou o Palatinado. Liselotte, foi forçada a assistir passivamente à destruição do seu país, arrasado em seu nome.
Liselotte escreveu numa carta para a sua tia Sofia de Hanôver:
"Julgo, então, que papai não deve ter entendido a magnitude do ato de me entregar; mas eu era um fardo para ele, e ele estava preocupado que eu me tornasse numa velha louca, por isso tratou de livrar-se de mim tão rápido quanto possível. Era este o meu destino".
Mesmo depois de trinta e seis anos em França, ela ainda pensava em Heidelberg como o seu lar, e escreveu numa carta a Marie Luise von Degenfeld:
"Porque não há-de o príncipe-eleitor ter o castelo reconstruído? Isso certamente valeria a pena".
A Casa de Orleães descende dos filhos de Liselotte e Filipe, tendo chegado ao trono de França, em 1830, na pessoa de Luís Filipe de França.
Estima-se que Liselotte tenha escrito 60 mil cartas, das quais cerca de um décimo sobreviveu até a atualidade. As cartas, escritas em francês e alemão, descrevem muito vivamente a vida da corte francesa. A maior paret delas foram escritas à sua tia Sofia e à sua meia-irmã Marie-Luise, mas também se correspondeu com Gottfried Leibniz.
A educação de Liselotte foi bastante burguesa. O Eleitor Carlos I Luís gostava de brincar com os seus filhos na cidade de Heidelberg e de fazer caminhadas ao longo das encostas das colinas do Odenwald. Liselotte, que mais tarde se descreveu como uma "abelha lunática" ("dolle Hummel" em alemão), cavalgava no seu cavalo pelas colinas em volta de Heidelberg e gostava da sua liberdade. Frequentemente, saía cedo do castelo para trepar a uma cerejeira e encher-se de cerejas  Em 1717, recordando a sua infância em Heidelberg, escreveu:
"Meu Deus, quantas vezes às cinco da manhã me enchia com cerejas e um bom pedaço de pão nas colinas! Nesses dias era mais vigorosa do que podia imaginar."

### Charles de Graimberg

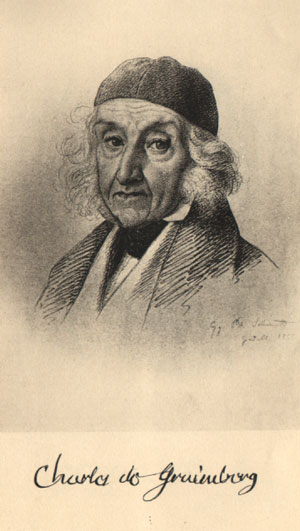
Charles de Graimberg

O Kupferstecher (gravurista) francês Charles de Graimberg acompanhou a família na fuga para Inglaterra antes da Revolução Francesa.
Em 1810, foi para Karlsruhe com o objetivo de começar a treinar com o gravurista da corte de Baden Christian Haldenwang. Este era amigo e vizinho do irmão de Graimberg, Luís. Quando Graimberg foi para Heidelberg, em ordem a fazer um esboço do castelo para uma paisagem, ficou de tal maneira encantado que permaneceu ali os restantes 54 anos da sua vida. Com as reproduções das ruínas do castelo que produziu, documentou a sua condição e colocou a pedra de fundção do castelo romano, a qual deve proteger as ruínas da sua decadência final.
Na sua casa, situada no início do caminho pedestre para o castelo) desenvolveu um curioso gabinete com peças encontradas nas ruínas, as quais se tornaram, mais tarde, nas peças básicas do museu Kurpfälzi. Aliás, ele próprio financiou, com a sua fortuna, a sua coleção de antiguidades ("Altertümer") para a história da cidade e do castelo. É devido a ele que o Castelo de Heidelberg ainda se mantém de pé. Também conseguiu as primeiras escavações históricas nas ruínas e viveu durante um longo período no pátio do castelo, em ordem a evitar que os habitantes de Heidelberg levassem materiais de construção das ruínas para as suas casas.
Com ordem de Graimberg, Thomas A. Leger redigiu um guia do castelo que constitui a primeira fonte escrita sobre o mesmo. Uma cópia deste guia, de 1836, Le guide voyageurs dans la ruin de Heidelberg (tradução do francês: "O guia dos viajantes na ruína de Heidelberger"), foi adquirida por Victor Hugo durante a sua estadia em Heidelberg. Esta cópia, provida de notas, está disponível, atualmente, na "Maison de Victor Hugo" (Casa de Victor Hugo), em Paris.
Uma placa de honra lembra Charles de Graimberg, a qual foi instalada, em 1868, na passagem para o Altan, diz o seguinte:
"À memória de Carlos Conde de Graimberg,"
"Nascido para par do castelo em França 1774,"
"Falecido para Heidelberg 1864".

## Turismo

### Iluminação do castelo

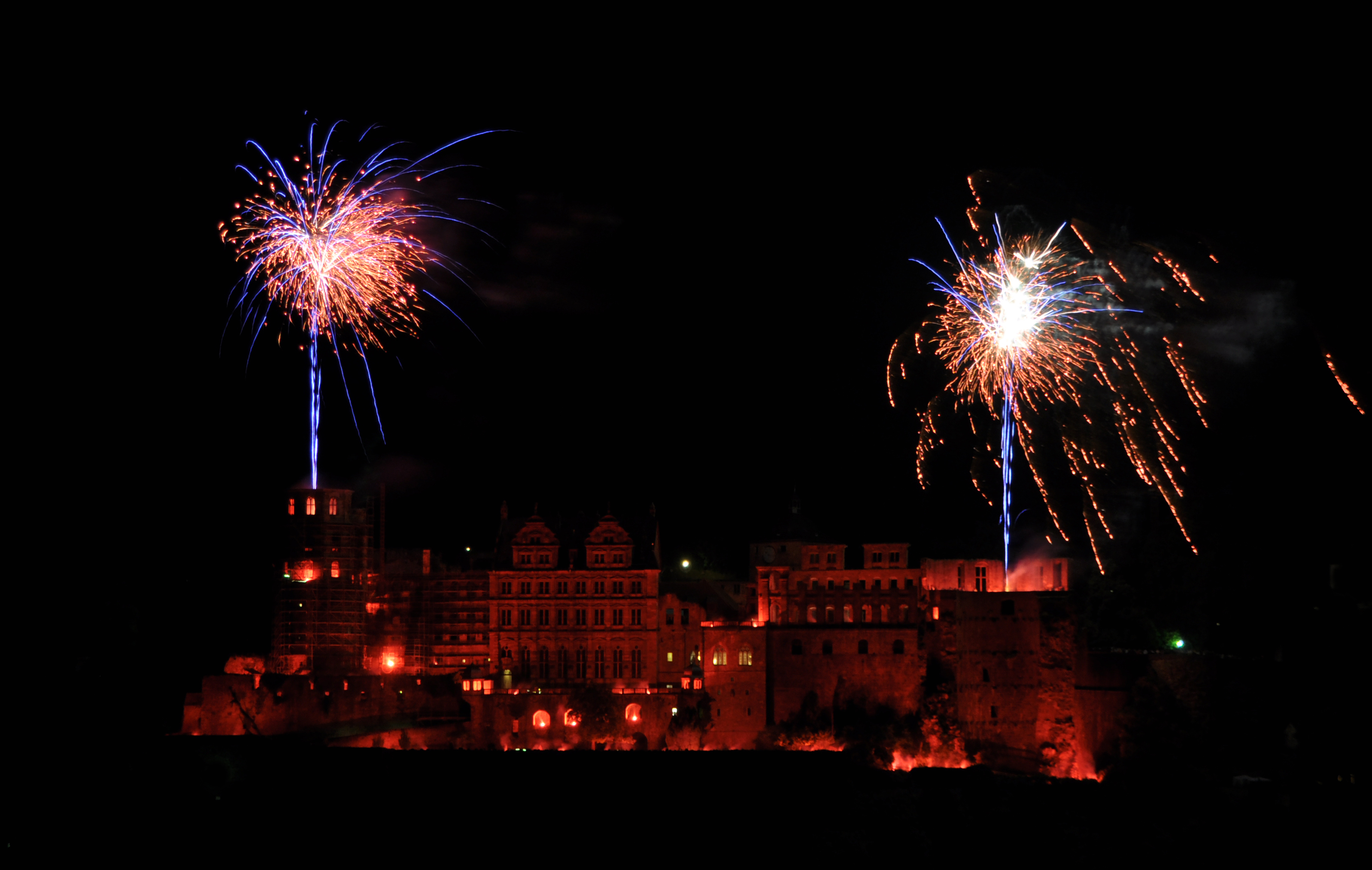
O Castelo de Heidelberg iluminado por fogos de artifício

A iluminação produzida pelos fogos de artifício incide sobre o castelo várias vezes por ano, constituindo, também, uma encenação evocativa da destruição do castelo, no ano de 1693. A iluminação do castelo pelos fogos é motivo para os numerosos soldados norte-americanos estacionados em Heidelberg deixarem os seus assentamentos na cidade e comemorarem nos prados que marginam o Neckar. Mark Twain, que assistiu à iluminação em 1878, descreveu o espectáculo da forma que se segue:
(…) com um empolgante disparo súbito, um punhado de mísseis brilantemente coloridos imita o troar dum trovão contra as silhuetas negras das torres do castelo. Ao mesmo tempo, distinguem-se da montanha todos os detalhes das ruínas. Mais uma e outra vez, as torres disparam molhos de foguetes para a noite, e o céu crepita com setas de luz brilhante no zénite, brevemente, e que, em seguida, curvam graciosamente para baixo, para rebentar numa verdadeira fonte de brilhantes faíscas coloridas.— Mark Twain: „Bummel durch Europa" 
A primeira iluminação do castelo realizou-se em junho de 1815, quando o Imperador Francisco I da Áustria, o Czar Alexandre I da Rússia, o Rei Frederico Guilherme III da Prússia, o Príncipe Herdeiro Luís da Baviera e muitos outros príncipes permaneceram várias semanas em Heidelberg, para que a Santa Aliança decidisse medidas contra Napoleão, acabado de abandonar o exílio na Ilha de Elba. Com o fim de oferecer aos regentes um presente especial, o magistrado de Heidelberg resolveu iluminar as ruínas do castelo. Isto foi feito com meios mais simples, sendo acesas no pátio do castelo madeiras e outras substâncias inflamáveis.

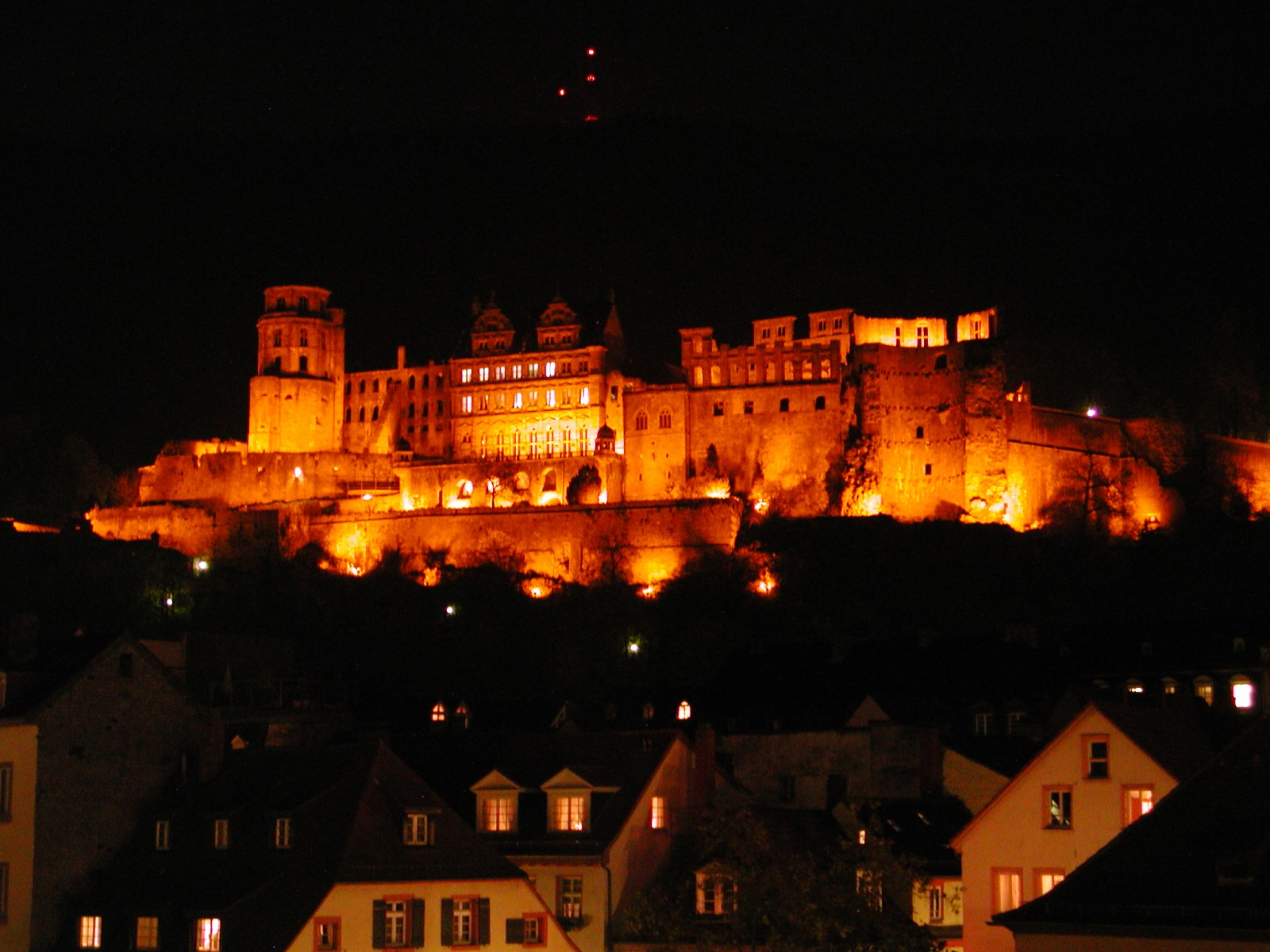
Vista noturna das ruínas do Castelo de Heidelberg

Outra iluminação foi realizada, em maio de 1830, pelo engenheiro de jardins palacianos Metzger, organizada em homenagem à visita dos imperadores da Áustria e da Rússia e do rei da Prússia. Atualmente, as iluminações do castelo têm em mente a destruição do castelo pelo general francês Ezéchiel de Mélac, nos anos de 1689 e 1693, durante a Guerra de Sucessão do Palatinado.
O Rhein-Neckar-Zeitung, um jornal de Heidelberg, descreve num artigo a evolução histórica da iluminação do castelo e, também, o seu presnete:
Desde há décadas, estão ao serviço de cada iliuminação do castelo cerca de 50 bombeiros. É uma honra para eles estar lá, com o voluntariado a ser "legado", muitas vezes, de pai para filho e para neto. A Horst Hasselbach foi perguntado, quando tinha cerca de 30 anos, se queria ajudar. Desde então, não faltou a nenhuma iluminação. Às 22.15 horas (de acordo com a Igreja do Espírito Santo) dispara um foguete de alarne como sinal de "Atenção!". Então, todos os seus ajudantes acendem as mechas. Exactamente 30 segundos depois do segundo disparo, com todos os ajudantes munidos de sinalizadores, o castelo emerge na luz vermelha.— Rhein-Neckar-Zeitung de 30 de agosto de 2005: „Weil der Feuerzauber die Gekrönten freut…" 

### Schlossfestspiele (Festival do Castelo)
Durante o verão, o Heidelberger Schlossfestspiele (Festival do Castelo de Heidelberg) oferece, no pátio do castelo, representações de vários géneros ao ar livre. O Schlossfestspiele é organizado pelo Stadttheater Heidelberg (Teatro Municipal de Heidelberg), tendo começado em 1926, com uma encenação de Sonho de uma Noite de Verão, de William Shakespeare.
No estrangeiro (sobretudo nos Estados Unidos) é mais conhecido pela peça The Student Prince ("O Príncipe Estudante"), uma opereta centrada na figura fictícia do Príncipe Herdeiro Karl Franz de Karlsberg, que durante os seus estudo em Heidelberg se apaixona por Kathie, a filha do seu hospedeiro, devendo desistir desse relaciomento por razões de estado. Esta peça é representada no pátio do castelo em inglês (ou com texto em alemão e músicas em inglês) e atrai visitantes, principalmente, do estrangeiro. Na Alemanha é pouco conhecida.
A opereta baseia-se no drama Alt-Heidelberg ("Antiga Heidelberg"), de Wilhelm Meyer-Förster, representado pela primeira vez, no dia 22 de novembro de 1901, no Berliner Theater, em Berlim. No Japão, durante o Período Meiji, a obra era leitura obrigatória para todos os estudantes de alemão, o que aumentou consideravelmente a popularidade de Heidelberg e do Castelo de Heidelberg.
Além disso, o castelo foi mostrado num programa de cinema mudo, no qual o filme é acompanhado pelo som dum histórico órgão de cinema.

## Literatura
em alemão
- Michael Falser: Denkmalpflege der deutschen Kaiserzeit um 1900: Das Heidelberger Schloss, ›Denkmalwuth‹ und die Kontroverse zwischen Georg Dehio und Alois Riegl. In: Michael Falser: Zwischen Identität und Authentizität. Zur politischen Geschichte der Denkmalpflege in Deutschland.  Thelem Verlag, Dresden 2008, S. 43–70, ISBN 978-3-939-888-41-3.
- Uwe Heckmann: Romantik. Schloß Heidelberg im Zeitalter der Romantik. Schnell & Steiner 1999, ISBN 3-7954-1251-X
- Hanns Hubach, M. Quast: Kurpfälzisches Skizzenbuch. Ansichten Heidelbergs und der Kurpfalz um 1600. Braus, Heidelberg 1996.
- Victor Hugo: Heidelberg. Societäts-Verlag, Frankfurt am Main 2003, ISBN 3797308256
- Julius Koch, Fritz Seitz (Hrsg.): Das Heidelberger Schloß. Mit Genehmigung des Großherzoglich Badischen Ministeriums der Finanzen. 2 Bde., Arnold Bergsträsser, Darmstadt 1887 u. 1891.
- Karl Kölmel: Heidelberger Schloss-Führer. Brausdruck 1956. ISBN B0000BKBI8
- Mittelalter. Schloss Heidelberg und die Pfalzgrafschaft bei Rhein bis zur Reformationszeit. Schnell & Steiner, Regensburg 2002.
- Mittheilungen des Heidelberger Schloßvereins. 7 Bde., 1886-1936.
- Elmar Mittler (Hrsg.) Heidelberg - Geschichte und Gestalt. Universitätsverlag C. Winter, Heidelberg 1996.
- Adolf von Oechelhäuser: Das Heidelberger Schloss. Verlag Brigitte Guderjahn, Heidelberg, 9. Aufl. 1998 (unveränderter Nachdruck der 8. Aufl. von 1987, bearb. von Joachim Göricke).
- Adolf von Oechelhäuser (Bearb.): Die Kunstdenkmäler des Amtsbezirks Heidelberg (Kreis Heidelberg). (= Die Kunstdenkmäler des Großherzogtums Baden, Bd. 8, Abt. 2), Mohr, Tübingen 1913.
- Burkhard Pape: Die Befestigungen am Heidelberger Schloss. Bau, Architektur und Funktion der Fortifikationen und die Geschichte der Belagerungen. Verlag Stefan Wiltschko, Neckargemünd-Dilsberg 2006, ISBN 3-00-017727-2
- Marc Rosenberg: Quellen zur Geschichte des Heidelberger Schlosses. Heidelberg 1882.
- Franz Schlechter, Hanns Hubach, Volker Sellin: Heidelberg. Das Schloß. Umschau Buchverlag, 2001, ISBN 3894661445
- "Das Schloß gesprengt, die Stadt verbrannt" - Robert Salzer, Zur Geschichte Heidelbergs in den Jahren 1688 und 1689 und von dem Jahre 1689 bis 1693. Nachdruck der Ausgaben von 1878 und 1879. Kommentiert von Roland Vetter, Verlag Brigitte Guderjahn, Heidelberg 1993.
- Matthias Wallner und Heike Werner: Architektur und Geschichte in Deutschland. S. 66-67, München 2006, ISBN 3-9809471-1-4
- Gerhard Walther: Der Heidelberger Schlossgarten. Universitätsverlag Winter, Heideöberg 1990, ISBN 3825370119
- Wolfgang Wiese, Karin Stober: Schloss Heidelberg. Führer Staatliche Schlösser und Gärten Baden-Württemberg. Deutscher Kunstverlag, München Berlin 2005, ISBN 3-422-03107-3
- Wolfgang Wiese, Karin Stober: Heidelberg Castle. Führer Staatliche Schlösser und Gärten Baden-Württemberg (englische Ausgabe). Deutscher Kunstverlag, München Berlin 2005, ISBN 3-422-03108-1
- Adolf Zeller: Das Heidelberger Schloß. Werden, Zerfall und Zukunft. In zwölf Vorträgen. G. Braun, Karlsruhe 1905.